# Musikjahr 2015
Liste der Musikjahre

◄◄ | ◄ | 2011 | 2012 | 2013 | 2014 | Musikjahr 2015 | 2016 | 2017 | 2018 | 2019 | ► | ►►

Weitere Ereignisse · Country-Musik
Dieser Artikel behandelt das Musikjahr 2015.
Kommerziell erfolgreichster Künstler ist in Deutschland wie bereits im Vorjahr die Schlagersängerin Helene Fischer, die das Weihnachtsgeschäft mit ihrem Doppelalbum Weihnachten dominierte und damit die international erfolgreichste Sängerin Adele auf den zweiten Platz verdrängte. Ebenfalls sehr erfolgreich war Sarah Connors Album Muttersprache.
Das Musikjahr 2015 wurde überschattet durch zwei große Katastrophen gegen Jahresende. Am 30. Oktober kam es bei einem Konzert der Metalcore-Band Goodbye to Gravity im Nachtclub Colectiv in Bukarest zu einem Brandunglück und einer Massenpanik. 60 Menschen starben und etwa 180 wurden teilweise schwer verletzt. Am 13. November war ein Konzert der Eagles of Death Metal im Pariser Club Bataclan eines der Ziele der Terroranschläge am 13. November 2015 in Paris. 89 Konzertbesucher starben, weitere hunderte Menschen wurden teilweise schwer verletzt.
Im Jahr 2015 verstarben einige musikalische Legenden, so die beiden Blues-Musiker Ben E. King und B. B. King, der Soul-Sänger Percy Sledge und Rocksänger Lemmy Kilmister von der Gruppe Motörhead.

## Ereignisse

### Populäre Musik
- 05. März: Andreas Kümmert, der Gewinner des ESC-Vorentscheids Unser Song für Österreich tritt noch während der laufenden Sendung zurück. Die Zweitplatzierte Ann Sophie erreicht bei der Hauptveranstaltung 0 Punkte und damit das schlechteste Ergebnis für Deutschland seit Ulla Wiesner (1965)
- 2.–10. Juni: Severino Seeger, der Gewinner der 12. DSDS-Staffel wird vor dem Landgericht Frankfurt am Main wegen gewerbs- und bandenmäßigen Betrugs angeklagt. Er soll mit einer Bande Seniorinnen um über 100.000 Euro gebracht haben. Das Bekanntwerden der Betrugsvorwürfe geht durch alle Medien.
- 05. August: Die US-amerikanische Pop-, Hip-Hop- und R&B-Sängerin und Songschreiberin Mariah Carey erhält einen Stern auf dem Hollywood Walk of Fame.[2][3]
- 07. August: Die britische Progressive-Rock-Band Yes startet in Ledyard ihre North American Tour 2015. Die Mini-Konzerttournee endet nach 33 Konzerten am 16. November 2015 in Key West.
- August bis Oktober: Eine Neuauflage der zuletzt 2012 ausgestrahlten Castingshow Popstars entwickelte sich zum Flop für die Produktionsfirma Brainpool. Durchschnittlich 0,53 Millionen Zuschauer verfolgen das Geschehen, das Format wechselt mehrfach wegen der schlechten Quoten den Sendeplatz auf RTL II. Auch der Siegertitel der in der Sendung zusammengestellten Girlgroup Leandah kann keinen Charterfolg einbringen.Polizeifahrzeuge am Bataclan-Theater nach den Terroranschlägen

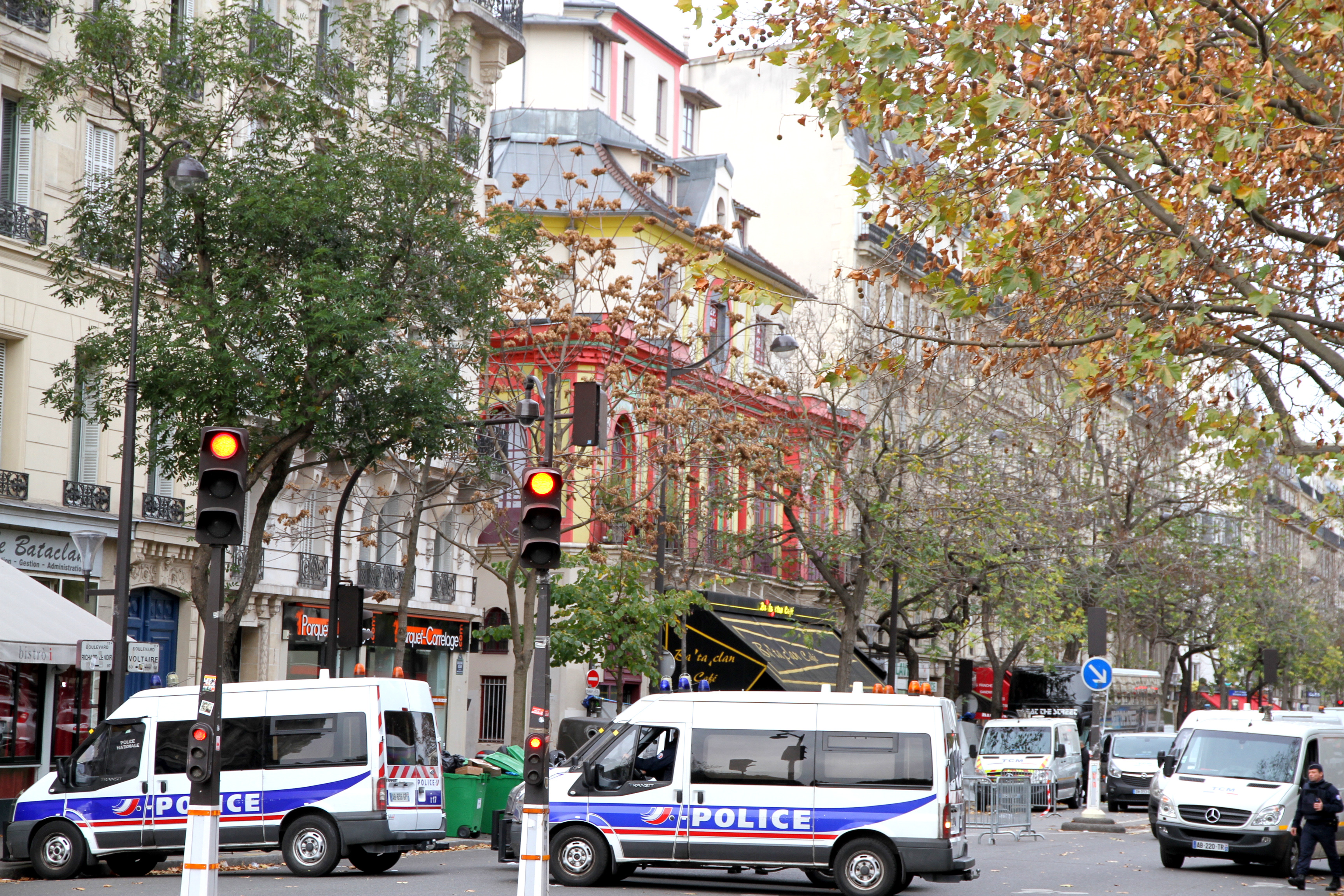
Polizeifahrzeuge am Bataclan-Theater nach den Terroranschlägen

- 30. September: Prince veröffentlicht mit der Download-Single Free Urself seine letzte Single zu Lebzeiten.
- 30. Oktober: Bei einem Konzert der Metalcore-Band Goodbye to Gravity kommt es im Nachtclub Colectiv in Bukarest zu einem Brandunglück und einer Massenpanik, die 60 Menschen das Leben kostet.
- 13. November: Ein Konzert der Eagles of Death Metal (Vorband: White Miles) im Pariser Club Bataclan wird von islamistischen Terroristen gestürmt. 89 Konzertbesucher sterben, weitere hunderte Menschen werden teilweise schwer verletzt. Es handelt sich um einen Anschlag im Rahmen der Terroranschläge am 13. November 2015 in Paris, zu denen sich der Islamische Staat (IS) bekennt.

### Klassische Musik und Musiktheater
- 01. Januar: Das Neujahrskonzert der Wiener Philharmoniker 2015 wird in 92 Länder der Welt übertragen und von mehr als 50 Millionen TV-Zuschauern verfolgt[4]
- 14. Januar: Die von Jean Nouvel entworfene Philharmonie de Paris wird eröffnet.
- 31. März: Die Oper Penthesilea von Pascal Dusapin (Musik) mit einem Libretto von Pascal Dusapin und Beate Haeckl nach Heinrich von Kleists Drama Penthesilea wird im Brüsseler Opernhaus La Monnaie/De Munt uraufgeführt.
- 22. Mai: Uraufführung des szenischen Oratoriums Gilgamesch von René Clemencic (Musik) auf ein Libretto von Kristine Tornquist im sirene Operntheater in der Expedithalle Wien.
- 13. Juni: Uraufführung der Oper La ciociara von Marco Tutino (Musik) mit einem Libretto von Marco Tutino und Fabio Ceresa durch die San Francisco Opera.
- 21. August: Die Oper An American Dream von Jack Perla (Musik) mit einem Libretto von Jessica Murphy Moo wird in der McCaw Hall der Seattle Opera uraufgeführt.
- 20. November: Uraufführung der Kammeroper Chodorkowski von Periklis Liakakis (Musik) auf ein Libretto von Kristine Tornquist im sirene Operntheater in Wien.
- 26. November: Uraufführung der Komposition Okeanos. Konzert für Orgel und Orchester des österreichischen Komponisten Bernd Richard Deutsch im Wiener Musikverein.

## Musikcharts

### Deutschland
| Singles                                                           | Position | Alben                                                                 |
| ----------------------------------------------------------------- | -------- | --------------------------------------------------------------------- |
|                                                                   |          |                                                                       |
| Cheerleader (Felix Jaehn Remix) Omi                               | 1        | Weihnachten Helene Fischer                                            |
| Are You with Me Lost Frequencies                                  | 2        | 25 Adele                                                              |
| Ain’t Nobody (Loves Me Better) Felix Jaehn feat. Jasmine Thompson | 3        | Muttersprache Sarah Connor                                            |
| Love Me like You Do Ellie Goulding                                | 4        | Farbenspiel Helene Fischer                                            |
| Lean On Major Lazer & DJ Snake feat. Mø                           | 5        | Sing meinen Song – Das Tauschkonzert, Vol. 2 Verschiedene Interpreten |
| Astronaut Sido feat. Andreas Bourani                              | 6        | Von Liebe, Tod und Freiheit Santiano                                  |
| Hello Adele                                                       | 7        | Opposition Frei.Wild                                                  |
| Sugar Robin Schulz feat. Francesco Yates                          | 8        | Hey Andreas Bourani                                                   |
| See You Again Wiz Khalifa feat. Charlie Puth                      | 9        | × Ed Sheeran                                                          |
| Firestone Kygo feat. Conrad                                       | 10       | Zuhältertape Volume 4 Kollegah                                        |

- Mit Weihnachten belegt Helene Fischer zum dritten Mal in Folge Platz 1 der Jahres-Albencharts.
- Farbenspiel von Helene Fischer und x von Ed Sheeran waren bereits 2014 in den Jahres-Top-Ten.

Die längsten Nummer-eins-Singles
Lieder, die die meiste Zeit während eines anderen Jahres auf Platz 1 der Charts verbrachten, werden hier nicht aufgeführt.
1. Adele – Hello (9 Wochen)
2. Felix Jaehn feat. Jasmine Thompson – Ain’t Nobody (Loves Me Better) (8 Wochen)
3. Sido feat. Andreas Bourani – Astronaut (7 Wochen)

Die längsten Nummer-eins-Alben
Alben, die die meiste Zeit während eines anderen Jahres auf Platz 1 der Charts verbrachten, werden hier nicht aufgeführt.
1. Verschiedene Interpreten – Sing meinen Song – Das Tauschkonzert – Volume 2; Helene Fischer & the Royal Philharmonic Orchestra – Weihnachten (jeweils 4 Wochen)

Alle weiteren Alben waren entweder eine oder zwei Wochen auf Platz 1 gelistet.
Alle Nummer-eins-Hits und die Hits des Jahres

### Österreich
| Singles                                                           | Position | Alben                                                                      |
| ----------------------------------------------------------------- | -------- | -------------------------------------------------------------------------- |
|                                                                   |          |                                                                            |
| Cheerleader (Felix Jaehn Remix) Omi                               | 1        | Weihnachten Helene Fischer                                                 |
| Are You with Me Lost Frequencies                                  | 2        | Farbenspiel Helene Fischer                                                 |
| Lean On Major Lazer & DJ Snake feat. Mø                           | 3        | 25 Adele                                                                   |
| See You Again Wiz Khalifa feat. Charlie Puth                      | 4        | Ham kummst Seiler und Speer                                                |
| Love Me like You Do Ellie Goulding                                | 5        | Amore Wanda                                                                |
| Ham kummst Seiler und Speer                                       | 6        | Mountain Man Andreas Gabalier                                              |
| Hello Adele                                                       | 7        | Muttersprache Sarah Connor                                                 |
| Astronaut Sido feat. Andreas Bourani                              | 8        | Sing meinen Song – Das Tauschkonzert – Volume 2 (Verschiedene Interpreten) |
| Ain’t Nobody (Loves Me Better) Felix Jaehn feat. Jasmine Thompson | 9        | Bussi Wanda                                                                |
| Sugar Robin Schulz feat. Francesco Yates                          | 10       | Hey Andreas Bourani                                                        |

- Mit Weihnachten belegt Helene Fischer zum zweiten Mal in Folge Platz 1 der Jahres-Albencharts.
- Farbenspiel von Helene Fischer belegte in drei aufeinanderfolgenden Jahren Platz 1 der österreichischen Charts

Die längsten Nummer-eins-Singles
Lieder, die die meiste Zeit während eines anderen Jahres auf Platz 1 der Charts verbrachten, werden hier nicht aufgeführt.
1. Hozier – Take Me to Church (7 Wochen)
2. Wiz Khalifa feat. Charlie Puth – See You Again; Sido feat. Andreas Bourani – Astronaut (jeweils 6 Wochen)
3. Ellie Goulding – Love Me like You Do; Adele – Hello; Seiler und Speer – Ham kummst (jeweils 4 Wochen)

Die längsten Nummer-eins-Alben
Alben, die die meiste Zeit während eines anderen Jahres auf Platz 1 der Charts verbrachten, werden hier nicht aufgeführt.
1. Verschiedene Interpreten – Sing meinen Song – Das Tauschkonzert – Volume 2; Wanda – Bussi; Helene Fischer & the Royal Philharmonic Orchestra – Weihnachten (jeweils 4 Wochen)
2. Erste Allgemeine Verunsicherung – Werwolf-Attacke – Monsterball ist überall (3 Wochen)

Alle weiteren Alben waren entweder eine oder zwei Wochen auf Platz 1 gelistet.
Alle Nummer-eins-Hits und die Hits des Jahres

### Schweiz
| Singles                                      | Position | Alben                                                         |
| -------------------------------------------- | -------- | ------------------------------------------------------------- |
|                                              |          |                                                               |
| Are You with Me Lost Frequencies             | 1        | 25 Adele                                                      |
| Cheerleader (Felix Jaehn Remix) Omi          | 2        | Rock or Bust AC/DC                                            |
| Lean On Major Lazer & DJ Snake feat. Mø      | 3        | Farbenspiel Helene Fischer                                    |
| El perdón Nicky Jam & Enrique Iglesias       | 4        | × Ed Sheeran                                                  |
| See You Again Wiz Khalifa feat. Charlie Puth | 5        | Drones Muse                                                   |
| Hello Adele                                  | 6        | Zucker fürs Volk Lo & Leduc                                   |
| Take Me to Church Hozier                     | 7        | Finitolavoro – The Rimini Flashdown Part III Patent Ochsner   |
| Love Me like You Do Ellie Goulding           | 8        | Weihnachten Helene Fischer & the Royal Philharmonic Orchestra |
| Uptown Funk! Mark Ronson feat. Bruno Mars    | 9        | Gipfelstürmer Unheilig                                        |
| Firestone Kygo feat. Conrad                  | 10       | Fifty Shades of Grey (Soundtrack)                             |

Die längsten Nummer-eins-Singles
Lieder, die die meiste Zeit während eines anderen Jahres auf Platz 1 der Charts verbrachten, werden hier nicht aufgeführt.
1. Adele – Hello; Sido feat. Andreas Bourani – Astronaut (jeweils 9 Wochen)
2. Hozier – Take Me to Church; Wiz Khalifa feat. Charlie Puth – See You Again (jeweils 6 Wochen)
3. Ellie Goulding – Love Me like You Do; Major Lazer & DJ Snake feat. Mø – Lean On (jeweils 5 Wochen)

Die längsten Nummer-eins-Alben
Alben, die die meiste Zeit während eines anderen Jahres auf Platz 1 der Charts verbrachten, werden hier nicht aufgeführt.
1. Adele – 25 (5 Wochen)
2. AC/DC – Rock or Bust (4 Wochen)

Alle weiteren Alben waren entweder eine oder zwei Wochen auf Platz 1 gelistet.
Alle Nummer-eins-Hits und die Hits des Jahres

### Vereinigtes Königreich
| Singles                                      | Position | Alben                                                              |
| -------------------------------------------- | -------- | ------------------------------------------------------------------ |
|                                              |          |                                                                    |
| Uptown Funk! Mark Ronson feat. Bruno Mars    | 1        | 25 Adele                                                           |
| Cheerleader (Felix Jaehn Remix) Omi          | 2        | × Ed Sheeran                                                       |
| Take Me to Church Hozier                     | 3        | In the Lonely Hour Sam Smith                                       |
| Love Me like You Do Ellie Goulding           | 4        | If I Can Dream Elvis Presley with the Royal Philharmonic Orchestra |
| See You Again Wiz Khalifa feat. Charlie Puth | 5        | Purpose Justin Bieber                                              |
| Hello Adele                                  | 6        | 1989 Taylor Swift                                                  |
| Lean On Major Lazer & DJ Snake feat. Mø      | 7        | I Cry When I Laugh Jess Glynne                                     |
| Hold Back the River James Bay                | 8        | Chaos and the Calm James Bay                                       |
| What Do You Mean? Justin Bieber              | 9        | A Head Full of Dreams Coldplay                                     |
| Sorry Justin Bieber                          | 10       | Wanted on Voyage George Ezra                                       |

Die längsten Nummer-eins-Singles
Lieder, die die meiste Zeit während eines anderen Jahres auf Platz 1 der Charts verbrachten, werden hier nicht aufgeführt.
1. Mark Ronson feat. Bruno Mars – Uptown Funk! (6 Wochen)
2. Justin Bieber – What Do You Mean? (5 Wochen)
3. Ellie Goulding – Love Me like You Do; Omi – Cheerleader (Felix Jaehn Remix); Jason Derulo – Want to Want Me (jeweils 4 Wochen)

Die längsten Nummer-eins-Alben
Alben, die die meiste Zeit während eines anderen Jahres auf Platz 1 der Charts verbrachten, werden hier nicht aufgeführt.
1. Adele – 25 (5 Wochen)
2. Sam Smith – In the Lonely Hour (4 Wochen)

Alle weiteren Alben waren entweder eine oder zwei Wochen auf Platz 1 gelistet.
Alle Nummer-eins-Hits und die Hits des Jahres

### Vereinigte Staaten
| Singles                                      | Position | Alben                                      |
| -------------------------------------------- | -------- | ------------------------------------------ |
|                                              |          |                                            |
| Uptown Funk! Mark Ronson feat. Bruno Mars    | 1        | 1989 Taylor Swift                          |
| Thinking Out Loud Ed Sheeran                 | 2        | × Ed Sheeran                               |
| See You Again Wiz Khalifa feat. Charlie Puth | 3        | In the Lonely Hour Sam Smith               |
| Trap Queen Fetty Wap                         | 4        | If You’re Reading This It’s Too Late Drake |
| Sugar Maroon 5                               | 5        | Title Meghan Trainor                       |
| Shut Up and Dance Walk the Moon              | 6        | V Maroon 5                                 |
| Blank Space Taylor Swift                     | 7        | The Pinkprint Nicki Minaj                  |
| Watch Me (Whip / Nae Nae) Silentó            | 8        | 2014 Forest Hills Drive J. Cole            |
| Earned It (Fifty Shades of Grey) The Weeknd  | 9        | Fifty Shades of Grey (Soundtrack)          |
| The Hills The Weeknd                         | 10       | Four One Direction                         |

Die längsten Nummer-eins-Singles
Lieder, die die meiste Zeit während eines anderen Jahres auf Platz 1 der Charts verbrachten, werden hier nicht aufgeführt.
1. Mark Ronson feat. Bruno Mars – Uptown Funk! (14 Wochen)
2. Wiz Khalifa feat. Charlie Puth – See You Again (12 Wochen)
3. Adele – Hello (8 Wochen)

Die längsten Nummer-eins-Alben
Alben, die die meiste Zeit während eines anderen Jahres auf Platz 1 der Charts verbrachten, werden hier nicht aufgeführt.
1. Taylor Swift – 1989 (6 Wochen)
2. Adele – 25 (4 Wochen)
3. The Weeknd – Beauty Behind the Madness (3 Wochen)

Alle Nummer-eins-Hits und die Hits des Jahres

### Charts in weiteren Ländern
Siehe auch: Nummer-eins-Hits 2015 in  Australien, Belgien, Bulgarien, Dänemark, Deutschland, Finnland, Frankreich, Griechenland, Irland, Italien, Japan, Kanada, Mexiko, Neuseeland, den Niederlanden, Norwegen, Österreich, Polen, Portugal, Schweden, der Schweiz, Slowakei, Spanien, Südkorea, Tschechien, Ungarn, den Vereinigten Staaten und im Vereinigten Königreich.

## Musikpreise und Ehrungen

### Alternative Press Music Awards
- Künstler des Jahres: Issues
- Bester Newcomer: Pvris
- Album des Jahres: Black Veil Brides von Black Veil Brides
- Lied des Jahres: Kick Me von Sleeping with Sirens
- Vanguard Award: Rob Zombie
- Icon Award: X

Vollständige Liste der Preisträger

### Amadeus Austrian Music Award
- Band des Jahres: Tagträumer
- Künstler des Jahres: Udo Jürgens
- Künstlerin des Jahres: Conchita Wurst
- Album des Jahres: Melodrom von Julian le Play
- Song des Jahres: Rise Like a Phoenix von Conchita Wurst
- FM4 Award: Wanda

Vollständige Liste der Preisträger

### ARIA Awards
- Album of the Year: Currents von Tame Impala
- Song of the Year: Start Again von Conrad Sewell
- Best Female Artist: Courtney Barnett (Album Sometimes I Sit and Think, and Sometimes I Just Sit)
- Best Male Artist: Vance Joy (Album Dream Your Life Away)
- Best Group: Tame Impala (Album Currents)
- Breakthrough Artist: Courtney Barnett (Album Sometimes I Sit and Think, and Sometimes I Just Sit)

### BRIT Awards
- Künstler des Jahres: Pharrell Williams
- Künstlerin des Jahres: Taylor Swift
- Gruppe des Jahres: Foo Fighters
- Britischer Künstler des Jahres: Ed Sheeran
- Britische Künstlerin des Jahres: Paloma Faith
- Britischer Newcomer: Sam Smith
- Britische Gruppe: Royal Blood

Liste der Preisträger

### Echo
- Künstler, Künstlerin national Rock/Pop: Herbert Grönemeyer, Oonagh
- Künstler, Künstlerin international Rock/Pop: Ed Sheeran, Zaz
- Gruppe national Rock/Pop: Revolverheld
- Gruppe international Rock/Pop: Pink Floyd
- Gruppe Rock/Alternative (national): Unheilig
- Gruppe Rock/Alternative (international): AC/DC
- Künstler/Künstlerin/Gruppe deutschsprachiger Schlager: Helene Fischer
- Künstler/Künstlerin/Gruppe volkstümliche Musik: Andreas Gabalier
- Künstler/Künstlerin/Gruppe Hip Hop/Urban (national): Kollegah
- Hit des Jahres (national oder international): Helene Fischer – Atemlos durch die Nacht
- Album des Jahres (national oder international): Helene Fischer – Farbenspiel
- Nachwuchspreis der Deutschen Phonoakademie – Newcomer des Jahres (national): Oonagh
- Nachwuchspreis der Deutschen Phonoakademie – Newcomer des Jahres (international): The Common Linnets

Vollständige Liste der Preisträger

### Grammy Awards
- Single des Jahres: Stay with Me (Darkchild Version) von Sam Smith
- Album des Jahres: Morning Phase von Beck
- Song des Jahres: Stay with Me (Darkchild Version) von Sam Smith (Autoren: James Napier, William Phillips, Sam Smith)
- Bester neuer Künstler: Sam Smith

Vollständige Liste der Preisträger

### MTV Europe Music Awards
- Bester Pop-Act: One Direction
- Bester Rock-Act: Coldplay
- Bester Alternative-Act: Lana Del Rey
- Bester Electronic-Act: Martin Garrix
- Bester Hip-Hop-Act: Nicki Minaj
- Bester Künstler: Justin Bieber
- Beste Künstlerin: Rihanna
- Bester Newcomer: Shawn Mendes
- Bester Song: Taylor Swift (featuring Kendrick Lamar) – Bad Blood
- Bestes Video: Macklemore & Ryan Lewis – Downtown

Vollständige Liste der Preisträger

### MTV Video Music Awards
- Video of the Year: Beyoncé – 7/11
- Best Male Video: Mark Ronson (featuring Bruno Mars) – Uptown Funk
- Best Female Video: Taylor Swift – Blank Space
- Best Pop Video: Taylor Swift – Blank Space
- Best Rock Video: Fall Out Boy – Uma Thurman
- Best Hip-Hop Video: Nicki Minaj – Anaconda

Vollständige Liste der Preisträger

### Preis der deutschen Schallplattenkritik
- Karlheinz Stockhausen: Complete Early Percussion Works (2CD/DVD)
- Artemis Quartett: Johannes Brahms – Streichquartette c-moll op. 51,1 & B-Dur op. 67
- Ronald Brautigam: Ludwig van Beethoven: Sämtliche Klaviersonaten (Boxset)
- Les Siècles: Igor Strawinsky: Le sacre du printemps, Petrouchka (CD)
- Agostino Steffani: Niobe, regina di Tebe (CD)
- Vijay Iyer Trio: Break Stuff (CD)
- Sternal Symphonic Society: Volume 2 (CD)
- Thorbjørn Risager & The Black Tornado: Too Many Roads (CD)
- Cool Million: Sumthin’ Like This (CD)
- Spoon: They Want My Soul (CD)
- Magic Kamancheh: Die Streichlauten 1 – Asien (4CDs + DVD)
- Ulrike Janssen und Norbert Wehr (Hrsg.): Thomas Kling – Die gebrannte Performance (4CDs mit Begleitband)

### Rock-and-Roll-Hall-of-Fame-Aufnahmen
- Ringo Starr[5]
- The “5” Royales
- The Paul Butterfield Blues Band
- Green Day
- Joan Jett & the Blackhearts
- Lou Reed
- Stevie Ray Vaughan & Double Trouble
- Bill Withers

### Weitere Musikpreise und Auszeichnungen
- Billboard Music Award: Taylor Swift
- Mercury Music Prize: Benjamin Clementine – At Least for Now
- Oscarverleihung 2015: Beste Filmmusik: Grand Budapest Hotel – Alexandre Desplat, Bester Filmsong: Glory aus Selma – Common und John Legend
- Polar Music Prize: Emmylou Harris und Evelyn Glennie
- Protestsongcontest: Wladimir (Put Put Putin) von Rammelhof
- Tony Award für das beste Musical: Fun Home/Beste Wiederaufnahme eines Musicals: The King and I

### Musikwettbewerbe und Castingshows
Eurovision Song Contest
1. Måns Zelmerlöw: Heroes
2. Polina Gagarina: A Million Voices
3. Il Volo: Grande amore
4. Loïc Nottet: Rhythm Inside
5. Guy Sebastian: Tonight Again

Bundesvision Song Contest
1. Mark Forster: Bauch und Kopf

- Junior Eurovision Song Contest 2015: Destiny Chukunyere (Malta) mit Not My Soul
- Sanremo-Festival 2015: Il Volo mit Grande amore

Castingshows
- American Idol: Nick Fradiani
- Deutschland sucht den Superstar: Severino Seeger
- Popstars: Leandah
- The Voice of Germany: Jamie-Lee Kriewitz
- The Voice US: Sawyer Fredericks (8. Staffel); Jordan Smith (9. Staffel)

## Musikfestivals und -tourneen
- 9.–13. Februar: Sanremo-Festival 2015 im Teatro Ariston in Sanremo
- Februar: Rolling Loud in Miami
- 29.–31. Mai: Rockavaria im Olympiapark München
- 29.–31. Mai: Rock im Revier in der Veltins-Arena, Gelsenkirchen (ursprünglich am Nürburgring geplant)
- Mai/Juni: Elements Festival in Dormettingen
- 5.–7. Juni: Rock am Ring auf dem Gelände des ehemaligen Bundeswehr-Flugplatzes in Mendig
- 4.–6. Juni: erstes Rock in Vienna auf der Donauinsel in Wien
- 14. Juni: Birlikte (Solidaritätskonzert und Kundgebung) in Köln
- 25.–28. Juni: 12. Fusion Festival in Lärz, MV
- 10.–12. Juli: 24. Internationales Samba-Festival in Coburg
- 10.–12. Juli: 18. splash! in Ferropolis
- 19.–21. Juni: Hurricane Festival in Scheeßel
- 26.–28. Juni: Donauinselfest in Wien
- 18. Juli – 30. August: Salzburger Festspiele
- 24.–26. Juli: Das Fest (Open-Air-Musikfestival) in Karlsruhe
- 24.–26. Juli: 11. Tomorrowland in Boom, Belgien
- 30. Juli – 1. August: Wacken Open Air in Wacken
- 31. Juli – 2. August: 40. Bardentreffen (Open-Air-Musikfestival) in Nürnberg
- 3. Oktober: Voices for Refugees (Solidaritätskonzert) am Wiener Heldenplatz

## Jahresbestenlisten

### Intro
| Songs | Alben |
| --- | --- |
| 1. Drake – Hotline Bling 2. Tame Impala – Let It Happen 3. Jamie xx feat. Romy – Loud Places 4. Jamie xx – Gosh 5. Adele – Hello 6. Courtney Barnett – Pedestrian at Best 7. Tame Impala – The Less I Know the Better 8. Foals – Mountain at My Gates 9. Ibeyi – River 10. Die Nerven – Barfuß durch die Scherben | 1. Jamie xx – In Colour 2. Tame Impala – Currents 3. Sufjan Stevens – Carrie & Lowell 4. Tocotronic – Tocotronic 5. Kendrick Lamar – To Pimp a Butterfly 6. Blur – The Magic Whip 7. Die Nerven – Out 8. Wanda – Bussi 9. Courtney Barnett – Sometimes I Sit and Think, and Sometimes I Just Sit 10. Foals – What Went Down |

### Juice
| Alben national | Singles national | Alben international | Singles international |
| --- | --- | --- | --- |
| 1. K.I.Z – Hurra die Welt geht unter 2. Zugezogen Maskulin – Alles brennt 3. Audio88 & Yassin – Normaler Samt 4. Crack Ignaz – Kirsch 5. Fatoni & Dexter – Yo, Picasso 6. Xatar – Baba aller Babas 7. Gzuz – Ebbe und Flut 8. LGoony – Grape Tape 9. Celo & Abdi – Bonchance 10. MoTrip – Mama | 1. K.I.Z – Hurra die Welt geht unter 2. Audio88 & Yassin – Schellen 3. Gzuz feat. Hanybal & Xatar – Ebbe und Flut 4. Zugezogen Maskulin feat. LGoony – Füchse 2015 5. Romano – Metalkutte 6. Crack Ignaz – Gwalla 7. Die Orsons – Schwung in die Kiste 8. Xatar – Iz da 9. Yung Hurn – Nein 10. Credibil – Augenblick | 1. Kendrick Lamar – To Pimp a Butterfly 2. Drake – If You’re Reading This It’s Too Late 3. Vince Staples – Summertime 06 4. A$AP Rocky – At.Long.Last.A$AP 5. Earl Sweatshirt – I Don’t Like Shit, I Don’t Go Outside 6. Dr. Dre – Compton 7. Action Bronson – Mr. Wonderful 8. Travi$ Scott – Rodeo 9. Mac Miller – Go:od AM 10. D’Angelo – Black Messiah | 1. Skepta – Shutdown 2. Kendrick Lamar – Alright 3. Drake – Hotline Bling 4. Kanye West – All Day 5. Kendrick Lamar – King Kunta 6. Drake – Know Yourself 7. Jamie xx feat. Young Thug & Pocaan – Good Times 8. A$AP Rocky – L$D 9. Big Sean feat. Drake & Kanye West – Blessings 10. Rae Sremmurd – No Type |

### Laut.de
| Songs | Alben |
| --- | --- |
| 1. Slayer – Repentless 2. The Libertines – Gunga Din 3. Kurt Vile – Pretty Pimpin’ 4. The Dear Hunter – Waves 5. Money Boy – Choices 6. Lana Del Rey – The Blackest Day 7. Boogie – Oh My 8. Jamie xx – I Know There’s Gonna Be (Good Times) 9. Noel Gallagher’s High Flying Birds – Ballad of the Mighty I 10. Tame Impala – Let It Happen | 1. Bilderbuch – Schick Schock 2. Kendrick Lamar – To Pimp a Butterfly 3. Steven Wilson – Hand.Cannot.Erase 4. Jamie xx – In Coloury 5. Blur – The Magic Whip 6. Zugezogen Maskulin – Alles brennt 7. Sufjan Stevens – Carrie & Lowell 8. Noel Gallagher’s High Flying Birds – Chasing Yesterday 9. Tame Impala – Currents 10. Health – Death Magic |

### Musikexpress
| Singles | Alben |
| --- | --- |
| 1. Tame Impala – Let It Happen 2. Wanda – Meine beiden Schwestern 3. Julia Holter – Feel You 4. Sophie – Just Like We Never Said Goodbye 5. Courtney Barnett – Pedestrian at Best 6. Bilderbuch – Schick Schock 7. Hot Chip – Huarache Lights 8. Ezra Furman – Restless Year 9. Jamie xx feat. Romy – Loud Places 10. Joanna Newsom – Sapokanikan | 1. Kendrick Lamar – To Pimp a Butterfly 2. Wanda – Bussi 3. Bilderbuch – Schick Schock 4. Jamie xx – In Colour 5. Sufjan Stevens – Carrie & Lowell 6. Blur – The Magic Whip 7. Julia Holter – In My Wilderness 8. Father John Misty – I Love You, Honeybear 9. Schnipo Schranke – Satt 10. Joanna Newsom – Divers |

### Rolling Stone
| Alben |
| --- |
| 1. Julia Holter – Have You in My Wilderness 2. Kendrick Lamar – To Pimp a Butterfly 3. Joanna Newsom – Divers 4. Courtney Barnett – Sometimes I Sit and Think … 5. Destroyer – Poison Season 6. Kamasi Washington – The Epic 7. Sufjan Stevens – Carrie & Lowell 8. Robert Forster – Songs to Play 9. Blur – The Magic Whip 10. Laura Marling – Short Movie |

### Spex
| Alben |
| --- |
| 1. Kendrick Lamar – To Pimp a Butterfly 2. D’Angelo and the Vanguard – Black Messiah 3. Holly Herndon – Platform 4. Julia Holter – Have You in my Wilderness 5. Vince Staples – Summertime ’06 6. Sufjan Stevens – Carrie & Lowell 7. Tocotronic – Tocotronic 8. Algiers – Algiers 9. Jamie xx – In Colour 10. Kamasi Washington – The Epic |

### Visions
| Alben |
| --- |
| 1. Baroness – Purple 2. Steven Wilson – Hand.Cannot.Erase 3. Faith No More – Sol Invictus 4. Sufjan Stevens – Carrie & Lowell 5. Deafheaven – New Bermuda 6. Wildlights – Wildlights 7. Foals – What Went Down 8. Mutoid Man – Bleeder 9. Ghost – Meliora 10. War on Women – War on Women |

## Gedenk- und Jahrestage
- 16. Januar: Der österreichische Jugendkultur- und Musiksender FM4 feiert den 20. Jahrestag seines Sendebeginns[6]
- 15. Mai: Vor 30 Jahren wurde Rock Me Amadeus des österreichischen Musikers Falco veröffentlicht[7]
- 00. September: Vor 35 Jahren erschien die erste Ausgabe der Musikzeitschrift Spex
- 05. November: Vor 60 Jahren wurde die am Ende des Zweiten Weltkrieges zerstörte Wiener Staatsoper mit der Oper Fidelio wiedereröffnet
- 12. Dezember: 100. Geburtstag des US-amerikanischen Sängers und Schauspielers Frank Sinatra
- 19. Dezember: 100. Geburtstag der französischen Chansonsängerin Édith Piaf

## Gründungen und Auflösungen

### Gründungen
- 5miinust – estnische Hip Hop Band
- Blue Deal – süddeutsche Blues-Rockband aus der Region Schwarzwald
- Deviloof – japanische Deathcore-/Visual-Kei-Band aus Osaka
- Diegital Records – österreichisches Plattenlabel aus Bad Leonfelden
- Dives – österreichische Indie-Pop-Band aus Wien
- Electric Fields – australische Band
- Fate Gear – japanische Power-Metal-Band
- Fuerza Regida – US-amerikanische Band, die traditionelle mexikanische Musik spielt
- Hermanos Gutiérrez – schweizerische Band im Bereich der Instrumentalmusik
- Iotunn – dänisch/färöische Progressive-Metal- und Melodic-Death-Metal-Band aus Kopenhagen
- Les Amazones d’Afrique – multinationale Weltmusik-Band
- Lumnos – brasilianische Post-Black-Metal-Band
- Megara – spanische Rockband aus Madrid
- Neptunica – deutsches DJ- und Produzentenduo im Bereich Electronic Dance Music
- Nyktophobia – deutsche Melodic-Death-Metal-Band aus Datteln
- OstBahnGroove – gemischter Pop- und Jazzchor aus München
- Otyken – sibirische Band aus Krasnojarsk
- Phonothek – Dark-Ambient- und Dark-Jazz-Duo
- Postmortal – polnische Funeral-Doom-Band aus Krakau
- Prada Meinhoff – Electropunk-Band aus Berlin
- Quintense – deutsche A-Cappella-Band aus Leipzig
- Rotlaus – norwegische Folk-Rock-Band
- Sailorrats – Poprock-Band aus Freiburg im Breisgau
- Santi Francesi – italienisches Popduo
- Schauspielbrigade – deutsche Musikformation
- Schwarz – Musikprojekt des Sängers, Songwriters, Komponisten und Musikproduzenten Roland Meyer de Voltaire
- Slave to Sirens – erste rein weibliche libanesische Thrash-Metal-Band
- Tautumeitas – lettische Folk-Gruppe
- Thornhill – australische Metal-Band aus Melbourne
- Wheel – finnische Progressive-Metal-Band
- Ziferblat – ukrainische Band

### Auflösungen
- Destrose – japanische Heavy-Metal-Band aus Tokio
- Pink Floyd – britische Progressive-Rock-Band
- Potatoheadz – deutsches Hard Trance/Hard House/Hands-up-Tanzprojekt
- Shenaniganz – deutsche Rockband aus Haag

## Neuveröffentlichungen (Auswahl)

### Lieder und Kompositionen
| Lied                                 | Text                                                                                     | Musik                                                                                    | Erstinterpret                                        | Label                                | Veröffentlichung   | Genre                                  | Album                                         | Weitere Informationen |
| ------------------------------------ | ---------------------------------------------------------------------------------------- | ---------------------------------------------------------------------------------------- | ---------------------------------------------------- | ------------------------------------ | ------------------ | -------------------------------------- | --------------------------------------------- | --------------------- |
| Adventure of a Lifetime              | Guy Berryman, Jonny Buckland, Will Champion, Mikkel Eriksen, Tor Hermansen, Chris Martin | Guy Berryman, Jonny Buckland, Will Champion, Mikkel Eriksen, Tor Hermansen, Chris Martin | Coldplay                                             | Parlophone Records, Atlantic Records | 6. November 2015   | Disco, Funk, Afrikanische Popularmusik | A Head Full of Dreams                         |                       |
| Ain’t Nobody (Loves Me Better)       | Hawk Wolinski                                                                            | Hawk Wolinski                                                                            | Felix Jaehn feat. Jasmine Thompson                   | Island Records                       | 3. April 2015      | Deep House                             | Felix Jaehn / I                               |                       |
| Bilja topoli                         | Piotr Sołoducha                                                                          | Piotr Sołoducha, Paweł Sołoducha                                                         | Enej                                                 |                                      | 2015               | Volksmusik, Folk, Rock                 | Paparanoja                                    |                       |
| Endlich                              |                                                                                          | Emanuel Uch                                                                              | Y-Titty                                              |                                      | 11. Dezember 2015  | Pop, Comedy                            |                                               |                       |
| Est-ce que tu m’aimes?               | Renaud Rebillaud, Lefa, Maître Gims, Insolent                                            | Renaud Rebillaud, Lefa, Maître Gims, Insolent                                            | Maître Gims                                          | Wati B                               | 27. April 2015     | Pop                                    | Mon cœur avait raison                         |                       |
| Genau jetzt                          | Gabriele Kerner, Samy Sorge, Jan van der Toorn, Derek von Krogh                          | Gabriele Kerner, Samy Sorge, Jan van der Toorn, Derek von Krogh                          | Nena                                                 | Laugh + Peas                         | 27. Februar 2015   | Pop                                    | Oldschool                                     |                       |
| Hymn for the Weekend                 | Guy Berryman, Jonny Buckland, Will Champion, Chris Martin                                | Guy Berryman, Jonny Buckland, Will Champion, Chris Martin                                | Coldplay                                             | Parlophone Records, Atlantic Records | 4. Dezember 2015   | Alternative R&B, Indie-Rock, Pop-Rock  | A Head Full of Dreams                         |                       |
| Kommst Du mit ihr                    | Sarah Connor, Daniel Faust, Peter Plate, Ulf Leo Sommer                                  | Sarah Connor, Daniel Faust, Peter Plate, Ulf Leo Sommer                                  | Sarah Connor                                         | Polydor                              | 22. Mai 2015       | Pop                                    | Muttersprache                                 |                       |
| Leichtes Gepäck                      | Stefanie Kloß, Andreas Nowak, Johannes Stolle, Thomas Stolle                             | Stefanie Kloß, Andreas Nowak, Johannes Stolle, Thomas Stolle                             | Silbermond                                           |                                      | 16. Oktober 2015   | Pop                                    | Leichtes Gepäck                               |                       |
| Runaway                              |                                                                                          |                                                                                          | Aurora                                               | Decca und Glassnote                  | 7. Februar 2015    | Folktronica, Elektro und Elektropop    |                                               |                       |
| Stitches                             | Teddy Geiger, Daniel Kyriakides, Daniel Parker                                           | Teddy Geiger, Daniel Kyriakides, Daniel Parker                                           | Shawn Mendes                                         | Island Records                       | 10. April 2015     | Pop                                    | Handwritten                                   |                       |
| The Last Song                        | Joe Thomas, Brian Wilson                                                                 | Joe Thomas, Brian Wilson                                                                 | Brian Wilson                                         | Capitol Records                      | 3. April 2015      | Softrock                               | No Pier Pressure                              |                       |
| These Walls                          | Kendrick Lamar, Terrace Martin, Larrance Dopson, James Fauntleroy, Rose McKinney         | Kendrick Lamar, Terrace Martin, Larrance Dopson, James Fauntleroy, Rose McKinney         | Kendrick Lamar feat. Bilal, Anna Wise und Thundercat | TDE, Aftermath, Interscope           | 16. März 2015      | Hip Hop, Neo-Soul                      | To Pimp a Butterfly                           |                       |
| Traffic Lights                       | Hayley Aitken, Alexander James, Harry Sommerdahl                                         | Hayley Aitken, Alexander James, Harry Sommerdahl                                         | Lena                                                 | Universal Music                      | 1. Mai 2015        | Pop                                    | Crystal Sky                                   |                       |
| Wild & Free                          | Beatgees, Sarah Connor, Lena Meyer-Landrut, Tim Myers                                    | Beatgees, Sarah Connor, Lena Meyer-Landrut, Tim Myers                                    | Lena                                                 | Polydor, Island Records              | 11. September 2015 | Pop                                    | Fack Ju Göhte 2, Crystal Sky (Deluxe-Version) |                       |
| Wir                                  | Nico Seyfrid, Maxim Drüner, Tarek Ebéné                                                  | Nico Seyfrid, Maxim Drüner, Tarek Ebéné                                                  | K.I.Z.                                               | Vertigo Records / Universal          | 10. Juli 2015      | Alternative Hip-Hop                    | Hurra die Welt geht unter                     |                       |
| Zuhause ist die Welt noch in Ordnung | Haschim Elobied, Thomas Kessler, Simon Müller-Lerch, Adel Tawil, Paul Würdig             | Haschim Elobied, Thomas Kessler, Simon Müller-Lerch, Adel Tawil, Paul Würdig             | Sido feat. Adel Tawil                                | Universal Urban, Goldzweig           | 4. September 2015  | Pop, Rap                               | VI                                            |                       |

### Alben
| Album                              | Interpret                                                      | Label                                          | Veröffentlichung   | Genre                                        | Weitere Informationen                  |
| ---------------------------------- | -------------------------------------------------------------- | ---------------------------------------------- | ------------------ | -------------------------------------------- | -------------------------------------- |
| 10.11.12                           | Howard Riley                                                   | NoBusiness Records                             | 2015               | Jazz, Neue Improvisationsmusik               |                                        |
| 2:33                               | Philipp Dittberner                                             | Grönland Records                               | 18. August 2015    | Pop                                          | Debütalbum                             |
| American Beauty/American Psycho    | Fall Out Boy                                                   | Island Records                                 | 16. Januar 2015    | Pop-Punk, Rock                               |                                        |
| Apex Predator – Easy Meat          | Napalm Death                                                   | Century Media                                  | 23. Januar 2015    | Grindcore, Deathgrind                        |                                        |
| Bad Magic                          | Motörhead                                                      | Motörhead Music                                | 28. August 2015    | Heavy Metal                                  | Letztes Studioalbum                    |
| Beauty Behind the Madness          | The Weeknd                                                     | Republic Records, XO                           | 28. August 2015    | Alternative R&B, Pop                         |                                        |
| Being Playing                      | Butch Lacy, Jesper Løvdal, Kresten Osgood und Mark Dresser     | ILK Music                                      | 2015               | Jazz, Neue Improvisationsmusik               |                                        |
| Blurryface                         | Twenty One Pilots                                              | Fueled by Ramen                                | 17. Mai 2015       | Alternative Rock, Alternative Hip-Hop        |                                        |
| Bonchance                          | Celo & Abdi                                                    | Azzlackz                                       | 12. Juni 2015      | Deutscher Hip-Hop                            |                                        |
| Bussi                              | Wanda                                                          | Vertigo Records                                | 2. Oktober 2015    | Rock, Pop                                    |                                        |
| Chrome                             | Dat Adam                                                       | Hydra Music                                    | 24. April 2015     | Cloud Rap                                    | Erste EP                               |
| Double Arc                         | Resonance Ensemble                                             | Not Two Records                                | 2015               | Jazz, Neue Improvisationsmusik               |                                        |
| Every Trick in the Book            | Ice Nine Kills                                                 | Fearless Records                               | 4. Dezember 2015   | Metalcore, Symphonic Metal                   |                                        |
| Eyes Wide Open                     | Sabrina Carpenter                                              | Hollywood Records                              | 14. April 2015     | Pop                                          | Debütalbum                             |
| Fatteliku: Live in Athens 1987     | Youssou N’Dour                                                 | Real World Records, Bowers & Wilkins Sound     | 15. Oktober 2015   | Artrock, Progressive Rock, Pop, Worldbeat    |                                        |
| Fractions                          | Stefan Keune, Dominic Lash und Steve Noble                     | NoBusiness Records                             | 2015               | Neue Improvisationsmusik                     |                                        |
| Handwritten                        | Shawn Mendes                                                   | Island Records                                 | 10. April 2015     | Pop                                          |                                        |
| Hitnrun Phase One                  | Prince                                                         | NPG Records                                    | 7. September 2015  | R&B, Funk, Pop, Soul                         |                                        |
| Hitnrun Phase Two                  | Prince                                                         | NPG Records                                    | 12. Dezember 2015  | R&B, Funk, Pop, Soul                         | Letztes Album zu Prince’ Lebzeiten     |
| Hoffnungslos Hoffnungsvoll         | Joris                                                          | Four Music                                     | 10. April 2015     | Pop                                          | Debütalbum                             |
| Human                              | Three Days Grace                                               | RCA Records                                    | 31. März 2015      | Alternative Metal, Post-Grunge               | Erstes Album mit Matt Walst als Sänger |
| Ich weiß, dass ich nichts weiß     | Vicky Leandros                                                 | Ariola                                         | 9. Oktober 2015    | Schlager                                     |                                        |
| III – 2015 Edition                 | Take That                                                      | Polydor Records                                | 2015               | Pop                                          |                                        |
| Imperium I: Im Reich der Götter    | Schwarzer Engel                                                | Massacre Records                               | 24. April 2015     | Heavy Metal, Black Metal                     |                                        |
| Ire                                | Parkway Drive                                                  | Resist Records, Epitaph Records                | 25. September 2015 | Metalcore                                    |                                        |
| Kikuchi/Street/Morgan/Osgood       | Masabumi Kikuchi, Ben Street, Thomas Morgan und Kresten Osgood | ILK                                            | 2015               | Neue Improvisationsmusik                     |                                        |
| Mansion                            | NF                                                             | Capitol CMG                                    | 31. März 2015      | Christian Hip-Hop                            | Debütalbum                             |
| Music Complete                     | New Order                                                      | Rhino Records                                  | 25. September 2015 | Alternative Pop, Synth Rock                  |                                        |
| Nonstop Feeling                    | Turnstile                                                      | Reaper Records                                 | 13. Januar 2015    | Hardcore Punk                                |                                        |
| Occasional Poems                   | Barry Guy und Ken Vandermark                                   | Not Two Records                                | 2015               | Jazz, Neue Improvisationsmusik               |                                        |
| Psalms                             | Lorna Shore                                                    | Density Records                                | 9. Juni 2015       | Deathcore, Death Metal                       | Debütalbum                             |
| Rebel Heart                        | Madonna                                                        | Interscope Records, Live Nation Boy Toy Record | 6. März 2015       | Pop, Dance-Pop                               |                                        |
| Repentless                         | Slayer                                                         | Nuclear Blast                                  | 11. September 2015 | Thrash Metal                                 | Letztes Studioalbum                    |
| Schock                             | Eisbrecher                                                     | Metropolis Records                             | 23. Januar 2015    | Neue Deutsche Härte, Industrial Metal        |                                        |
| Smoke + Mirrors                    | Imagine Dragons                                                | Interscope Records                             | 17. Februar 2015   | Pop-Rock, Alternative Rock                   |                                        |
| Stories                            | Avicii                                                         | Island Records                                 | 2. Oktober 2015    | EDM, Dance-Pop, House                        |                                        |
| Synovial Joints                    | Steve Coleman                                                  | Pi Recordings                                  | 28. April 2015     | Jazz                                         |                                        |
| Taschendrache                      | Irene Kepl und Mark Holub                                      | Slam Records                                   | 12. Januar 2015    | Neue Improvisationsmusik                     |                                        |
| That’s the Spirit                  | Bring Me the Horizon                                           | Sony Music, Columbia Records, RCA Records      | 11. September 2015 | Alternative Metal, Electronic Rock, Nu Metal |                                        |
| The Book of Souls                  | Iron Maiden                                                    | Parlophone, Sanctuary (US)                     | 4. September 2015  | Heavy Metal                                  |                                        |
| The Day Is My Enemy                | The Prodigy                                                    | Warner Bros. Records                           | 30. März 2015      | Big Beat, Electronic                         |                                        |
| The Purple Album                   | Whitesnake                                                     | Frontiers Music SRL                            | 15. Mai 2015       | Rock                                         |                                        |
| To Roy                             | Oliver Lake und William Parker                                 | Intakt Records                                 | 2. Januar 2015     | Jazz                                         |                                        |
| Tracker                            | Mark Knopfler                                                  | Mercury Records, Verve Records                 | 16. März 2015      | Rock, Folk                                   |                                        |
| Venom                              | Bullet For My Valentine                                        | RCA Records, Sony Music                        | 14. August 2015    | Metalcore, Thrash Metal                      |                                        |
| Vier und jetzt (Best of 1990–2015) | Die Fantastischen Vier                                         | Columbia Records, Sony Music                   | 6. November 2015   | Hip-Hop                                      |                                        |
| Western Automatic                  | Chicago Reed Quartet                                           | Aerophonic Records                             | 2015               | Jazz                                         |                                        |
| Wir Sind Angst                     | Callejon                                                       | Four Music                                     | 9. Januar 2015     | Metalcore                                    |                                        |
| Zwei Zimmer, Küche, Bong           | Timi Hendrix                                                   | Trailerpark                                    | 11. September 2015 | Deutschrap, Hip-Hop                          |                                        |

## Gestorben

### Januar
- 01. Januar: Donna Douglas, US-amerikanische Schauspielerin, Sängerin, Immobilienmaklerin, Rednerin und Buchautorin (82)
- 01. Januar: Jeff Golub, US-amerikanischer Gitarrist (59)
- 01. Januar: Hector Quine, britischer Gitarrist und Gitarrenlehrer (88)
- 01. Januar: Tommy Ruskin, US-amerikanischer Jazz-Schlagzeuger (72)
- 01. Januar: Ninón Sevilla, kubanische Schauspielerin und Tänzerin (85)
- 01. Januar: Márta Szirmay, ungarische Jazz- und Opernsängerin (75)

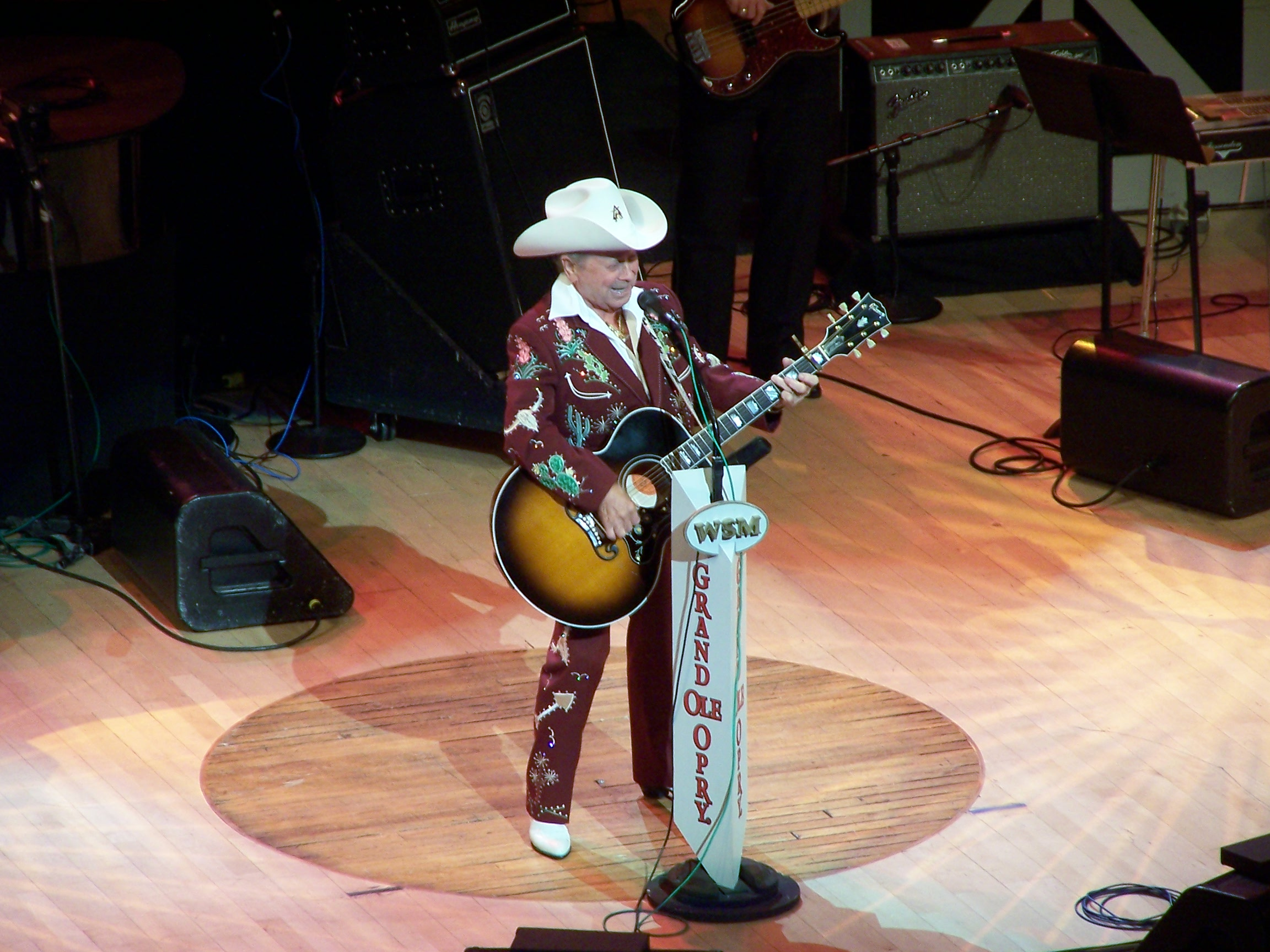
Little Jimmy Dickens; † 2. Januar

- 02. Januar: Little Jimmy Dickens, US-amerikanischer Country-Sänger (94)
- 02. Januar: Kurt Illing, deutscher Komponist und Dirigent (91)

Rolf „Rocco“ Klein; † 2. Januar

- 02. Januar: Rolf „Rocco“ Klein, deutscher Rockgitarrist (63)
- 02. Januar: Walter Kühr, deutsch-US-amerikanischer Akkordeonist (59)
- 02. Januar: Pamela Synge, britisches Model, Malerin und Tänzerin (94)
- 03. Januar: Ricolf Cross, deutscher Gitarrist (??)
- 03. Januar: Rudy Vercruyssee, belgischer Gitarrist (59)
- 03. Januar: Ivan Jullien, französischer Komponist, Arrangeur und Trompeter (80)
- 04. Januar: Claude Chamboisier, französischer Sänger (64)
- 04. Januar: Pino Daniele, italienischer Liedermacher (59)
- 04. Januar: Chitresh Das, indischer Kathaktänzer (70)
- 05. Januar: Irwin Steinberg, US-amerikanischer Musikproduzent (94)
- 06. Januar: Lawrence Gushee, US-amerikanischer Musikwissenschaftler (83)
- 06. Januar: Lance Percival, britischer Schauspieler, Komiker und Sänger (81)
- 07. Januar: Peter Garden, deutscher Schauspieler, Sänger und Präsentator (90)
- 07. Januar: Yuyo Montes, argentinischer Komponist und Sänger (64)
- 08. Januar: Andraé Crouch, US-amerikanischer Komponist und Gospelmusiker (72)
- 08. Januar: Rita Haub, deutsche Musikwissenschaftlerin und Historikerin (59)
- 08. Januar: Thassilo Herbert, deutscher Sänger und Bassist (34)
- 08. Januar: Curtis Lee, US-amerikanischer Rocksänger (75)
- 08. Januar: Ray McFall, britischer Musikclubbesitzer (88)
- 09. Januar: Popsy Dixon, US-amerikanischer Schlagzeuger (72)
- 09. Januar: Kurt Guntner, deutscher Violinist und Hochschulprofessor (75)
- 09. Januar: Colin Sauer, britischer Geiger (90)
- 10. Januar: Yoko Nagae Ceschina, japanische Musikmäzenin (82)
- 10. Januar: Tim Drummond, US-amerikanischer Bassist (74)
- 10. Januar: David Josefowitz, britischer Dirigent und Musikproduzent (96)
- 10. Januar: George Probert, US-amerikanischer Jazzmusiker (87)
- 12. Januar: Clifford Adams, US-amerikanischer Posaunist (62)
- 12. Januar: Maureen Budway, US-amerikanische Jazzsängerin (51)
- 12. Januar: Frank Glazer, US-amerikanischer Pianist (99)
- 12. Januar: Harold Jones, US-amerikanischer Flötist und Musikpädagoge (80)
- 12. Januar: Jelena Wassiljewna Obraszowa, russische Mezzosopranistin (75)
- 13. Januar: Ronnie Ronalde, britischer Sänger und Kunstpfeifer (91)
- 13. Januar: Trevor „Dozy“ Ward-Davies, britischer Musiker (70)
- 15. Januar: Hans Michael Beuerle, deutscher Chorleiter und Orchesterdirigent (73)
- 15. Januar: Ervin Drake, US-amerikanischer Songwriter (95)
- 15. Januar: Kim Fowley, US-amerikanischer Musikproduzent, Songwriter und Musiker (75)
- 15. Januar: Jochen Hülder, deutscher Musikmanager und -unternehmer (57)
- 15. Januar: Paul Serrano, US-amerikanischer Jazztrompeter und Toningenieur (83)
- 16. Januar: Werner Forster, deutscher Konzertveranstalter (75)
- 16. Januar: Michael Gehrke, deutscher Musikmanager (58)
- 16. Januar: Encarnación Marín Sallago, spanische Flamenco-Sängerin (97)

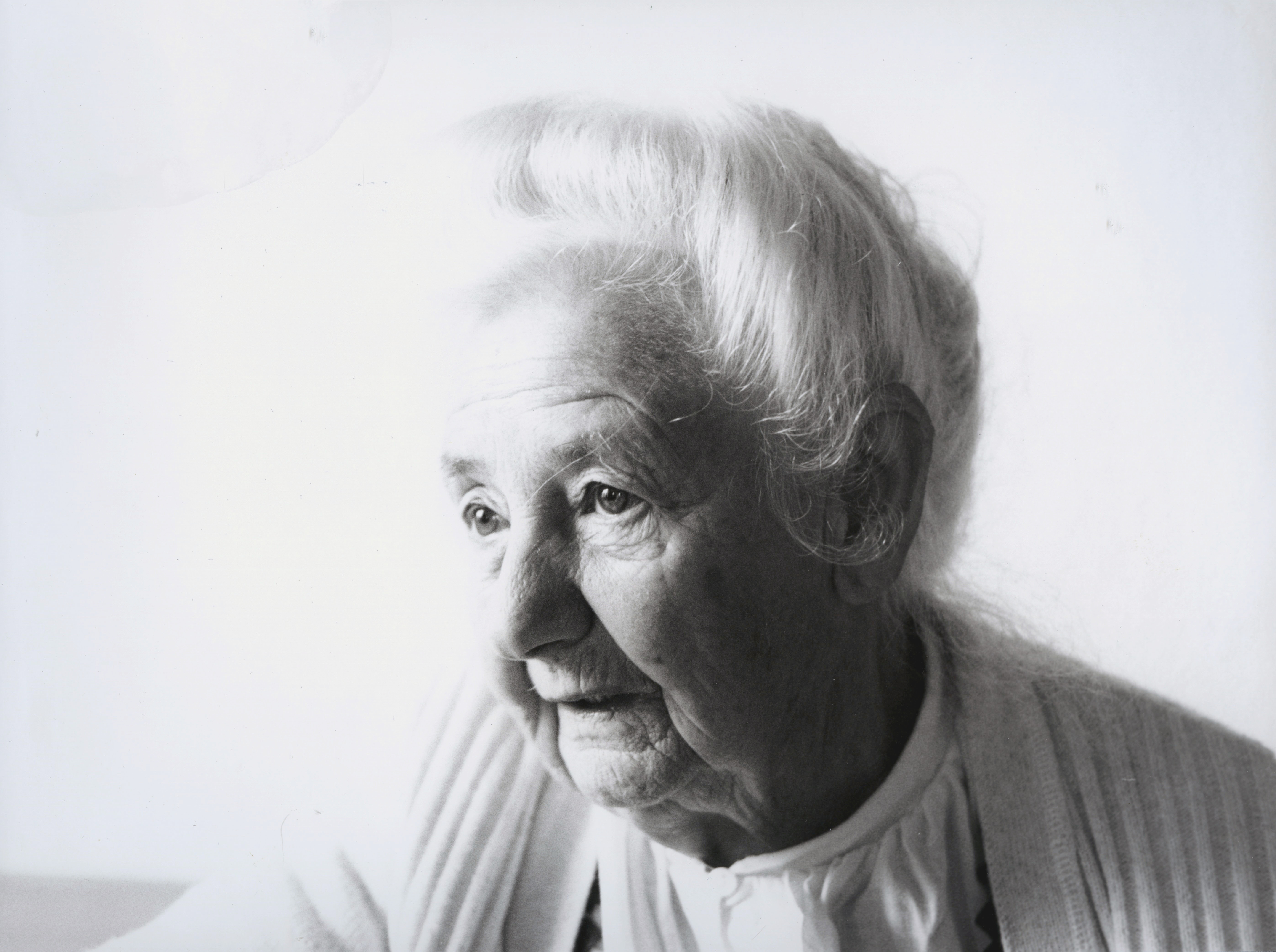
Gertraud Well; † 16. Januar

- 16. Januar: Traudl Well, deutsche Volksmusikerin (95)

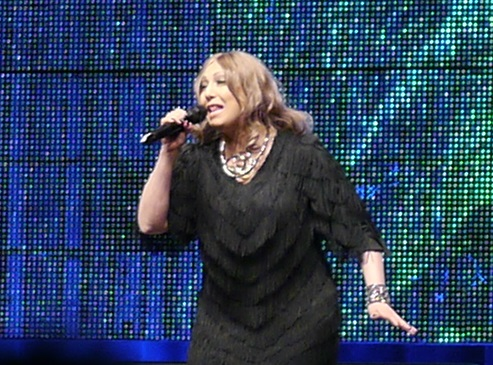
Origa; † 17. Januar

- 17. Januar: Origa, russische Sängerin (44)
- 17. Januar: Peter Schleicher, österreichischer Sänger und Musiker (69)
- 18. Januar: Cynthia Layne, US-amerikanische Sängerin (51)
- 18. Januar: Dallas Taylor, US-amerikanischer Schlagzeuger (66)
- 18. Januar: Bobby Watley, US-amerikanischer Jazz-Organist (69)
- 18. Januar: A$AP Yams, US-amerikanischer Rapper (26)
- 19. Januar: George Bean, US-amerikanischer Jazztrompeter (85)
- 19. Januar: John Bilezikjian, US-amerikanischer Musiker (66)
- 19. Januar: Wera Gornostajewa, russische Pianistin und Klavierpädagogin (85)
- 19. Januar: Hironori Suzuki, japanischer Schlagzeuger (33)
- 19. Januar: Ward Swingle, US-amerikanischer Pianist, Sänger und Arrangeur (87)
- 20. Januar: Canserbero, venezolanischer Rapper (26)

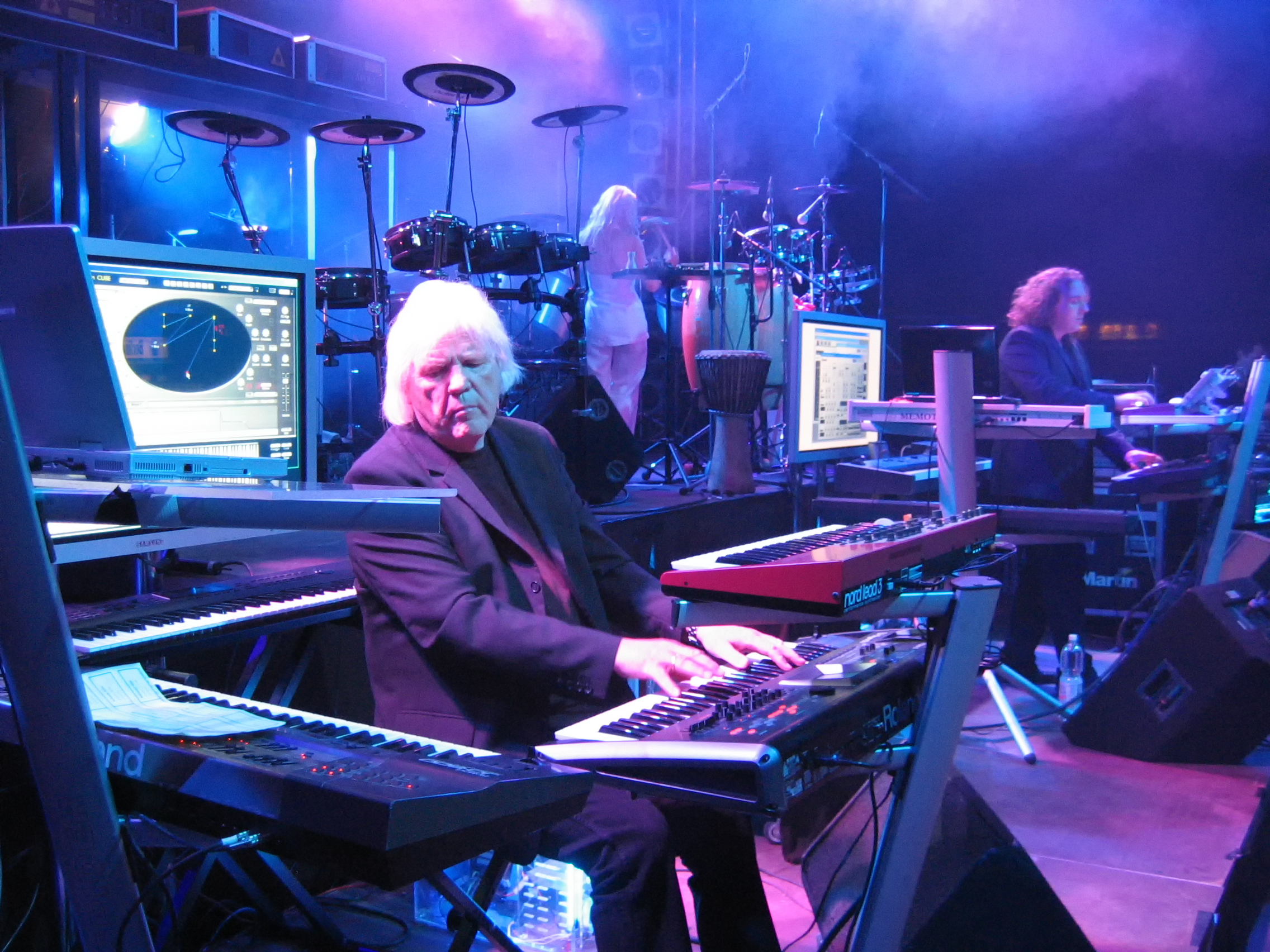
Edgar Froese; † 20. Januar

- 20. Januar: Edgar Froese, deutscher Musiker, Komponist und Künstler (70)
- 20. Januar: Rose Marie McCoy, US-amerikanische Songwriterin (92)
- 20. Januar: Oliver Neighbour, britischer Musikwissenschaftler (92)
- 20. Januar: Wilfride Piollet, französische Balletttänzerin und Choreographin (71)
- 21. Januar: Waldemar Kmentt, österreichischer Tenor (85)
- 21. Januar: Kemal Monteno, jugoslawischer bzw. bosnischer Schlagersänger und Liedermacher (66)
- 22. Januar: Louis Devos, belgischer Tenor (88)
- 22. Januar: Joan Hinde, britische Trompeterin (81)
- 22. Januar: Liselotte Becker-Egner, deutsche Opernsängerin (83)
- 23. Januar: Barrie Ingham, britischer Schauspieler und Sänger (82)
- 23. Januar: G. Christian Lobback, deutscher Orgelbauer und -restaurator (77)
- 25. Januar: Demis Roussos, griechischer Sänger (68)
- 26. Januar: Hans Foletti, Schweizer Jazzmusiker (87)
- 26. Januar: Neil Levang, US-amerikanischer Gitarrist, Violinist und Banjospieler (83)
- 27. Januar: Arié Dzierlatka, belgischer Komponist (≈81)
- 27. Januar: Alain De Grosbois, kanadischer Musikproduzent (67)

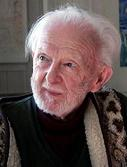
Ebbe Grims-land; † 27. Januar

- 27. Januar: Ebbe Grims-land, schwedischer Musiker und Komponist (99)
- 29. Januar: Lope Balaguer, dominikanischer Sänger (89)
- 29. Januar: Danny McCulloch, britischer Musiker (69)

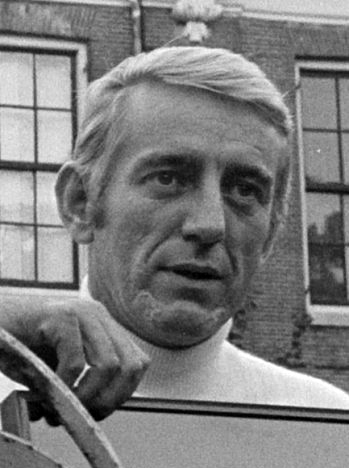
Rod McKuen; † 29. Januar

- 29. Januar: Rod McKuen, US-amerikanischer Dichter und Komponist (81)
- 29. Januar: Reiner Süß, deutscher Kammersänger und Entertainer (84)
- 29. Januar: Israel Yinon, israelischer Dirigent (59)
- 30. Januar: René Nan, französischer Jazz-Schlagzeuger (82)
- 30. Januar: Wilmer Wise, US-amerikanischer Trompeter (78)
- 31. Januar: Don Covay, US-amerikanischer Sänger und Komponist (78)
- 00. Januar: Axel Becker, deutscher volkstümlicher Schlagersänger (51)

### Februar

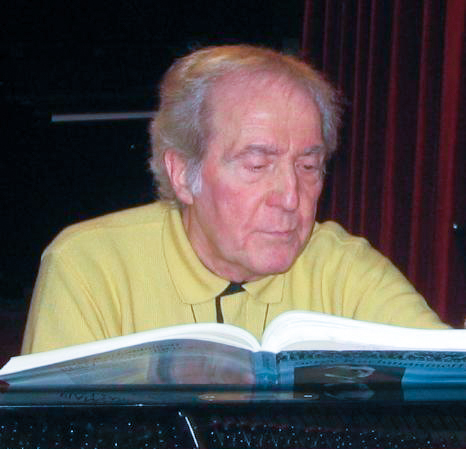
Aldo Ciccolin; † 1. Februar

- 01. Februar: Aldo Ciccolini, italienisch-französischer Pianist (89)
- 01. Februar: Anita Darian, US-amerikanische Sopranistin (87)
- 02. Februar: Joseph Alfidi, US-amerikanischer Pianist (66)
- 02. Februar: Heinz Eckert, deutscher Musiker und Komponist (85)
- 02. Februar: Alekos Kitsakis, griechischer Sänger (81)
- 02. Februar: Zane Musa, US-amerikanischer Jazz-Saxophonist (36)
- 02. Februar: Bárbaro Teuntor García, kubanischer Trompeter und Sänger (49)
- 03. Februar: Mary Healy, US-amerikanische Schauspielerin und Sängerin (96)
- 03. Februar: William Thomas McKinley, US-amerikanischer Komponist und Jazzpianist (76)
- 03. Februar: Michael Schöbel, deutscher Künstlermanager (?)
- 04. Februar: Celina González, kubanische Sängerin (85)
- 04. Februar: Alfred Peschek, österreichischer Komponist (85)
- 04. Februar: Hansi Stork, österreichische Sängerin und Schauspielerin (97)
- 05. Februar: Elena Tschernischova, russische Tänzerin und Choreografin (75)
- 05. Februar: Siegfried Vogelsänger, deutscher Musikwissenschaftler (87)
- 06. Februar: Marisa Del Frate, italienische Sängerin und Schauspielerin (83)
- 06. Februar: Friedel von Hagen, deutscher Schlagersänger (60)
- 06. Februar: Benny Vasseur, französischer Jazz-Posaunist (88)
- 07. Februar: Joe B. Mauldin, US-amerikanischer Bassist (74)
- 08. Februar: Osvaldo Berlingieri, argentinischer Tangopianist und -komponist (86)
- 08. Februar: Müzeyyen Senar, türkische Sängerin (96)
- 08. Februar: Stanley Solomon, kanadischer Bratschist (97)
- 08. Februar: Thom Wilson, US-amerikanischer Musikproduzent (?)
- 08. Februar: Ivania Zayas, puerto-ricanische Sängerin und Schauspielerin (38)
- 09. Februar: Marvin David Levy, US-amerikanischer Komponist (82)
- 10. Februar: Rolf Arland, deutscher Komponist (92)
- 10. Februar: Anne Naysmith, britische Pianistin (77)
- 11. Februar: Amadeus Schwarzkopf, russisch-schweizerischer Pianist und Klavierpädagoge (90)

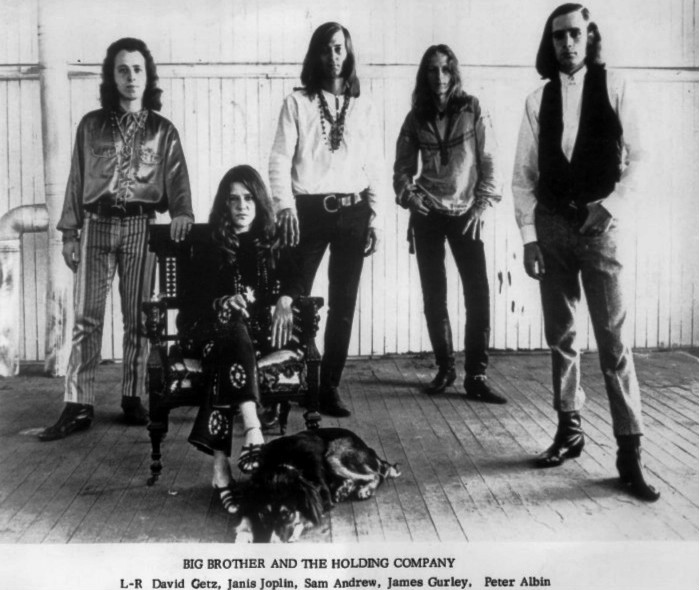
Sam Andrew (Mitte); † 12. Februar

- 12. Februar: Sam Andrew, US-amerikanischer Gitarrist (73)
- 12. Februar: Désiré Dondeyne, französischer Komponist und Dirigent (93)
- 12. Februar: Friedrich Lenz, deutscher Opernsänger (88)
- 12. Februar: Richie Pratt, US-amerikanischer Schlagzeuger (71)

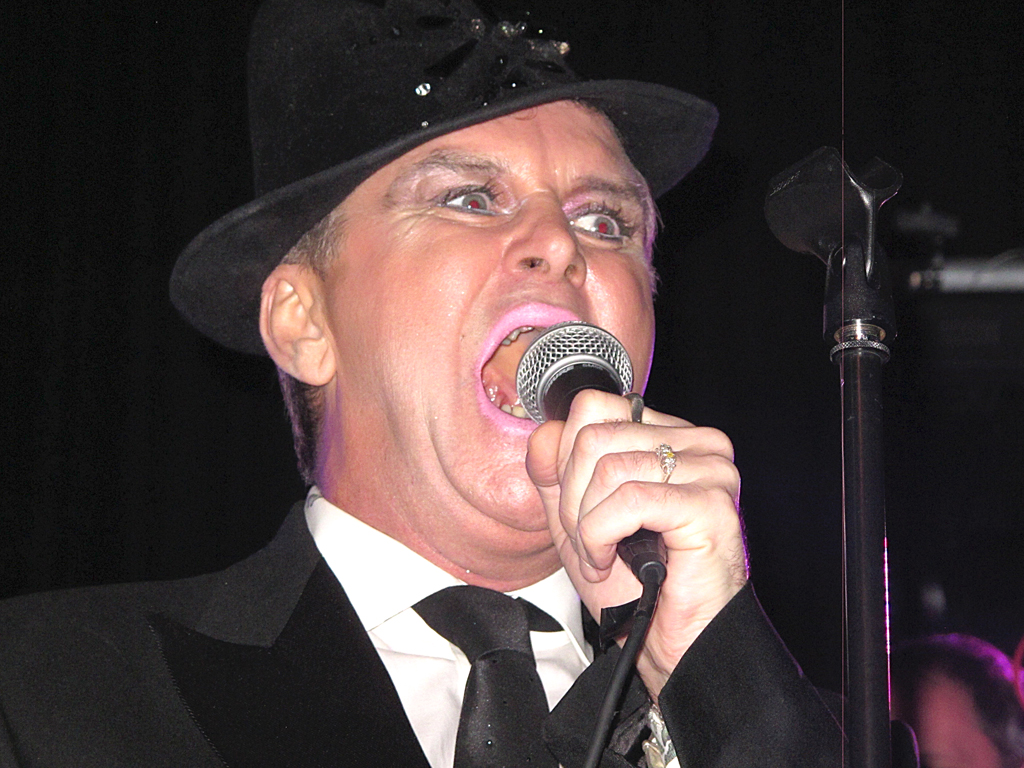
Steve Strange; † 12. Februar

- 12. Februar: Steve Strange, britischer Musiker (55)
- 13. Februar: David Maxwell, US-amerikanischer Bluespianist (* 1943)
- 13. Februar: John McCabe, britischer Komponist (75)
- 13. Februar: Almut Rößler, deutsche Organistin und Kirchenmusikerin (82)
- 14. Februar: Keith Copeland, US-amerikanischer Jazz-Schlagzeuger (68)
- 14. Februar: Maureen Guy, britische Opernsängerin (82)
- 14. Februar: Octavian Naghiu, rumänischer Opernsänger (81)
- 15. Februar: Sergio Blanco, spanischer Sänger (66)

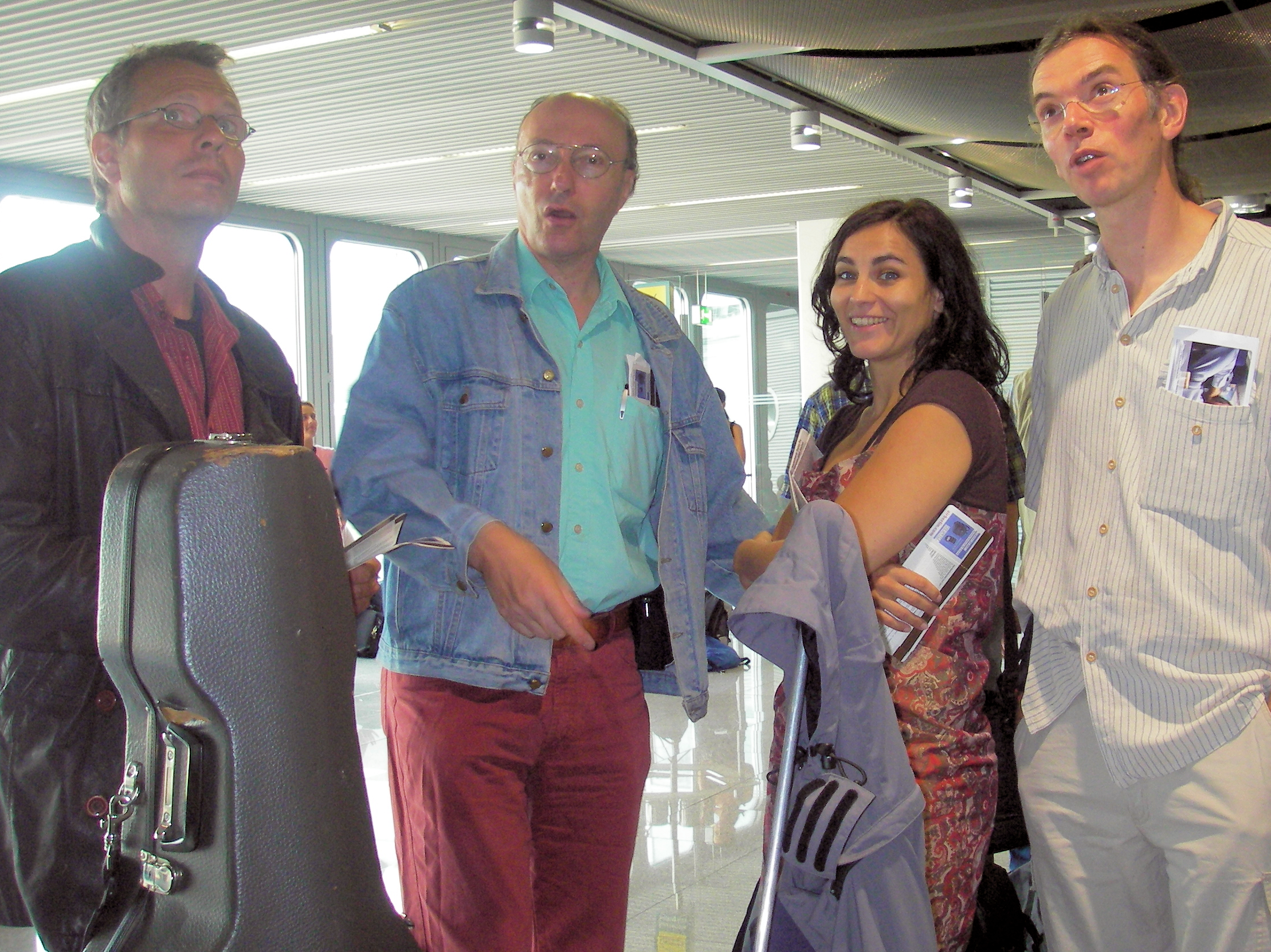
Birger Gesthuisen (Zweiter von links); † 15. Februar

- 15. Februar: Birger Gesthuisen, deutscher Journalist und Musikproduzent (62)
- 15. Februar: Gustaf Sjökvist, schwedischer Dirigent (71)

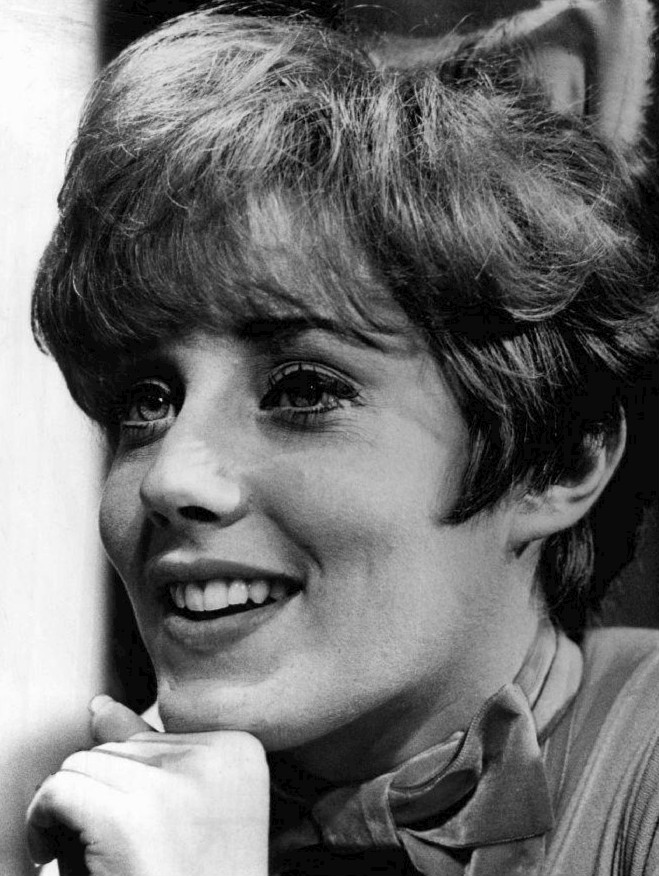
Lesley Gore; † 16. Februar

- 16. Februar: Lesley Gore, US-amerikanische Sängerin und Songwriterin (68)
- 16. Februar: Sydney Humphreys, kanadischer Geiger und Musikpädagoge (88)
- 17. Februar: Andrzej Koszewski, polnischer Komponist (92)
- 18. Februar: Hansi Hoffmann, deutscher Konzertpromoter und Fotograf (86)
- 19. Februar: Scott Cameron, US-amerikanischer Musikmanager (76)
- 19. Februar: Ulrich Mutz, deutscher Musikjournalist (51)
- 19. Februar: Alban Roetschi, Schweizer Komponist und Musikpädagoge (92)
- 20. Februar: Gérard Calvi, französischer Filmkomponist (92)

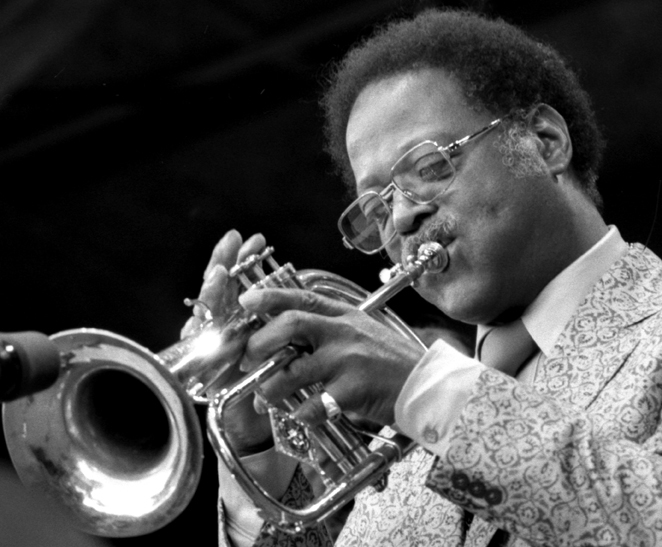
Clark Terry; † 21. Februar

- 21. Februar: Clark Terry, US-amerikanischer Jazztrompeter (94)
- 21. Februar: Michel Wagemans, belgischer Pianist und Musikpädagoge (≈55)
- 22. Februar: Erik Amundsen, norwegischer Jazzmusiker (78)
- 22. Februar: Andranik Assatourian, iranischer Komponist und Musiker (73)
- 22. Februar: Charles Kálmán, österreichischer Komponist (85)
- 22. Februar: Chris Rainbow, schottischer Sänger (68)
- 23. Februar: Bobby Emmons, US-amerikanischer Keyboarder (72)
- 23. Februar: Gennadi Taniel, estnischer Komponist (74)
- 23. Februar: John Vorrasi, US-amerikanischer Tenor (66)
- 24. Februar: Robert Belfour, US-amerikanischer Bluesmusiker (74)
- 24. Februar: Denys Darlow, britischer Komponist, Organist und Festivalveranstalter (93)
- 24. Februar: Luis „Tata“ Guerra, kubanischer Perkussionist und Komponist (81)
- 24. Februar: Hsiao Tyzen, taiwanesischer Komponist (77)
- 25. Februar: Ariel Camacho, mexikanischer Sänger und Musiker (22)
- 25. Februar: Zbigniew Kalemba, polnischer Musiker (78)
- 25. Februar: Jen Oda, kanadische Schauspielerin, Sängerin und Model (31)
- 26. Februar: Ralf Paulsen, deutscher Schlager- und Country-Sänger (85)
- 27. Februar: Tod Dockstader, US-amerikanischer Komponist (82)
- 28. Februar: Ezra Laderman, US-amerikanischer Komponist (90)
- 28. Februar: Charmayne Maxwell, US-amerikanische R&B-Sängerin (46)
- 28. Februar: William Röttger, deutscher Musikmanager, Labelbetreiber und Galerist (66)

### März
- 01. März: Brian Carman, US-amerikanischer Gitarrist und Songwriter (69)
- 01. März: Paul Jordan, deutsch-US-amerikanischer Organist und Hochschullehrer (75)
- 01. März: Orrin Keepnews, US-amerikanischer Jazz-Produzent (91)
- 01. März: Ryan Stanek, US-amerikanischer Schlagzeuger (42)
- 01. März: Jennifer Ward Clarke, britische Cellistin (79)
- 04. März: Fiete Münzner, deutscher Sänger und Moderator (68)
- 04. März: Ted Reinhardt, US-amerikanischer Schlagzeuger (62)
- 05. März: Vlada Divljan, jugoslawischer bzw. serbischer Musiker (56)
- 05. März: Jim McCann, irischer Musiker (70)
- 06. März: Marianna Hilarides, niederländische Balletttänzerin (81)
- 08. März: Inezita Barroso, brasilianische Sängerin (90)
- 08. März: Heinz Karl Kuba, österreichischer Konzertmanager (65)

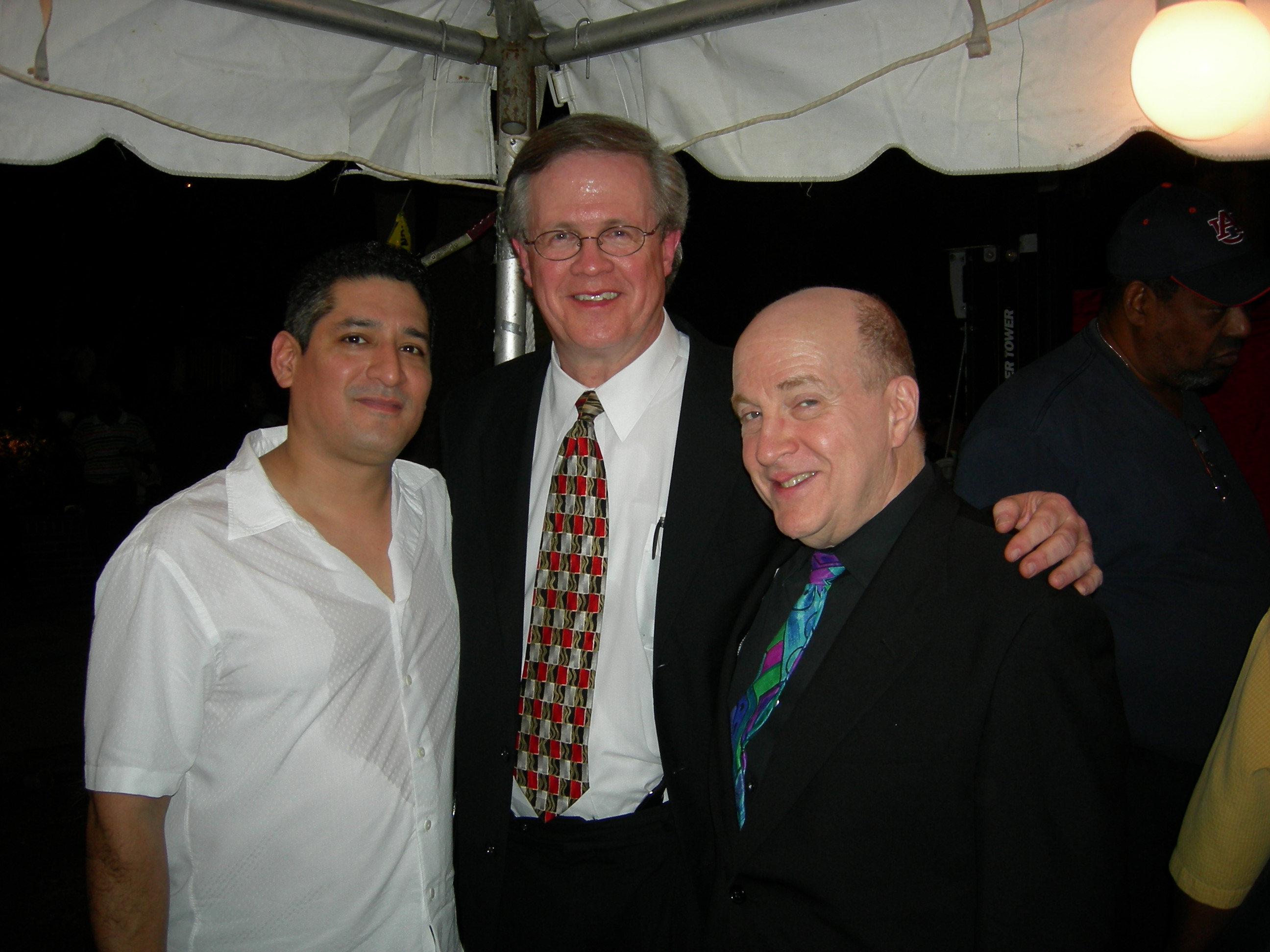
Lew Soloff (rechts); † 8. März

- 08. März: Lew Soloff, US-amerikanischer Jazztrompeter (71)
- 08. März: George Tutko, US-amerikanischer Toningenieur (61)
- 09. März: Peter Dannenberg, deutscher Musikkritiker, -schriftsteller und Theaterintendant (84)
- 09. März: Gene Patton, US-amerikanischer Fernsehmoderator und Tänzer (82)
- 09. März: Boris Vajda, jugoslawischer Opernsänger (82)
- 10. März: Sepp Gußmann, deutscher Musiker und Komponist (87)
- 10. März: Hans Knauer, deutscher Entertainer, Kabarettist, Autor, Sänger und Komponist (82)
- 10. März: Ken Williams, britisch-US-amerikanischer Kopist, Arrangeur und Trompeter (85)
- 11. März: Tony Fenton, irischer Diskjockey und Hörfunkmoderator (53)
- 11. März: Jimmy Greenspoon, US-amerikanischer Musiker (67)

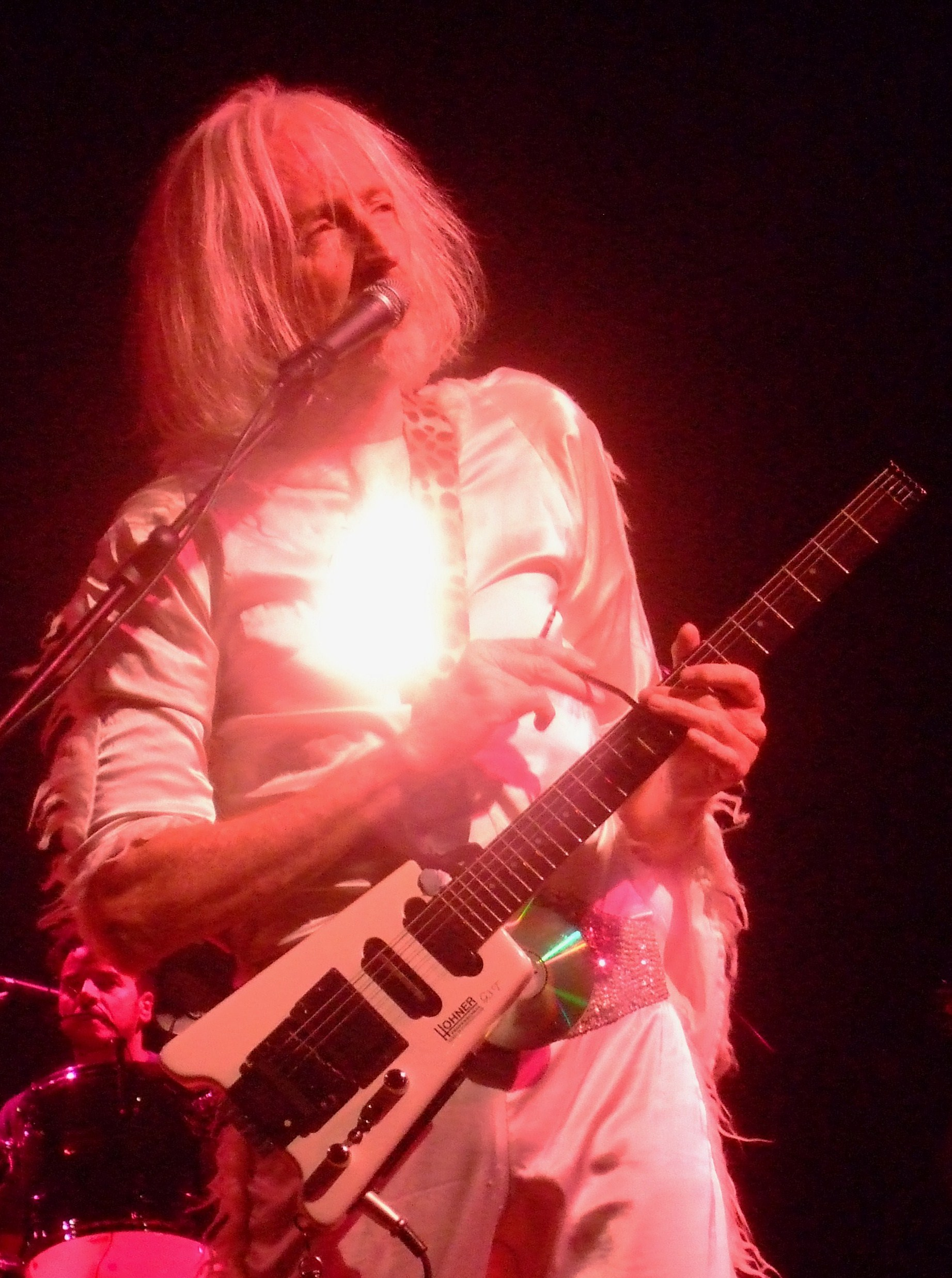
Daevid Allen; † 13. März

- 13. März: Daevid Allen, australischer Rockmusiker (77)
- 13. März: Martin Petzoldt, deutscher Theologe und Bachforscher (68)

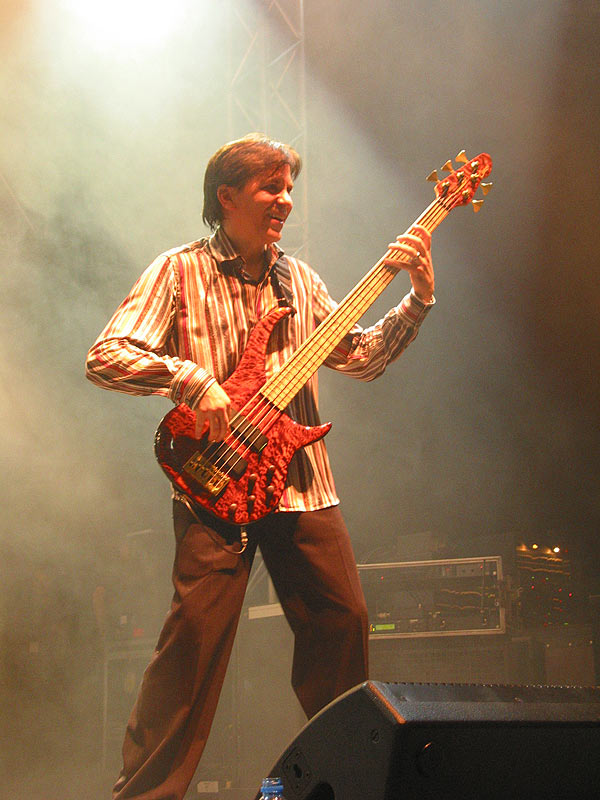
Mike Porcaro; † 15. März

- 15. März: Mike Porcaro, US-amerikanischer Bassist (59)
- 15. März: Jozef Sluys, belgischer Organist (78)
- 16. März: Bruce Crump, US-amerikanischer Schlagzeuger (57)
- 16. März: Andy Fraser, britischer Rockmusiker (62)
- 16. März: Dave Frey, US-amerikanischer Jazzmusiker (65)
- 17. März: Juan Claudio „Cifu“ Cifuentes, spanischer Musikjournalist (73)
- 18. März: Samuel Charters, US-amerikanischer Musiker und Musikforscher (85)
- 18. März: Adrian Da Prato, US-amerikanischer Geiger (94)
- 19. März: Michael Brown, US-amerikanischer Musiker (65)
- 19. März: Peter Katin, britischer Pianist (84)
- 20. März: Mary Clarke, britische Tanzkritikerin (91)
- 20. März: Paul Jeffrey, US-amerikanischer Saxophonist (81)
- 20. März: A. J. Pero, US-amerikanischer Schlagzeuger (55)
- 21. März: Moncho Alpuente, spanischer Autor, Humorist, Musiker und Journalist (65)
- 21. März: Miriam Bienstock, US-amerikanische Musik- und Theater-Produzentin (92)

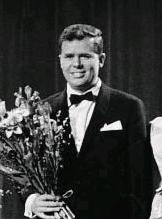
Jørgen Ingmann; † 21. März

- 21. März: Jørgen Ingmann, dänischer Musiker (89)
- 21. März: Sharon Tandy, südafrikanische Sängerin (71)
- 21. März: Jackie Trent, britische Sängerin und Schauspielerin (74)
- 22. März: Emile Charlap, US-amerikanischer Kontraktor, Kopist, Arrangeur und Trompeter (96)
- 22. März: Robert Jung, deutscher Schlagerkomponist und -produzent (79)
- 23. März: Herbert Beck, deutscher Liedermacher, Radio- und Fernsehmoderator (65)
- 23. März: Roy Douglas, britischer Komponist (107)
- 23. März: Wolfgang Heitmann, deutscher Jazzpianist, Arrangeur, Komponist und Musikpädagoge (71)
- 23. März: Lil’ Chris, britischer Sänger und Schauspieler (24)
- 24. März: Oleg Bryjak, kasachisch-deutscher Opernsänger (54)
- 24. März: Roberto „Pelín“ Capobianco, uruguayischer Musiker
- 24. März: Scott Clendenin, US-amerikanischer Bassist (47)
- 24. März: Maria Radner, deutsche Opernsängerin (33)
- 26. März: Bidinte, guinea-bissauischer Musiker (52)
- 26. März: Gerasimos Lavranos, griechischer Komponist und Orchesterleiter (80)
- 26. März: Karl Moik, österreichischer Fernsehmoderator und Entertainer im Bereich der volkstümlichen Musik (76)
- 26. März: John Renbourn, britischer Gitarrist (70)
- 27. März: Pauline Brockless, britische Sopranistin (85)
- 27. März: B. J. Crosby, US-amerikanische Sängerin und Schauspielerin (62)
- 27. März: Peter Nieuwerf, niederländischer Jazz-Gitarrist (76)
- 27. März: Susumu Yokota, japanischer Komponist, Musikproduzent und DJ
- 28. März: George Burt, US-amerikanischer Komponist (85)
- 28. März: Lázaro Issaqui, kubanischer Bassist und Perkussionist (48)
- 28. März: Ronald Stevenson, britischer Komponist (87)
- 30. März: Jeremy Brown, US-amerikanischer Gitarrist (34)
- 30. März: Preston Ritter, US-amerikanischer Musiker (65)
- 31. März: Ad den Besten, niederländischer Germanist, Essayist, Kirchenlieddichter und Übersetzer (92)
- 31. März: Billy Butler, US-amerikanischer Soulsänger (69)
- 31. März: Ralph Sharon, britisch-US-amerikanischer Jazzpianist (91)
- 31. März: Robert Veen, niederländischer Jazz-Saxophonist (59)

### April
- 01. April: David Ball, britischer Musiker (65)
- 01. April: Sebastian Barbu-Bucur, rumänischer Byzantinologe, Theologe, Hochschullehrer und Komponist (85)

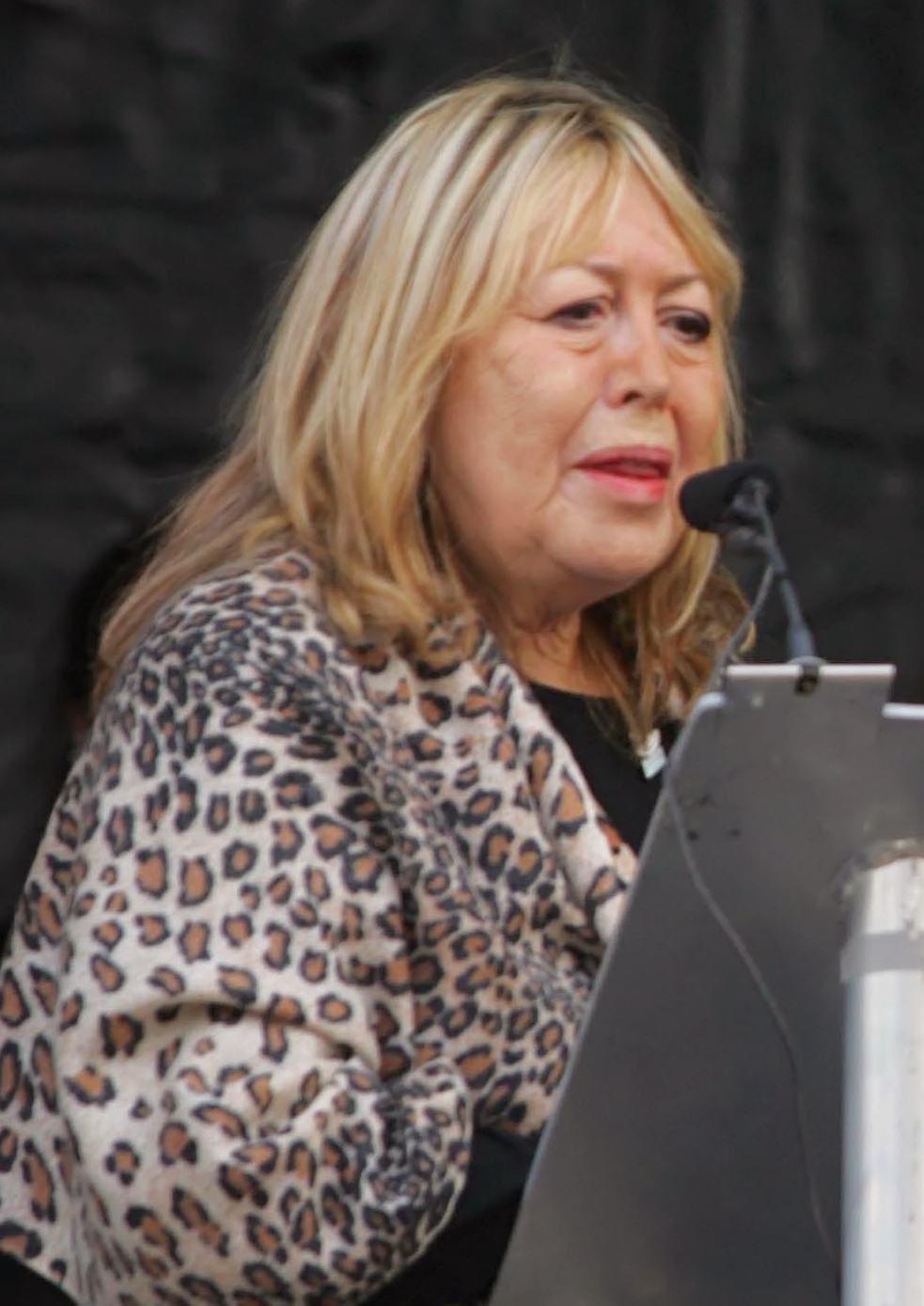
Cynthia Lennon; † 1. April

- 01. April: Cynthia Lennon, erste Ehefrau von John Lennon (75)
- 01. April: Sandy Mason, US-amerikanische Sängerin und Songwriterin (71)
- 02. April: Jacques Kloes, niederländischer Sänger (67)
- 02. April: Marian Migdal, deutscher Pianist und Hochschullehrer (66)
- 02. April: Evelyn Starks Hardy, US-amerikanische Chorleiterin (83)
- 03. April: Kayahan Açar, türkischer Sänger (66)
- 03. April: Bob Burns, US-amerikanischer Schlagzeuger (64)
- 03. April: Endre Kovács, ungarischer Organist, Konzertveranstalter und Konzertdramaturg (78)
- 03. April: Andrew Porter, britischer Musikkritiker und -wissenschaftler (86)
- 03. April: Enzo Valentino, argentinischer Tangosänger und -komponist (95)
- 03. April: John J. Vis, niederländischer Musikproduzent (86)
- 05. April: Juan Carlos Cáceres, argentinischer Musiker (79)
- 05. April: Richard LaSalle, US-amerikanischer Komponist (97)
- 05. April: Claudio Prieto, spanischer Komponist (80)

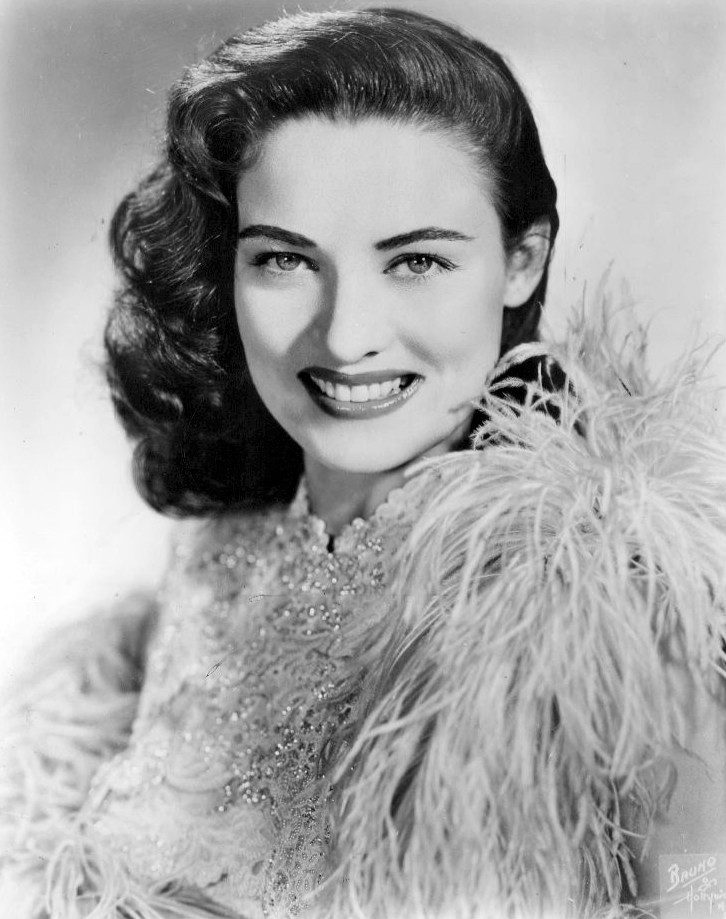
Julie Wilson; † 5. April

- 05. April: Julie Wilson, US-amerikanische Sängerin (90)
- 06. April: Ray Charles, US-amerikanischer Komponist (96)
- 06. April: Milton DeLugg, US-amerikanischer Komponist (96)
- 06. April: Art Stoyles, kanadischer Akkordeonist (72)
- 07. April: Eugene Louis Faccuito, US-amerikanischer Tänzer und Choreograf (90)
- 07. April: Stan Freberg, US-amerikanischer Schauspieler, Autor, Komiker, Musiker, Radiomoderator, Puppenspieler und Werbeleiter (88)
- 07. April: Fritz Höver, deutscher Ballettförderer (93)
- 07. April: Peter „Sab“ Sabourin, kanadischer Musiker (51)
- 08. April: Sebastian Radke, deutscher Radio- und Fernsehmoderator (40)
- 09. April: Mick Collins, britischer Jazz-Trompeter (76)
- 09. April: Tut Taylor, US-amerikanischer Musiker (91)
- 10. April: Erwin Price, US-amerikanischer Posaunist (92)
- 11. April: Bill Arhos, US-amerikanischer Musiker und Fernsehmoderator (80)
- 11. April: Gerold Karl Hannabach, deutscher Gitarrenbauer (86)
- 12. April: Ulrich Gohl, württembergischer evangelischer Pfarrer, Komponist und Dichter biblischer Singspiele (85)
- 13. April: Ronnie Carroll, britischer Sänger und Politiker (80)
- 13. April: Richard Zettler, deutscher Komponist, Musikpädagoge und Dirigent (93)

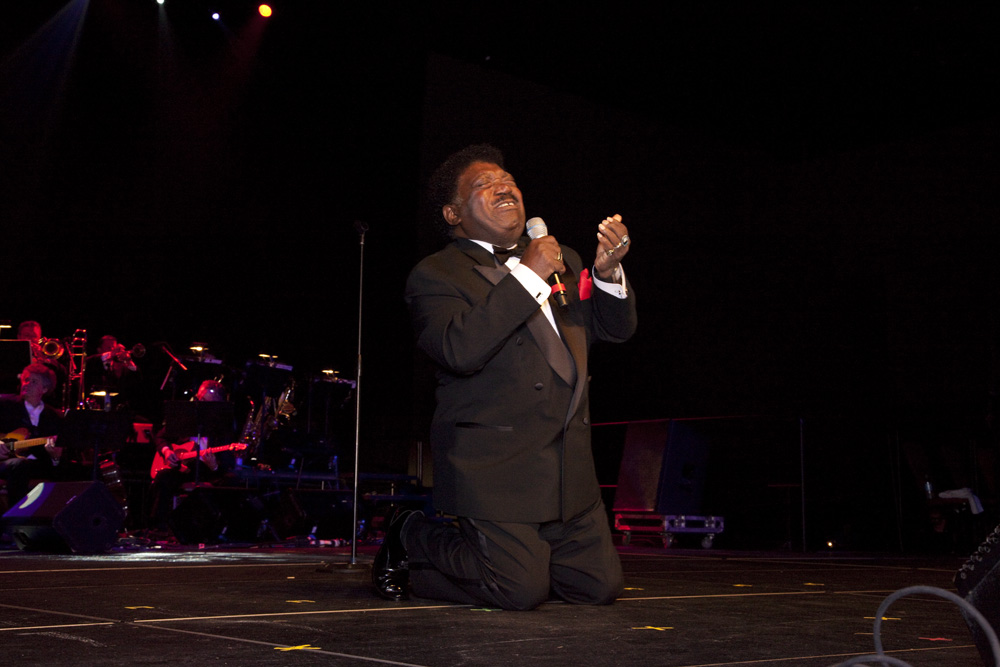
Percy Sledge; † 14. April

- 14. April: Percy Sledge, US-amerikanischer Sänger (74)
- 14. April: Kathrine Sorley Walker, britische Tanzkritikerin und Autorin (95)
- 14. April: Napoleon Washington, Schweizer Musiker und Songwriter (43)
- 15. April: Ton van der Kleij, niederländischer Schlagzeuger (66)
- 15. April: Mingiedi Mawangu, kongolesischer Musiker (85)
- 15. April: Jef Penders, niederländischer Komponist (86)
- 16. April: Manfred Drescher, deutscher Tenor (84)
- 17. April: Brian Couzens, britischer Musikproduzent (82)
- 17. April: Eric Doney, US-amerikanischer Pianist (62)
- 17. April: Jack Rieley, US-amerikanischer Musikmanager (72)
- 18. April: Srinivas Chakravarthy, indischer Filmkomponist (49)
- 19. April: Osvaldo Ribó, argentinischer Tangosänger (87)
- 20. April: Richard Anthony, französischer Sänger (77)
- 20. April: Bernard Stollman, US-amerikanischer Musikproduzent (85)
- 21. April: Mestre Camarão, brasilianischer Akkordeonist und Komponist (74)
- 21. April: Werner Leismann, deutscher Sänger (78)
- 21. April: Wally Lester, US-amerikanischer Sänger (73)
- 22. April: Lois Lilienstein, kanadische Sängerin (78)
- 23. April: Kurt Leo Sourisseaux, deutscher Sänger, Schauspieler und Regisseur (87)
- 24. April: Marc Claesen, belgischer Opernsänger (46)
- 24. April: Benjamin F. Logan, US-amerikanischer Elektroingenieur und Bluegrassmusiker (87)
- 24. April: Fred Rai, deutscher Westernsänger, Schauspieler und Reitlehrer (73)
- 24. April: Sid Tepper, US-amerikanischer Songwriter (96)
- 25. April: Juri Buzko, russischer Komponist (76)
- 25. April: Alfred Schreyer, polnischer Musiker und Holocaust-Überlebender (92)
- 26. April: Ruth Poe Weir, US-amerikanische Countrysängerin (90)
- 26. April: Wolfgang Sauer, deutscher Sänger, Musiker und Rundfunkmoderator (87)
- 27. April: Guy LeBlanc, kanadischer Musiker (54)
- 27. April: Marty Napoleon, US-amerikanischer Jazzpianist und Bandleader (93)
- 27. April: Vivienne Newport, britische Tänzerin und Choreografin (63)
- 27. April: Rolf Smedvig, US-amerikanischer Musiker (62)
- 28. April: Fernando Arias Cabello, peruanischer Sänger und Komponist (65)
- 28. April: Jack Ely, US-amerikanischer Sänger und Gitarrist (71)

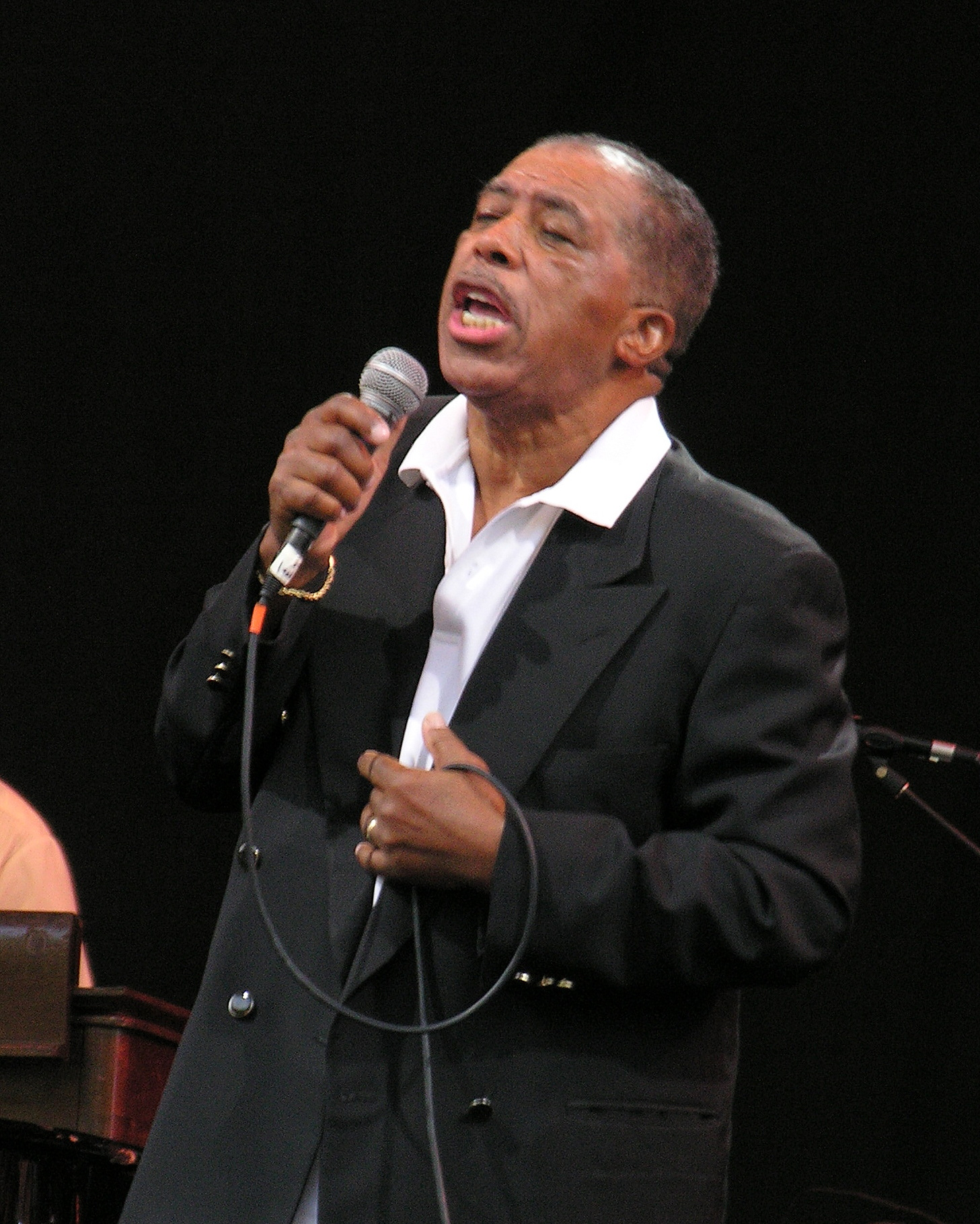
Ben E. King; † 30. April

- 30. April: Ben E. King, US-amerikanischer R&B-Sänger (76)
- 30. April: Patachou, französische Sängerin und Schauspielerin (96)
- 30. April: Ronald Senator, britischer Komponist (89)
- 30. April: Norman Sherman, US-amerikanisch-kanadischer Fagottist, Musikpädagoge und Komponist (91)

### Mai
- 01. Mai: Ernst Brunner, Schweizer Musiker und Komponist (85)
- 01. Mai: Lucía Huergo, kubanische Jazzmusikerin (63)
- 01. Mai: Alexander Kok, südafrikanisch-britischer Cellist (89)
- 01. Mai: John Tout, britischer Keyboarder
- 02. Mai: Guy Carawan, US-amerikanischer Folkmusiker, Musikwissenschaftler und Bürgerrechtler (87)
- 02. Mai: Clarice Carson, kanadische Opernsängerin (85)
- 02. Mai: Maja Plissezkaja, russische Primaballerina und Choreografin (89)
- 03. Mai: Ben Aronov, US-amerikanischer Jazzpianist (82)
- 03. Mai: Schamgon Kaschgalijew, kasachischer Dirigent (88)
- 03. Mai: Rémy Kolpa Kopoul, französischer Musikjournalist (66)
- 04. Mai: Umberto Arlati, Schweizer Jazztrompeter (83)
- 04. Mai: Jim Mooney, US-amerikanischer Toningenieur und Jazztrompeter (81)
- 04. Mai: Wolfgang Suppan, österreichischer Musikwissenschaftler (81)
- 05. Mai: Randy Chortkoff, US-amerikanischer Bluesmusiker und Labelbetreiber (65)
- 05. Mai: Craig Gruber, US-amerikanischer Musiker (63)
- 05. Mai: Bernhard Schneeberger, deutscher Musikwissenschaftler und Verlagsgründer (69)

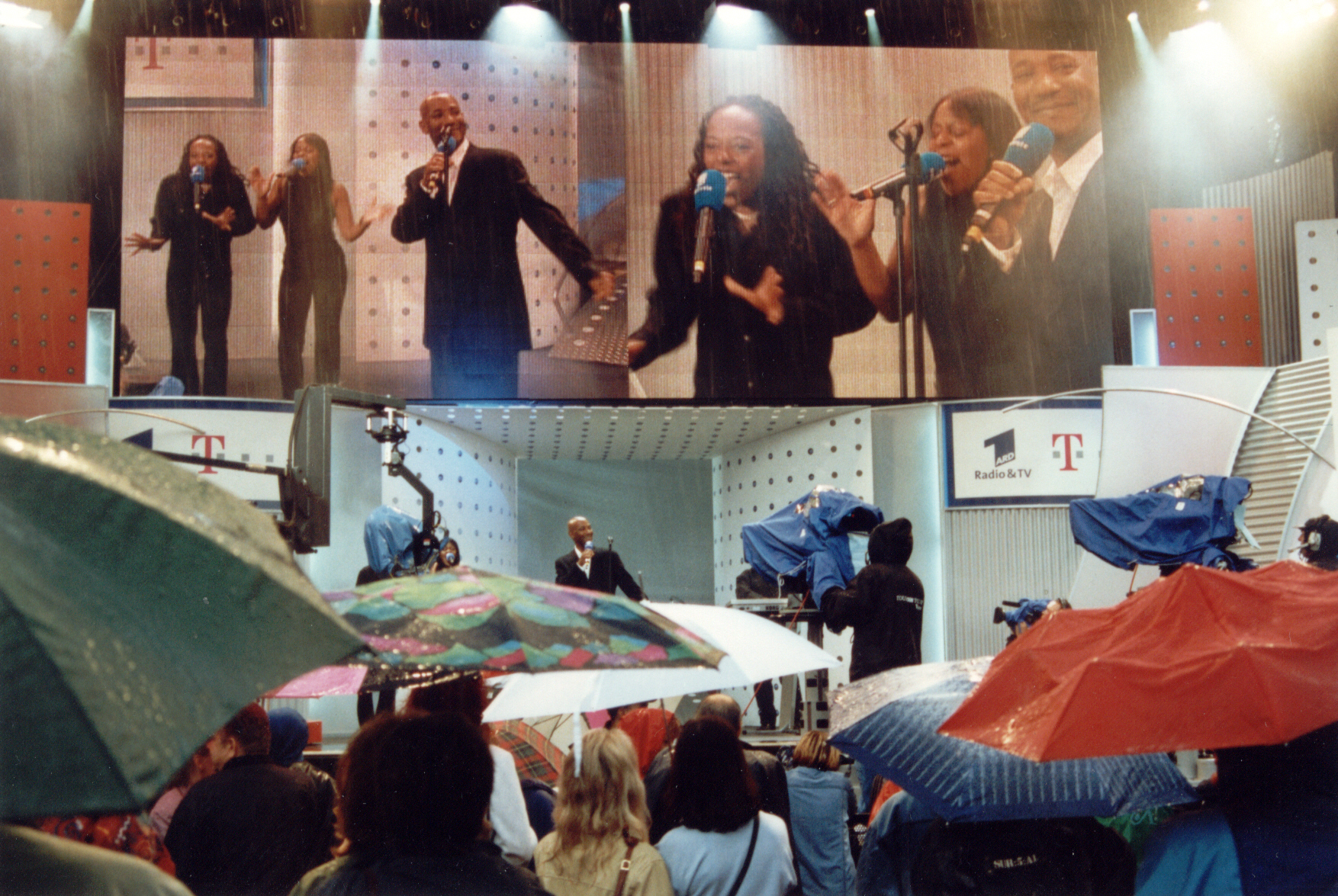
Errol Brown; † 6. Mai

- 06. Mai: Errol Brown, jamaikanisch-britischer Sänger und Songwriter (71)
- 06. Mai: Jerome Cooper, US-amerikanischer Jazz-Schlagzeuger (68)
- 06. Mai: Alicia Perea, kubanische Pianistin und Musikpädagogin (80)
- 07. Mai: Ron Crotty, US-amerikanischer Jazzbassist (86)
- 08. Mai: Roger Boggasch, deutscher Dirigent, Komponist und Arrangeur (49)
- 08. Mai: Ton Hartsuiker, niederländischer klassischer Pianist, Komponist und Musikpädagoge (81)
- 09. Mai: Johnny Gimble, US-amerikanischer Western-Swing-Musiker (88)
- 09. Mai: McNeil Robinson II, US-amerikanischer Organist und Komponist (72)
- 10. Mai: Jack Body, neuseeländischer Komponist (70)
- 10. Mai: Rachel Rosenthal, US-amerikanische Performance-Künstlerin und Aktivistin (88)
- 10. Mai: Victor Salvi, US-amerikanischer Harfist, Harfenbauer und Unternehmer (95)
- 11. Mai: Maggie Black, US-amerikanische Tanzlehrerin (85)
- 11. Mai: Stan Cornyn, US-amerikanischer Musikproduzent (81)
- 12. Mai: Mervyn Burtch, britischer Komponist (85)
- 12. Mai: Packie Byrne, irischer Folksänger (98)
- 12. Mai: John Ward, belgischer Jazz- und Unterhaltungsmusiker (87)
- 13. Mai: Robert Drasnin, US-amerikanischer Filmkomponist (87)
- 13. Mai: Lucy Fabery, puerto-ricanische Sängerin (84)
- 14. Mai: Roy Etzel, deutscher Trompeter, Komponist, Texter und Bandleader (90)

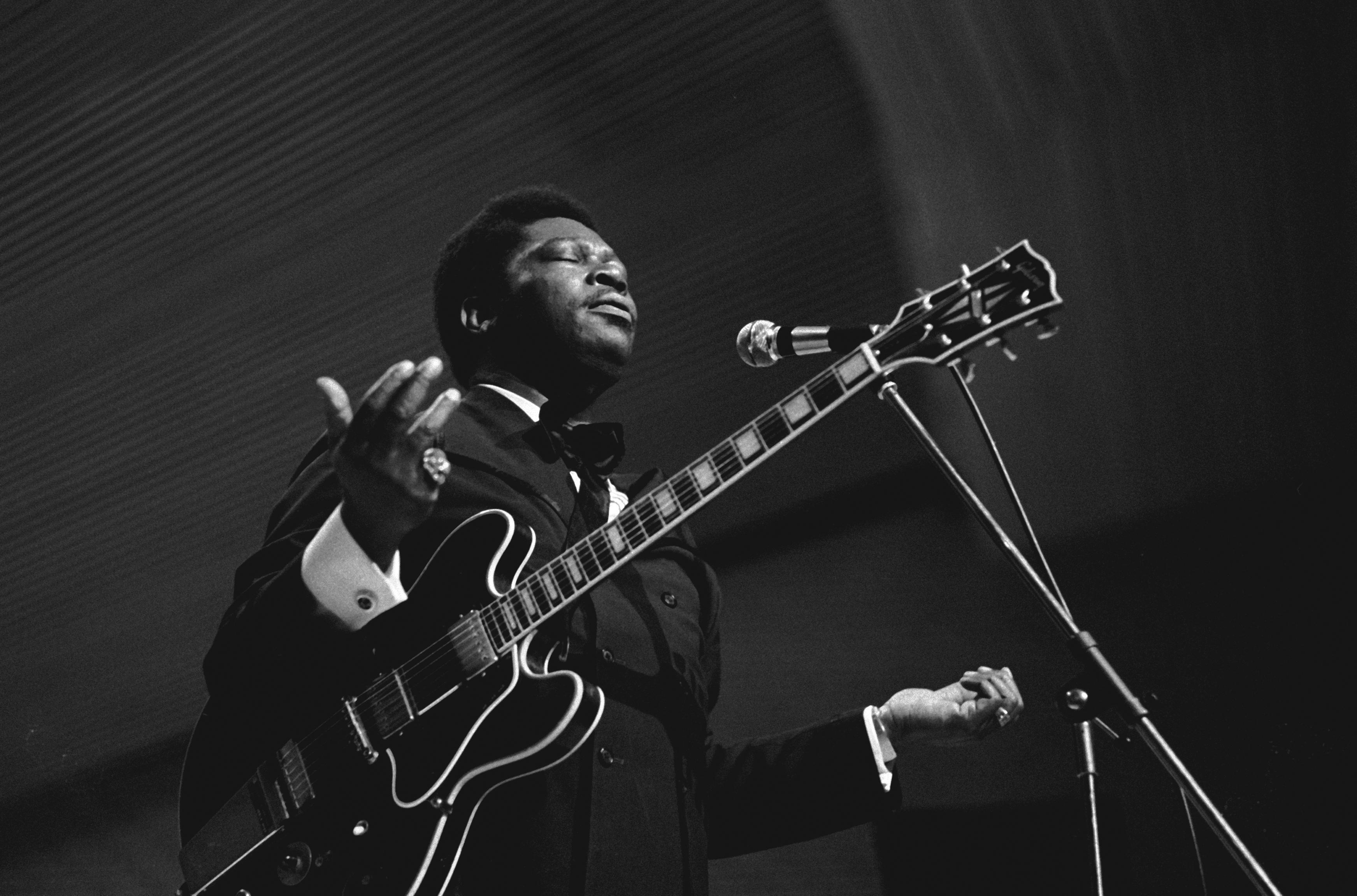
B. B. King; † 14. Mai

- 14. Mai: B. B. King, US-amerikanischer Blues-Gitarrist und -Sänger (89)
- 14. Mai: Felipe Ramírez Ramírez, mexikanischer Organist und Komponist (79)
- 15. Mai: Ortheia Barnes Kennerly, US-amerikanische Sängerin und Aktivistin (70)
- 15. Mai: Michael Braunfels, deutscher Komponist (98)
- 15. Mai: Willy Hagara, österreichischer Schlagersänger und Schauspieler (87)
- 15. Mai: Flora MacNeil, britische Folksängerin (86)
- 15. Mai: Arkadius Raschka, deutscher Songwriter und Musikproduzent (40)
- 17. Mai: Chinx, US-amerikanischer Rap-Musiker (31)
- 17. Mai: Enrique Fernández Medina, spanischer Rockmusiker (62)
- 18. Mai: Gabriele Auenmüller, deutsche Opernsängerin (63)
- 18. Mai: Ana Barbu, moldauische Sängerin (55)
- 18. Mai: Don Scaletta, US-amerikanischer Jazzpianist und Musikpädagoge (77)
- 18. Mai: Elbert West, US-amerikanischer Songschreiber (46)
- 19. Mai: Bruce Lundvall, US-amerikanischer Musikproduzent (79)
- 19. Mai: Manuel Molina, spanischer Flamenco-Musiker (66)
- 20. Mai: Bob Belden, US-amerikanischer Jazz-Saxophonist (58)
- 20. Mai: Simon Flem Devold, norwegischer Autor, Journalist und Jazzmusiker (86)
- 21. Mai: Louis Johnson, US-amerikanischer Bassist (60)
- 21. Mai: Twinkle, britische Sängerin (66)
- 24. Mai: Marcus Belgrave, US-amerikanischer Jazztrompeter (78)
- 25. Mai: Roger Riggins, US-amerikanischer Musikkritiker und Autor (66)
- 25. Mai: Peter Schmidlin, Schweizer Jazzmusiker und Labelbetreiber (67)
- 26. Mai: Renate Federhofer-Königs, deutsche Musikwissenschaftlerin (85)
- 26. Mai: Octavio Hernández, mexikanischer Musikkritiker und Autor (55)
- 27. Mai: Dennis Sheehan, irischer Tourneemanager (68)
- 28. Mai: Johnny Keating, britischer Musiker (87)

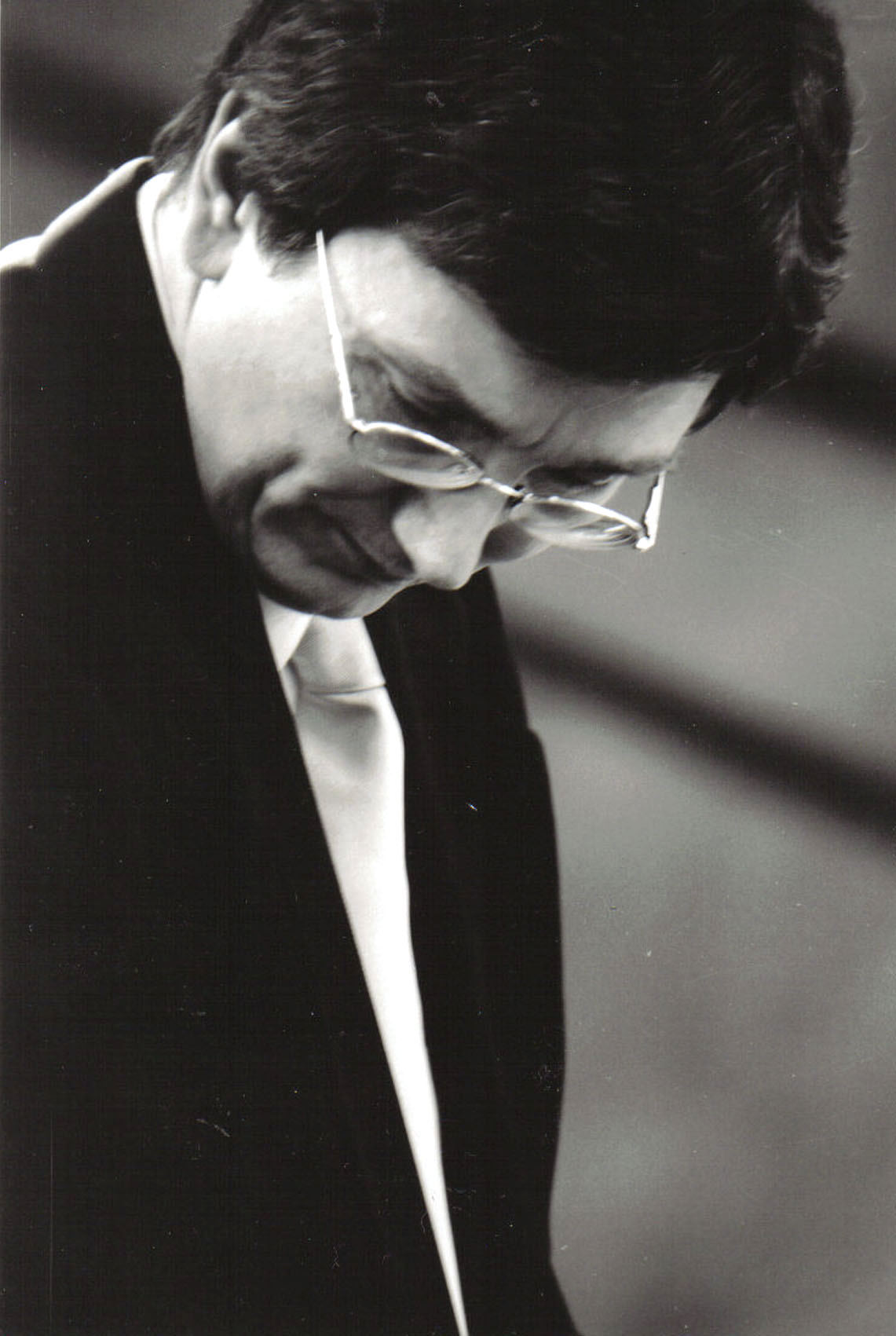
Ray Kennedy; † 28. Mai

- 28. Mai: Ray Kennedy, US-amerikanischer Jazzpianist und Arrangeur (58)
- 28. Mai: Emmanuel Riggins, US-amerikanischer Keyboarder, Produzent und Arrangeur (72)
- 29. Mai: Georgi Ansimow, sowjetischer Operettenregisseur (92)
- 29. Mai: Peter Cropper, britischer Geiger (69)
- 29. Mai: Walter Mossmann, deutscher Liedermacher und Aktivist (73)
- 29. Mai: Marco Tamburini, italienischer Jazz-Musiker (55)
- 30. Mai: Jim Bailey, US-amerikanischer Schauspieler und Sänger (77)
- 30. Mai: Christiane Sorell, österreichische Sopranistin (84)
- 31. Mai: Nico Castel, US-amerikanischer Opernsänger, Gesangs- und Sprachlehrer (83)
- 31. Mai: Will Holt, US-amerikanischer Songwriter (86)
- 31. Mai: Slim Richey, US-amerikanischer Jazzgitarrist (77)

### Juni
- 01. Juni: Vladimir Furduj, jugoslawischer Schlagzeuger (70)
- 01. Juni: Jean Ritchie, US-amerikanische Folksängerin und -musikerin (92)
- 01. Juni: Richard Watson, US-amerikanischer Folk-Gitarrist (49)
- 03. Juni: João Braza, portugiesischer Fado-Sänger (62)
- 04. Juni: Helga Ettl, deutsche Musikpädagogin, Erziehungswissenschaftlerin, Hochschullehrerin (90)
- 04. Juni: Larry „Jim“ Ferguson, bahamaischer Sänger und Musiker (71)
- 04. Juni: Allan Fryer, australischer Sänger (60)

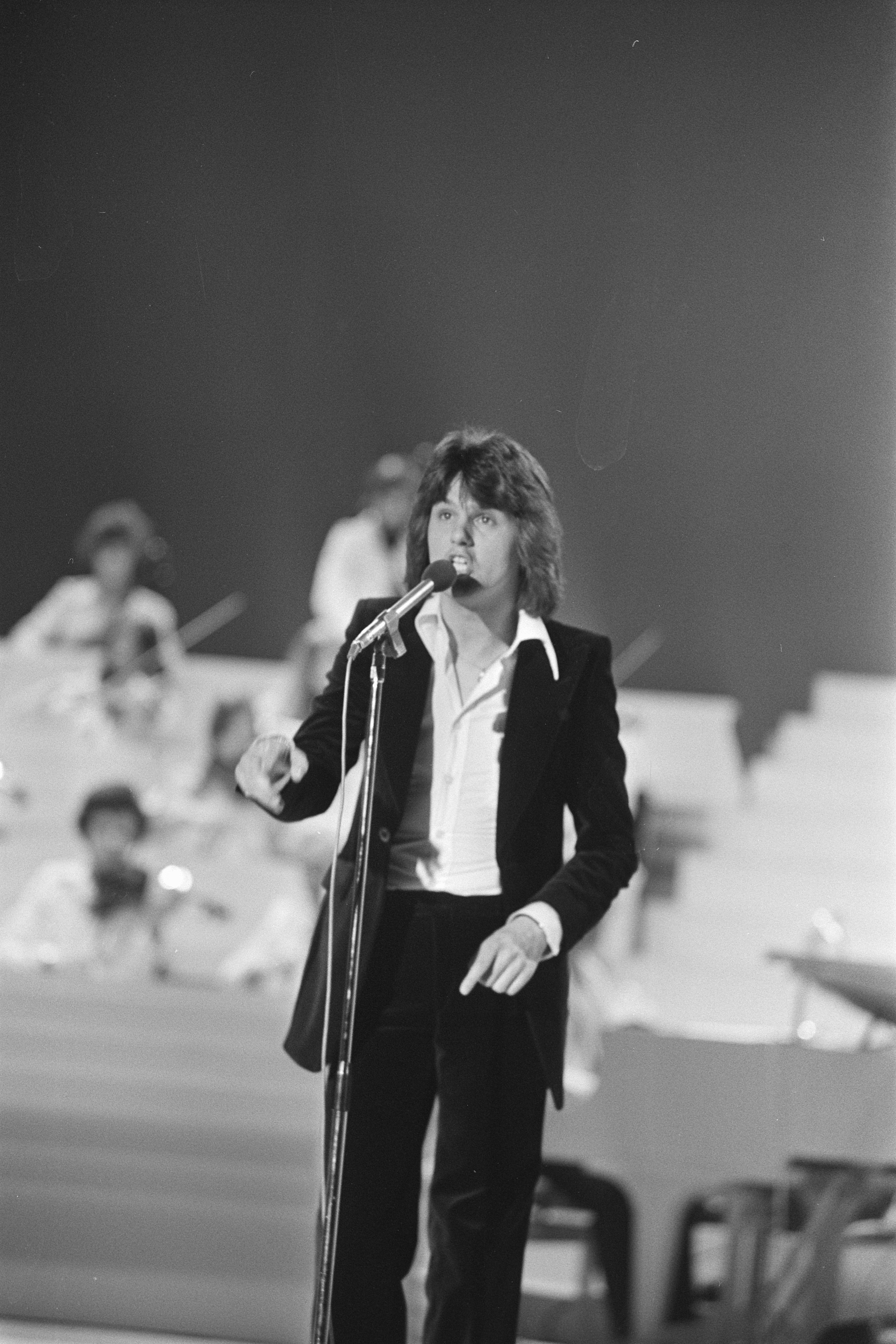
Albert West; † 4. Juni

- 04. Juni: Albert West, niederländischer Popsänger und Musikproduzent (65)
- 05. Juni: Fritz Jeßler, deutscher Pädagoge und Komponist (90)
- 05. Juni: Colette Marchand, französische Tänzerin und Schauspielerin (90)
- 06. Juni: Lenny Boyd, kanadischer Jazz-Bassist (?)
- 06. Juni: Jorge Galemire, uruguayischer Gitarrist und Sänger (64)
- 06. Juni: Ronnie Gilbert, US-amerikanische Folksängerin, -songwriterin und Aktivistin (88)
- 06. Juni: Sheila Whiteley, britische Musikwissenschaftlerin (74)

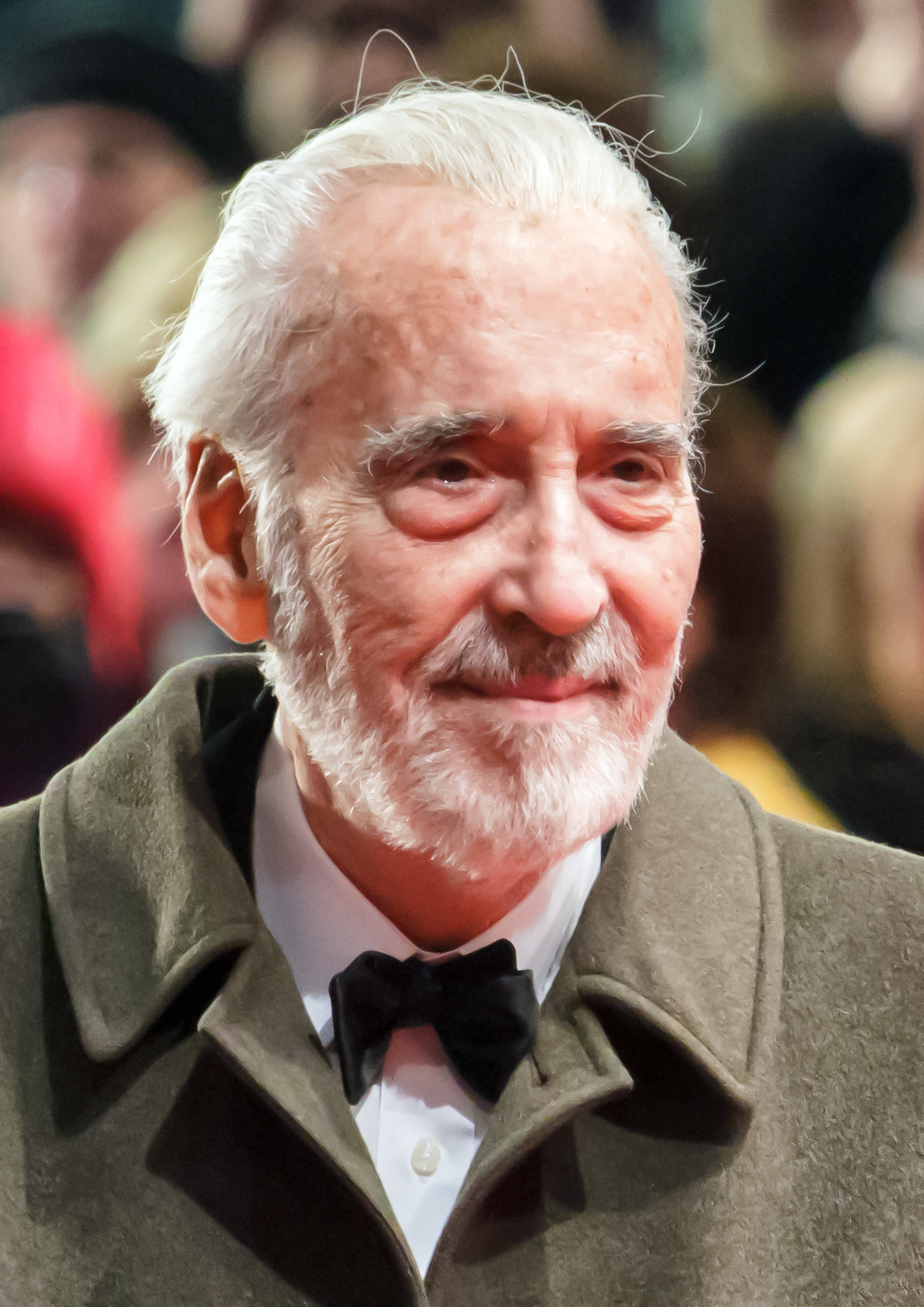
Christopher Lee; † 7. Juni

- 07. Juni: Christopher Lee, britischer Schauspieler und Sänger (93)
- 07. Juni: Corky McClerkin, US-amerikanischer Jazzmusiker (73)
- 08. Juni: Archie Alleyne, kanadischer Jazz-Schlagzeuger (82)
- 09. Juni: Randy Howard, US-amerikanischer Country-Musiker (65)

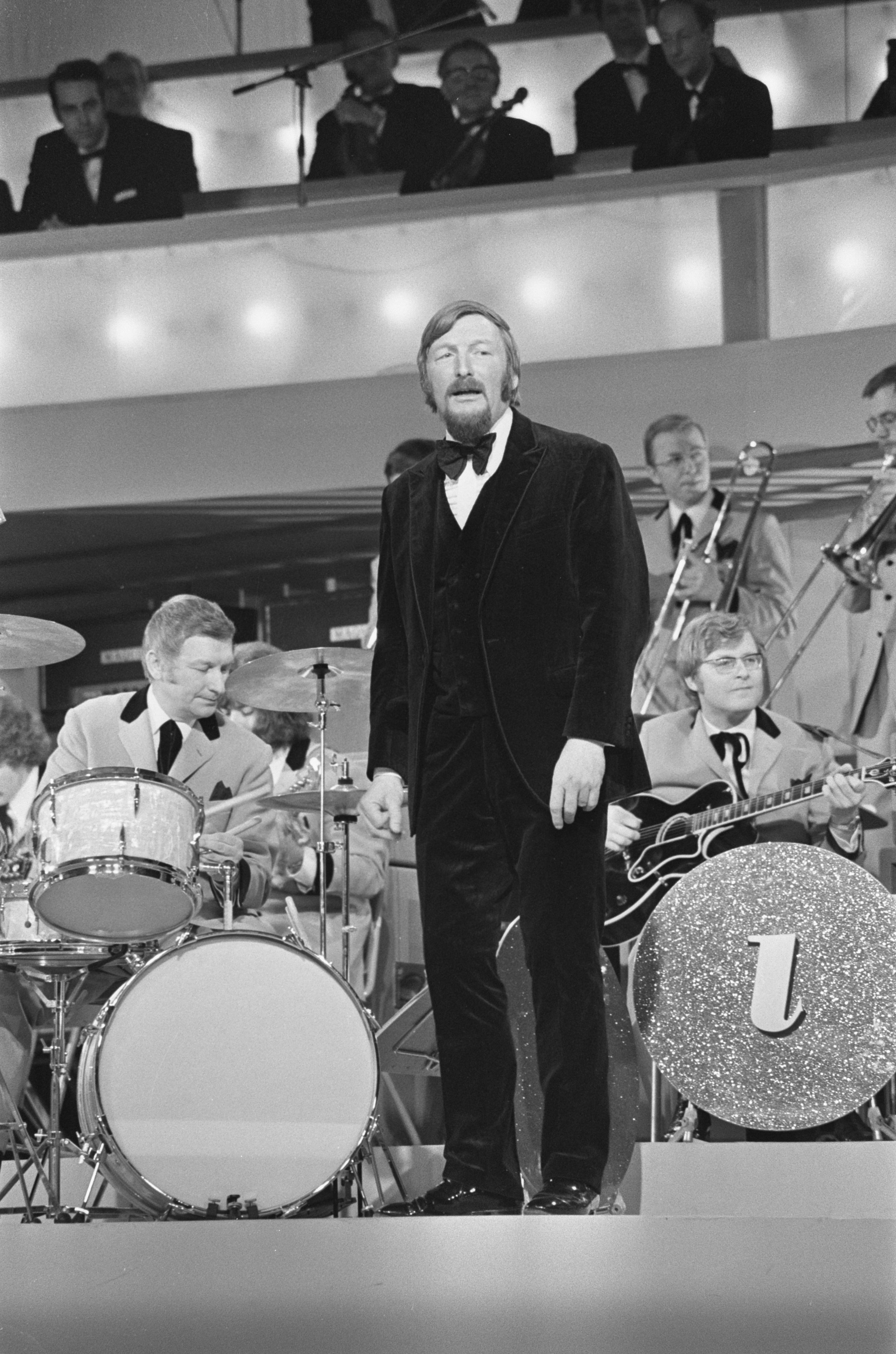
James Last; † 9. Juni

- 09. Juni: James Last, deutscher Bandleader (86)
- 09. Juni: Pumpkinhead, US-amerikanischer Rap-Musiker (39)
- 09. Juni: Rainer Riehn, deutscher Komponist, Dirigent und Herausgeber (73)
- 10. Juni: Heinz Kretzschmar, deutscher Jazzmusiker (89)

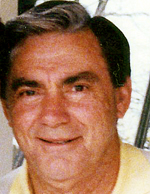
Jim Ed Brown; † 11. Juni

- 11. Juni: Jim Ed Brown, US-amerikanischer Country-Sänger (81)

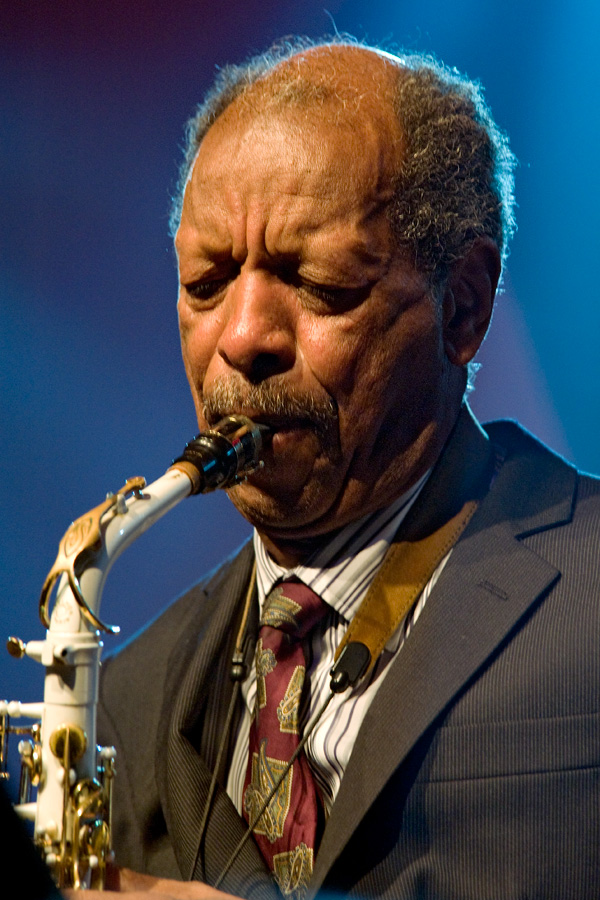
Ornette Coleman; † 11. Juni

- 11. Juni: Ornette Coleman, US-amerikanischer Jazzmusiker (85)
- 12. Juni: Fernando Brant, brasilianischer Komponist und Journalist (68)
- 12. Juni: Ken Gibson, britischer Jazzposaunist, Komponist und Arrangeur (75)
- 12. Juni: Ivinho, brasilianischer Gitarrist (62)
- 12. Juni: Ernest Tomlinson, britischer Komponist und Dirigent (90)
- 12. Juni: Franz Wilhelm, österreichischer Tänzer (70)
- 13. Juni: Edna Anderson-Owens, US-amerikanische Musikmanagerin (76)
- 13. Juni: Allan Browne, australischer Jazzschlagzeuger und -komponist (70)
- 13. Juni: Drs. P, niederländisch-schweizerischer Kabarettist und Sänger (95)
- 13. Juni: Ronald Wilford, US-amerikanischer Musikmanager (87)
- 14. Juni: Walter Weller, österreichischer Geiger und Dirigent (75)

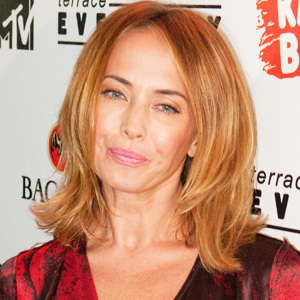
Schanna Friske; † 15. Juni

- 15. Juni: Schanna Friske, russische Sängerin und Schauspielerin (40)
- 15. Juni: Blaze Starr, US-amerikanische Tänzerin und Model (83)
- 16. Juni: Carolyne Barry, US-amerikanischeTänzerin (72)
- 17. Juni: Manfred Morgan, deutscher Schlagersänger und Komponist (66)
- 17. Juni: Jean Warland, belgischer Jazzmusiker (88)
- 18. Juni: Darius Dhlomo, südafrikanischer Boxer und Sänger (83)
- 19. Juni: Harold Battiste, US-amerikanischer Musikproduzent (83)
- 20. Juni: Curro de Utrera, spanischer Flamenco-Sänger (88)
- 21. Juni: Ezkimo, finnischer Musiker (35)
- 21. Juni: Bogdan Nicula, rumänischer Balletttänzer (34)
- 21. Juni: Gunther Schuller, US-amerikanischer Komponist und Musikwissenschaftler (89)
- 22. Juni: Albert Evans, US-amerikanischer Balletttänzer (46)
- 22. Juni: James Horner, US-amerikanischer Komponist (61)
- 22. Juni: Robert Urach, österreichischer Musiker (74)
- 23. Juni: John Gibbens, britischer Musiker und Dichter (56)
- 23. Juni: Herbie Hess, deutscher Jazzmusiker (Klavier, Klarinette, Tenorsaxophon) und Lehrer (81)
- 23. Juni: Thé Lau, niederländischer Musiker (62)
- 23. Juni: Magali Noël, französische Schauspielerin und Sängerin (82)
- 23. Juni: Young Ready, US-amerikanischer Rapper und Musikproduzent (31)
- 24. Juni: Cristiano Araújo, brasilianischer Sänger und Songwriter (29)
- 24. Juni: Aníbal Marconi, argentinischer Tangosänger und -dichter (78)
- 25. Juni: Hal Gaylor, kanadischer Jazzbassist (85)
- 26. Juni: Carlos Carli, uruguayisch-spanischer Jazzschlagzeuger (69)
- 26. Juni: Eter Kakulia, georgische Sängerin (67)
- 27. Juni: Emerson Able, US-amerikanischer Musiker und Musikpädagoge (84)
- 27. Juni: Alfredo del Mónaco, venezolanischer Komponist (77)

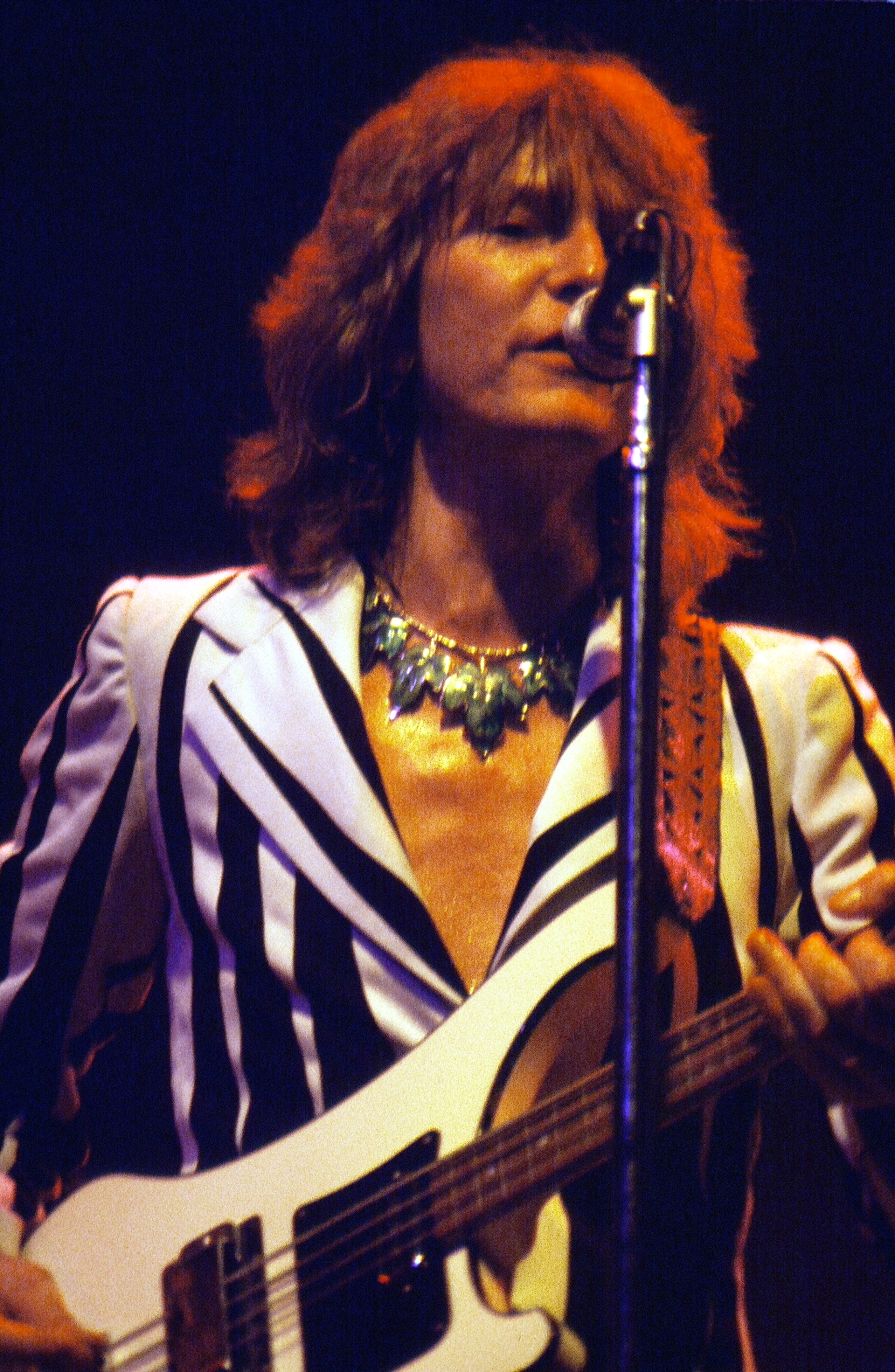
Chris Squire; † 27. Juni

- 27. Juni: Chris Squire, britischer Bassist und Sänger (67)
- 27. Juni: Marc Steckar, französischer Jazzmusiker und Komponist (80)
- 29. Juni: Bruce Rowland, britischer Schlagzeuger (74)
- 30. Juni: Ludwig Doerr, deutscher Organist (89)
- 30. Juni: Eddy Louiss, französischer Jazzmusiker (74)
- 30. Juni: Bob Whitlock, US-amerikanischer Jazzmusiker (84)

### Juli
- 01. Juli: Val Doonican, irischer Sänger und Entertainer (88)
- 01. Juli: Edward Greenfield, britischer Musikkritiker, Radiomoderator und Biograf (86)
- 01. Juli: Red Lane, US-amerikanischer Songwriter (76)
- 02. Juli: Slavko Avsenik, jugoslawischer bzw. slowenischer Komponist und Akkordeonist (85)
- 02. Juli: Roy C. Bennett, US-amerikanischer Songwriter (96)
- 02. Juli: Wilma Bentivegna, brasilianische Sängerin, Schauspielerin und Fernsehmoderatorin (85)
- 02. Juli: Dominique Jameux, französischer Musikwissenschaftler, Medienproduzent und Autor (76)
- 02. Juli: Inge Lammel, deutsche Musikwissenschaftlerin (91)
- 02. Juli: Hans Muff, Schweizer Musiker und Musikproduzent (70)
- 02. Juli: Joerg Reiter, deutscher Jazzpianist und Hochschullehrer (56)
- 04. Juli: Manfred Dierkes, deutscher Gitarrist (49)
- 04. Juli: Carlos Moreno, argentinischer Tangosänger (78)
- 04. Juli: Jerzy Szymański, polnischer Opernsänger (88)
- 04. Juli: Arthur Wright, US-amerikanischer Rhythm-&-Blues- und Studiomusiker (Gitarre, Arrangement) (78)
- 05. Juli: Garrison Fewell, US-amerikanischer Jazzgitarrist und Hochschullehrer (61)
- 05. Juli: David Masondo, südafrikanischer Sänger (67)
- 05. Juli: Charanjit Singh, indischer Musiker (75)
- 06. Juli: Julio Angel, puerto-ricanischer Sänger (69)
- 06. Juli: Dumitru Blajinu, moldauischer Violinist, Dirigent, Komponist und Volkskundler (80)
- 06. Juli: Camille Bob, US-amerikanischer Sänger und Musiker (77)
- 06. Juli: Stan Carew, kanadischer Musiker, Schauspieler und Radiomoderator (64)
- 06. Juli: Elisa Guerrero, venezolanische Sängerin (35)
- 06. Juli: Masabumi Kikuchi, japanischer Jazzpianist (75)
- 06. Juli: Roland Muhr, deutscher Organist und Kirchenmusiker (67)
- 07. Juli: Reinhard „Django“ Kroll, deutscher Jazzmusiker (60)
- 07. Juli: Jaime Morey, spanischer Sänger (73)
- 08. Juli: Ernie Maresca, US-amerikanischer Songwriter, Sänger und Manager (77)
- 08. Juli: Emilio Rivera, argentinischer Sänger, Komponist und Dozent (31)
- 08. Juli: Delroy Thompson, US-amerikanischer Toningenieur und Musikproduzent (63)
- 09. Juli: Gloria Bently, US-amerikanische Opernsängerin (90)
- 09. Juli: Josef Hopferwieser, österreichischer Opernsänger (77)
- 09. Juli: Michael Masser, US-amerikanischer Komponist (74)
- 09. Juli: William J. Proctor, US-amerikanischer Musikhistoriker (75)
- 09. Juli: Ettore Stratta, italienisch-US-amerikanischer Musikproduzent und Dirigent (82)
- 09. Juli: Tadeusz Suchocki, polnischer Pianist, Komponist und Dirigent (87)
- 10. Juli: Jon Vickers, kanadischer Opernsänger (88)
- 11. Juli: Capo, US-amerikanischer Rapper (22)
- 11. Juli: Hussein Fatal, US-amerikanischer Rapper (42)
- 11. Juli: Joseph Robinson Jr., US-amerikanischer Musiker und Musikproduzent (53)
- 12. Juli: Javier Krahe, spanischer Liedermacher (71)
- 12. Juli: Tom Skinner, US-amerikanischer Countrymusiker (61)
- 13. Juli: Glenn Houle, US-amerikanischer Komponist (87)
- 13. Juli: Raymond Katarzynski, französischer Posaunist und Musikpädagoge (≈80)
- 13. Juli: Patrice Moncell Gathright, US-amerikanische Bluesmusikerin (52)
- 13. Juli: Michael Rayner, britischer Opernsänger und Schauspieler (82)
- 13. Juli: Horst Reipsch, deutscher Jazz- und Unterhaltungsmusiker, Schlagerkomponist und Arrangeur (90)
- 13. Juli: Joan Sebastian, mexikanischer Sänger und Songwriter (64)
- 14. Juli: Mansour Nariman, iranischer Musiker (80)
- 14. Juli: Dave Somerville, kanadischer Sänger (81)
- 14. Juli: M. S. Viswanathan, indischer Filmmusikkomponist und -dirigent (87)
- 15. Juli: Alan Curtis, US-amerikanischer Musiker (80)
- 15. Juli: Sławomir Gołaszewski, polnischer Schriftsteller und Musiker (61)
- 15. Juli: Wally Karveno, deutsch-französische Pianistin, Organistin, Komponistin, Klavierlehrerin, Lyrikerin, Komödiantin und Feministin (100)
- 15. Juli: Harry Pitch, britischer Harmonikaspieler (90)
- 15. Juli: Howard Rumsey, US-amerikanischer Jazz-Bassist (97)
- 15. Juli: Mario Sereni, italienischer Opernsänger (87)
- 15. Juli: Manolo de Vega, spanischer Komiker und Sänger (73)
- 16. Juli: V. Ramakrishna, indischer Sänger (68)
- 16. Juli: Mike Schähfer, deutscher Sänger (71)
- 16. Juli: Lezley Ziering, US-amerikanischer Tänzer und Rollschuhtrainer (82)
- 17. Juli: John Taylor, britischer Pianist und Hochschullehrer (72)
- 18. Juli: Dave Black, britischer Musiker (62)
- 18. Juli: Buddy Buie, US-amerikanischer Songwriter, Musikproduzent und -verleger

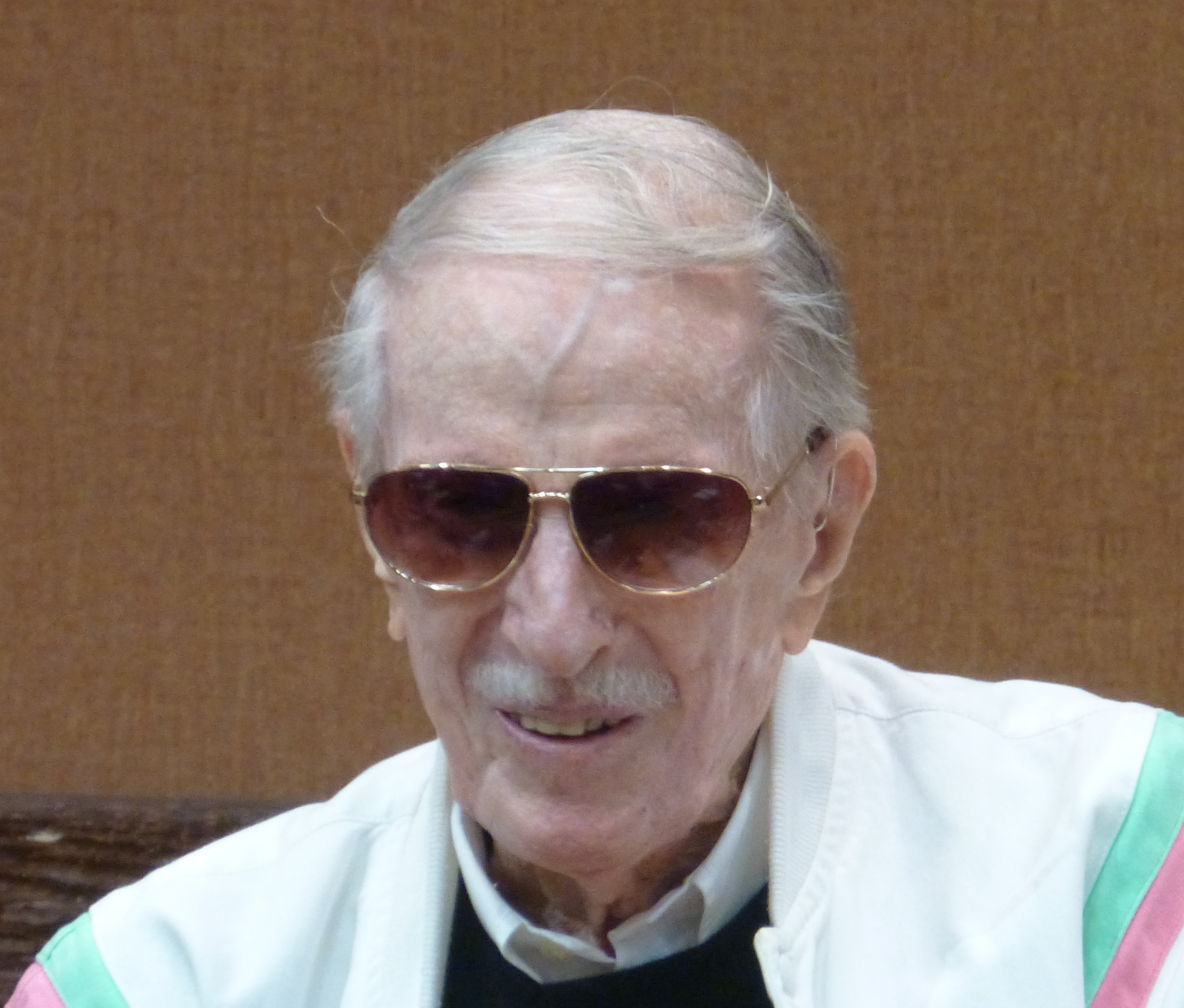
Van-Alexander; † 19. Juli

- 19. Juli: Van Alexander, US-amerikanischer Bandleader, Arrangeur und Songwriter (100)

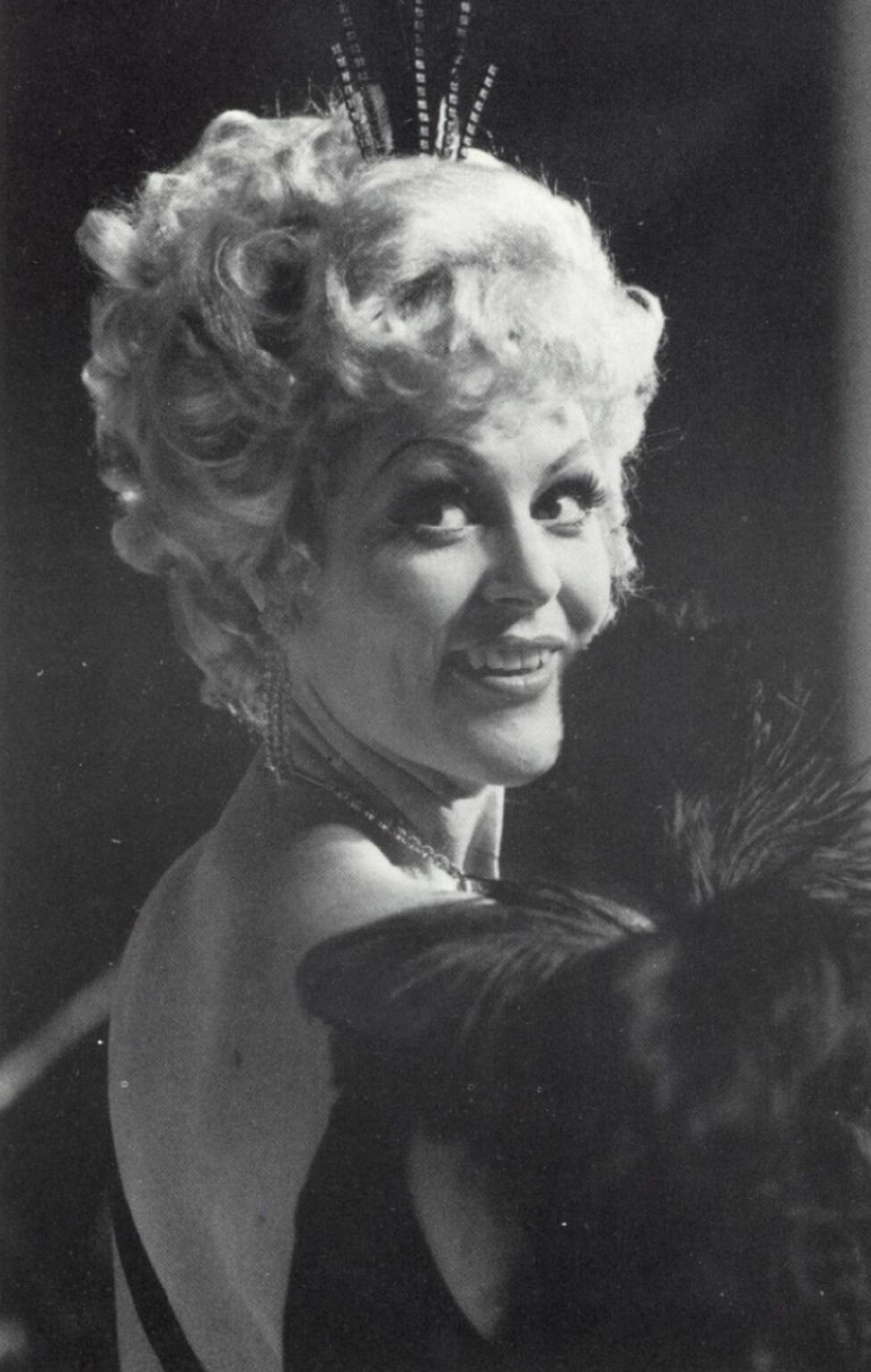
Dorothee Fürstenberg; † 19. Juli

- 19. Juli: Dorothee Fürstenberg, deutsche Opernsängerin (79)
- 19. Juli: Kyoko, japanischer Gitarrist und Sänger (?)
- 19. Juli: Carmino Ravosa, US-amerikanischer Komponist, Dirigent und Musikhistoriker (85)
- 19. Juli: Simon Rosenbaum, dänischer Schauspieler, Musiker und Autor (89)
- 19. Juli: Václav Snítil, tschechischer Geiger und Hochschullehrer (87)
- 20. Juli: Papo Angarica, kubanischer Perkussionist und Bandleader (73)
- 20. Juli: Wayne Carson, US-amerikanischer Musiker (73)
- 20. Juli: Claes-Göran Fagerstedt, schwedischer Jazzmusiker (86)
- 20. Juli: Sally Gross, US-amerikanische Tänzerin und Choreografin (81)
- 20. Juli: Mimi Herold, deutsche Sängerin (89)
- 20. Juli: Dieter Moebius, schweizerisch-deutscher Musiker (71)
- 21. Juli: Mitch Aliotta, US-amerikanischer Musiker (71)
- 21. Juli: Theodore Bikel, US-amerikanischer Schauspieler und Sänger (91)
- 21. Juli: Robert Broberg, schwedischer Sänger und Komponist (75)
- 21. Juli: Paul Freeman, US-amerikanischer Dirigent (79)
- 21. Juli: Justin Lowe, US-amerikanischer Gitarrist (32)

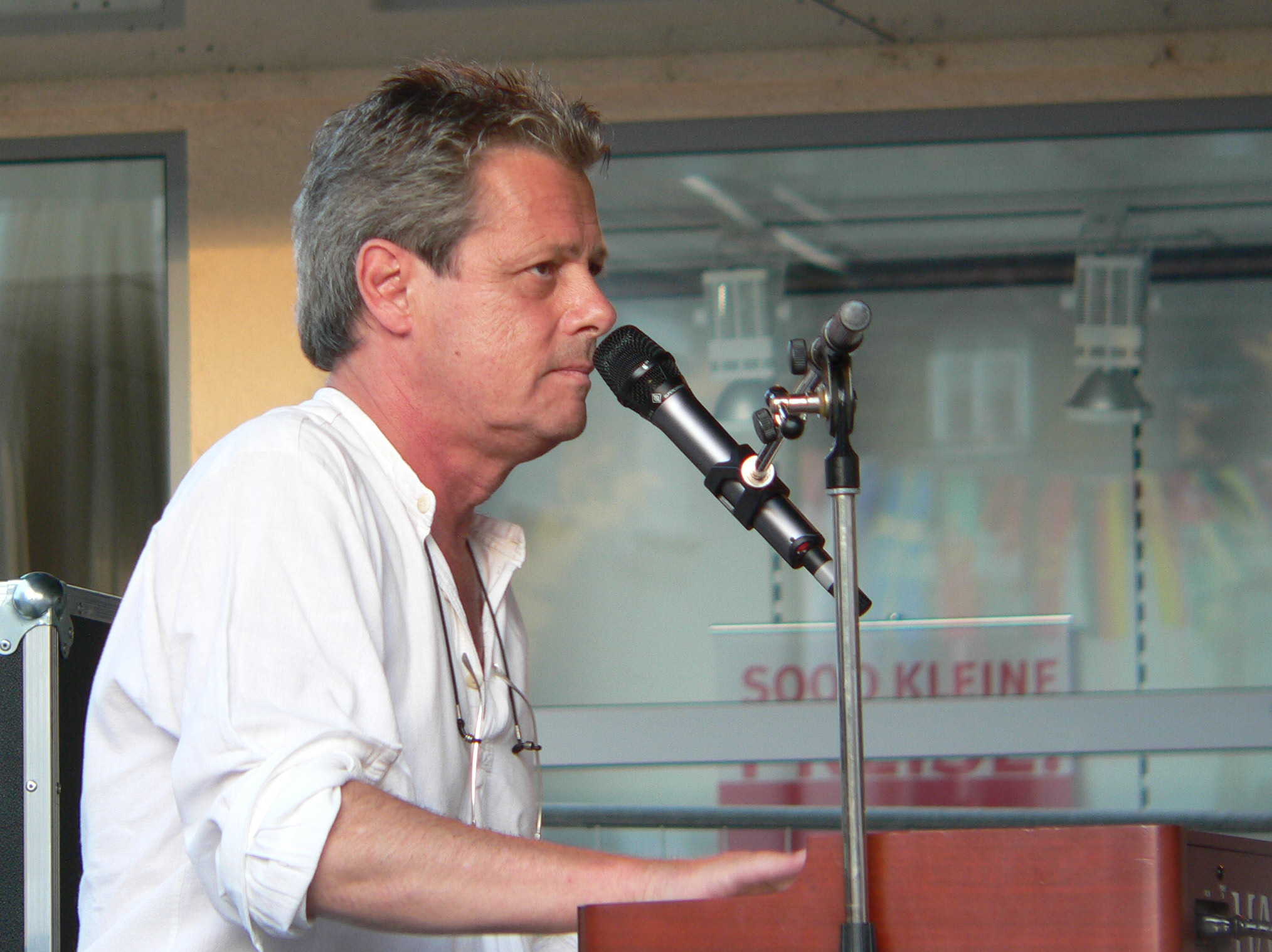
Eddie Hardin; † 22. Juli

- 22. Juli: Eddie Hardin, britischer Rockmusiker (66)
- 22. Juli: Don Joyce, US-amerikanischer Musiker und Radiomoderator (71)
- 23. Juli: Adriano Rodríguez, kubanischer Sänger (91)

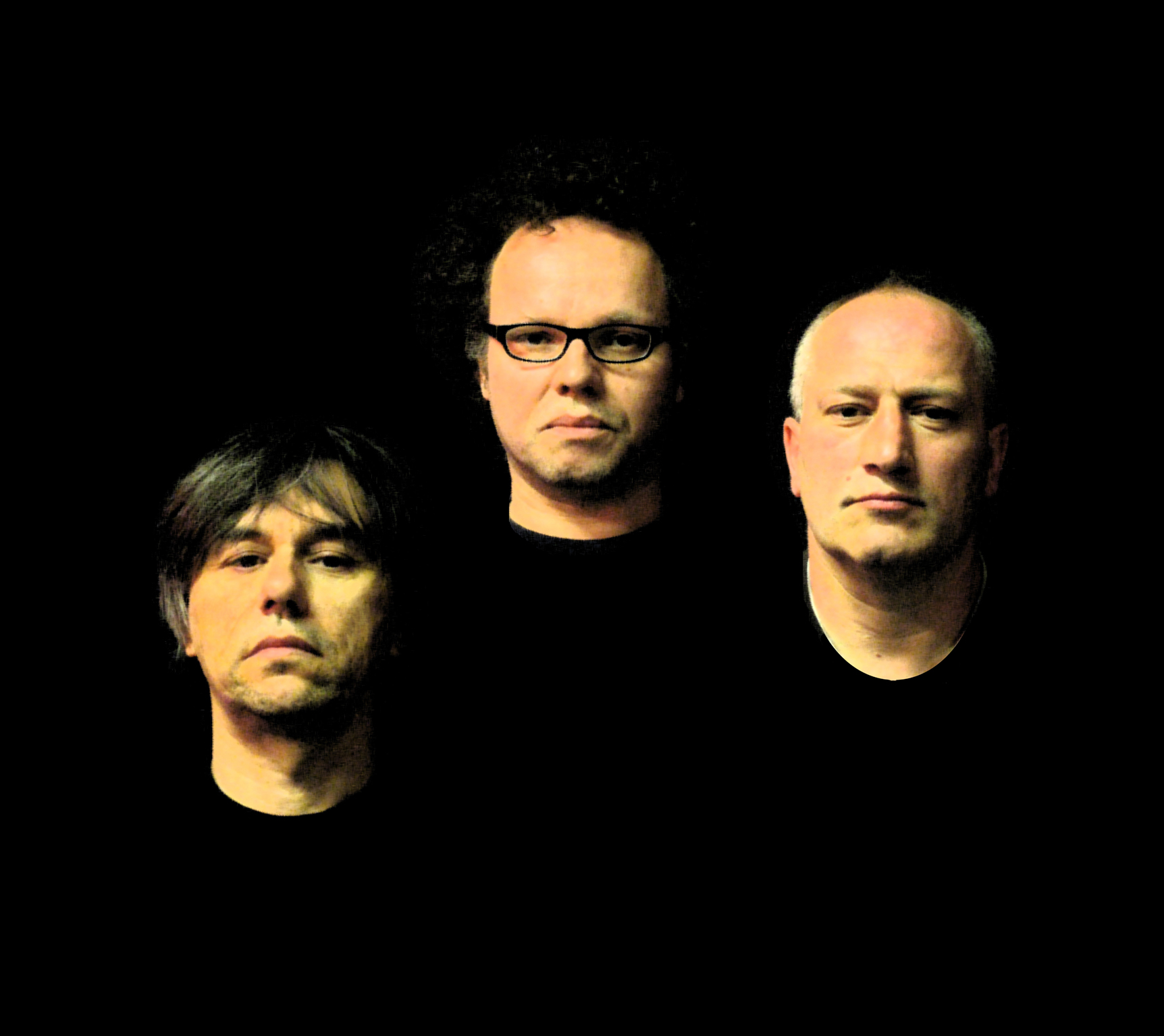
Norbert Schwefel (links); † 23. Juli

- 23. Juli: Norbert Schwefel, deutscher Musiker (54)
- 23. Juli: Cirilo Vila Castro, chilenischer Dirigent, Komponist und Pianist (78)
- 24. Juli: Jürgen Wölfer, deutscher Musikautor (70)

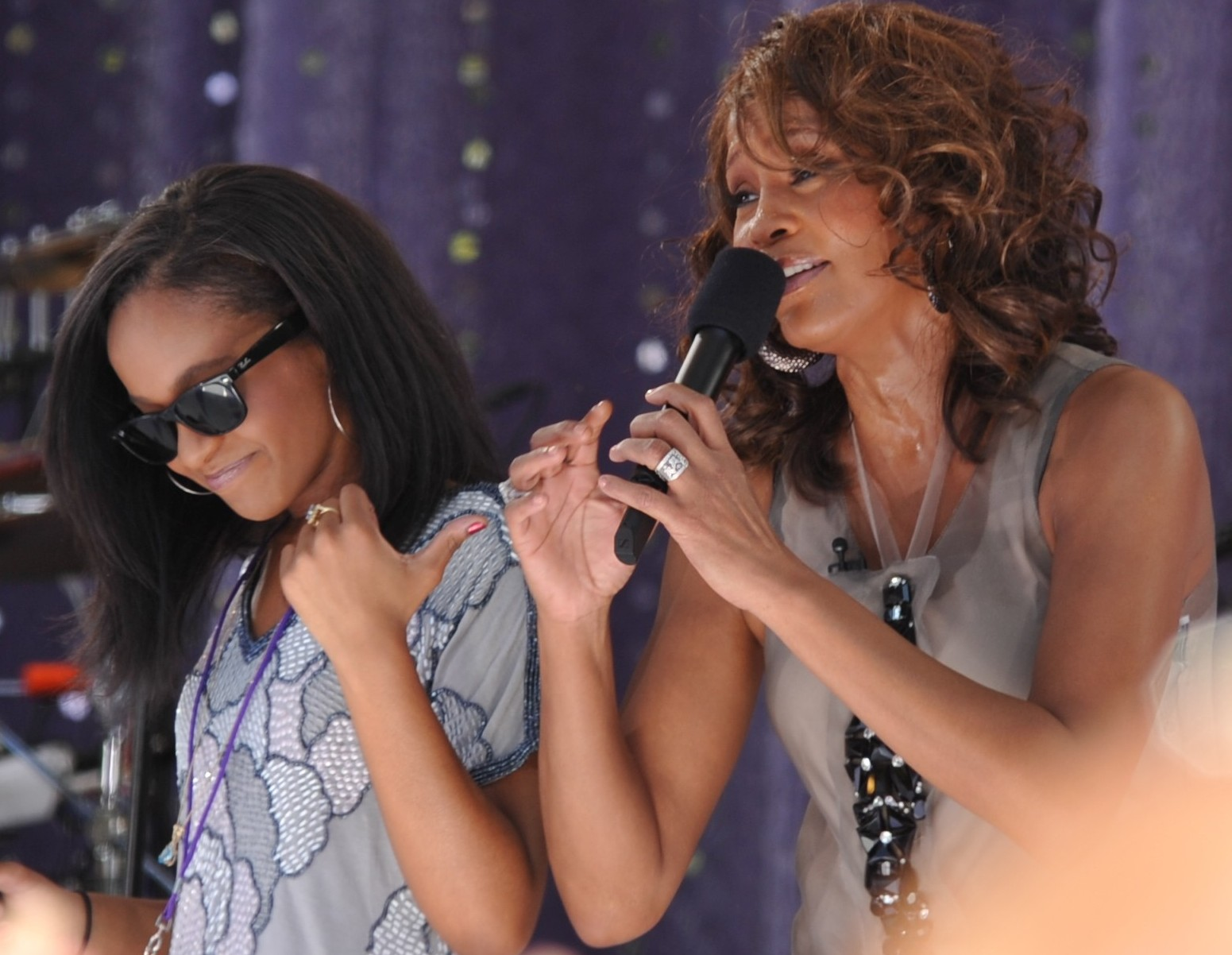
Kristina Brown (links); † 26. Juli

- 26. Juli: Bobbi Kristina Brown, US-amerikanische Sängerin (22)
- 26. Juli: Héctor De Rosas, argentinischer Tangosänger (83)
- 26. Juli: Vic Firth, US-amerikanischer Musiker und Unternehmer (95)
- 26. Juli: Gaston Germain, kanadischer Sänger und Musikpädagoge (82)
- 26. Juli: Wolfgang Gönnenwein, deutscher Musikpädagoge und Politiker (82)
- 26. Juli: Pía Sebastiani, argentinische Pianistin und Musikpädagogin (90)
- 27. Juli: Rickey Grundy, US-amerikanischer Gospel-Sänger, Songwriter und Chorleiter (56)
- 27. Juli: Ivan Moravec, tschechischer Pianist (84)
- 27. Juli: Ndidani, südafrikanischer Sänger (39)
- 28. Juli: Buddy Emmons, US-amerikanischer Pedal-Steel-Gitarrist (78)

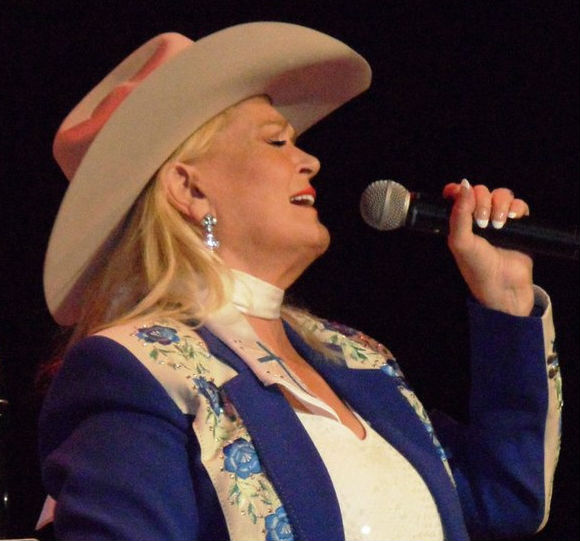
Lynn Anderson; † 30. Juli

- 30. Juli: Lynn Anderson, US-amerikanische Countrysängerin (67)
- 30. Juli: Ludmila Dvořáková, tschechische Opernsängerin (92)
- 31. Juli: Red Dragon, jamaikanischer DJ (49)
- 00. Juli: John the Postman, britischer Punksänger (59)
- 00. Juli: Jean-Jacques Rapin, Schweizer Musikpädagoge (82)

### August

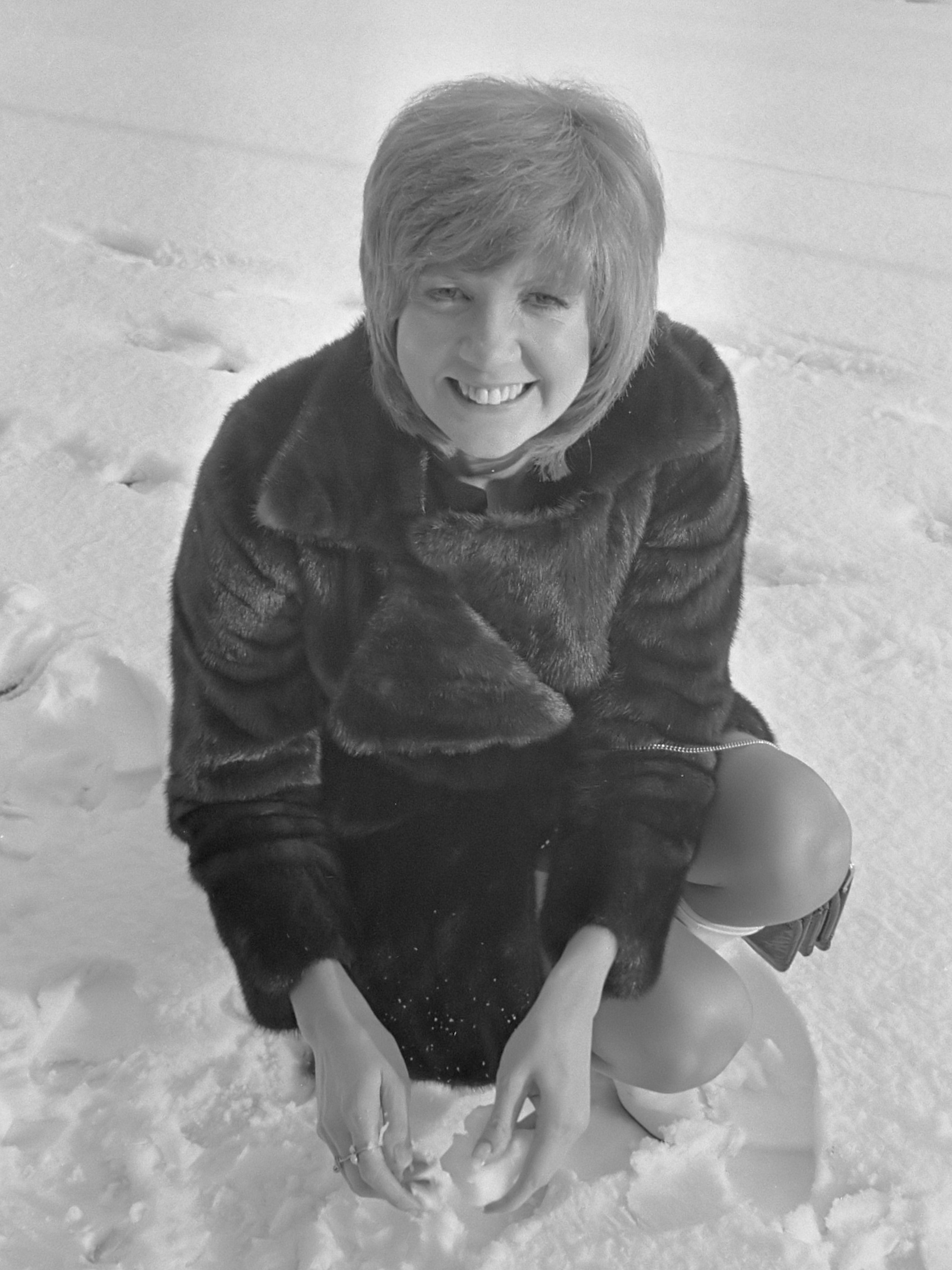
Cilla Black; † 1. August

- 01. August: Cilla Black, britische Popsängerin (72)
- 02. August: Mahmoud Ghania, marokkanischer Musiker (64)

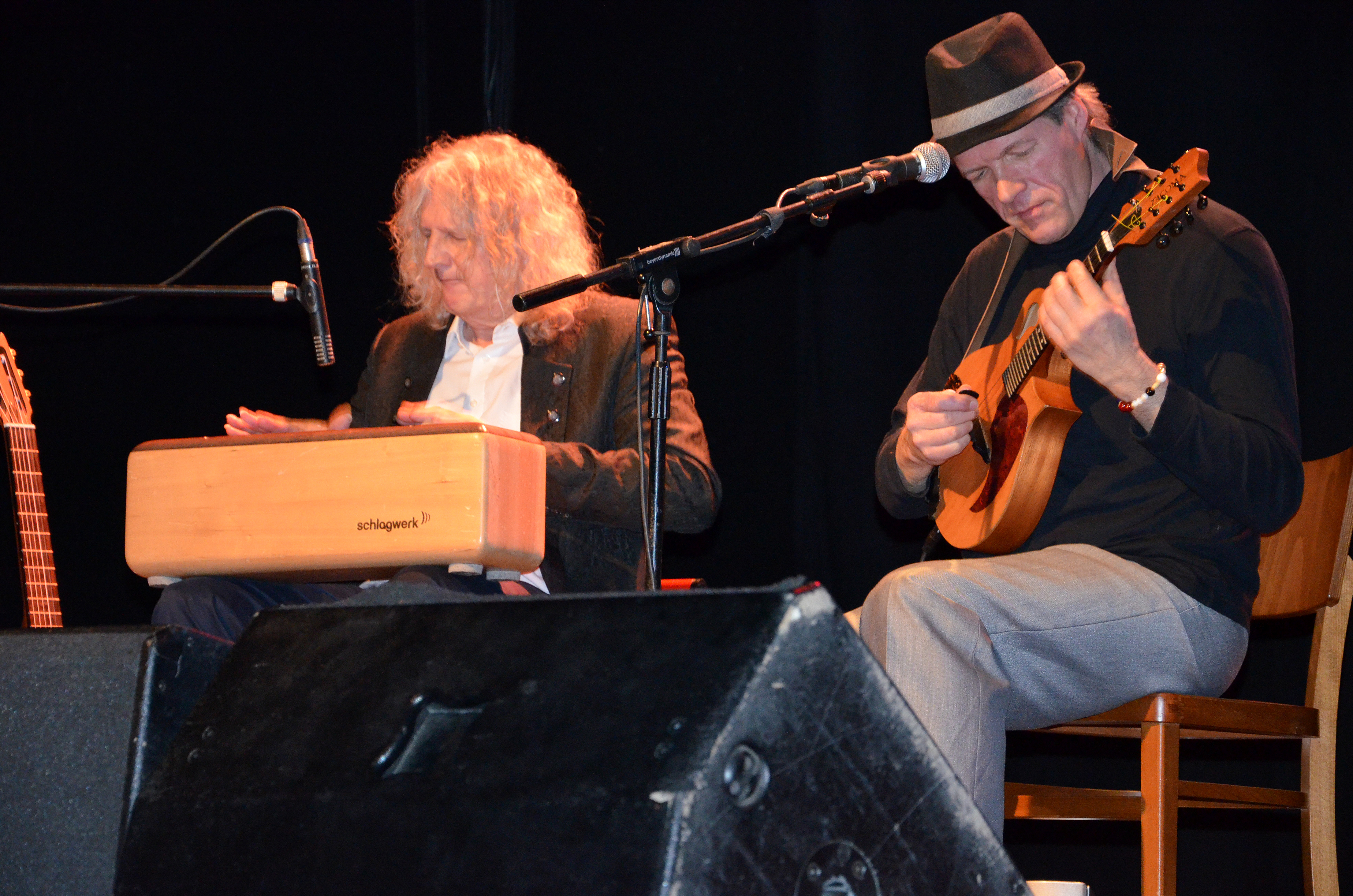
Hajo Hoffmann (rechts); † 2. August

- 02. August: Hajo Hoffmann, deutscher Jazzgeiger (57)
- 02. August: Damir Novak, jugoslawischer Balletttänzer (80)
- 03. August: Margot Loyola, chilenische Musikerin und Musikethnologin (96)
- 03. August: Ambros Seelos, deutscher Bandleader und Arrangeur (80)
- 04. August: Ken Barnes, britischer Autor und Schallplattenproduzent (82)
- 04. August: Gerd Natschinski, deutscher Komponist (86)
- 04. August: Billy Sherrill, US-amerikanischer Musikproduzent (78)
- 05. August: Dieter Antritter, deutscher Jazzmusiker (85)
- 05. August: Raphy Leavitt, puerto-ricanischer Salsa-Musiker und Bandleader (66)
- 08. August: Sean Price, US-amerikanischer Rapper (43)
- 08. August: Farida Yasmin, bangladeschische Playback-Sängerin (75)
- 09. August: Don Kent, US-amerikanischer Schallplattensammler und Bluesforscher (71)
- 10. August: Bernd Wiesemann, deutscher Komponist, Pianist, Musikpädagoge und Konzeptkünstler (77)
- 11. August: Serge Collot, französischer Bratschist (91)
- 11. August: Eddie Cusic, US-amerikanischer Bluesgitarrist und Sänger (89)
- 12. August: Giancarlo Golzi, italienischer Musiker (63)
- 12. August: John Scott, britischer Organist (59)
- 13. August: Pierre Jansen, französischer Komponist (85)
- 13. August: Harold Ousley, US-amerikanischer Jazzmusiker (86)
- 14. August: Vickie Henderson, US-amerikanische Tänzerin und Sängerin (88)
- 14. August: Doris Hines, US-amerikanische Jazzsängerin (91)

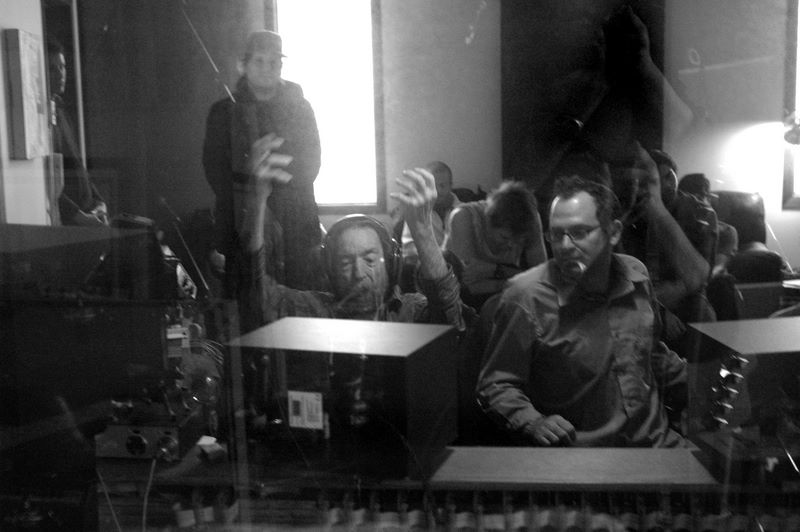
Bob Johnston (links); † 14. August

- 14. August: Bob Johnston, US-amerikanischer Musikproduzent (83)
- 14. August: Jazz Summers, britischer Musikproduzent (71)
- 15. August: Al Block, US-amerikanischer Jazzmusiker (89)
- 15. August: Dieter Burmester, deutscher Unternehmer und Musiker (69)

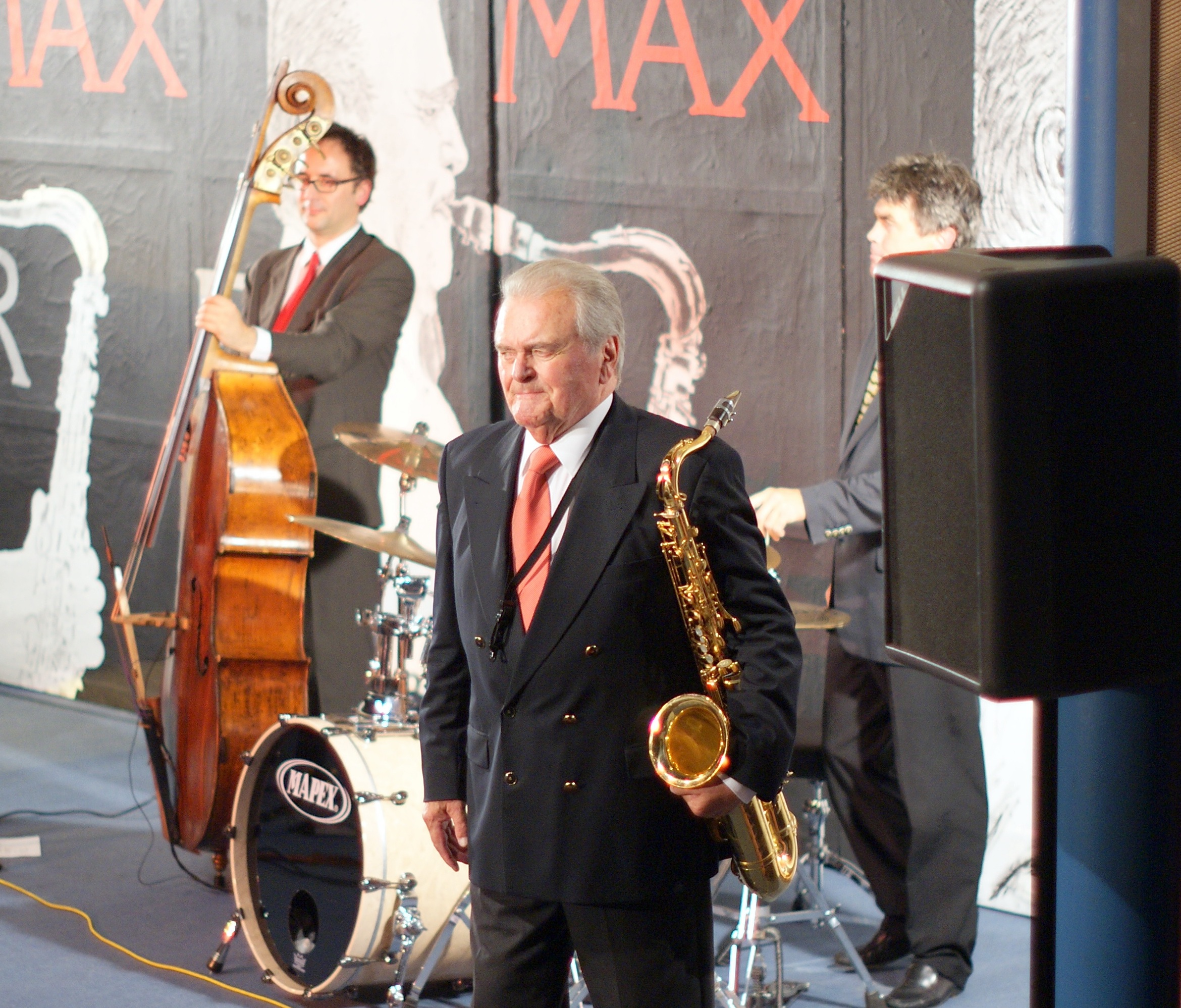
Max Greger; † 15. August

- 15. August: Max Greger, deutscher Musiker (89)
- 15. August: Alfonso Montecino, chilenischer Pianist, Komponist und Musikpädagoge (90)
- 15. August: Helena Zumsande, deutsche Sängerin (21)
- 16. August: Jón Páll Bjarnason, isländischer Jazzgitarrist (77)
- 17. August: Arsen Dedić, kroatischer Sänger, Komponist und Schauspieler (77)
- 17. August: Stefan George, US-amerikanischer Blues- und Jazzgitarrist (62)
- 18. August: Russell Henderson, trinidadischer Jazzmusiker (91)
- 18. August: Roger Smalley, britisch-australischer Pianist (72)
- 18. August: Otti Tenzel-Koniarsky, deutsche Tänzerin (92)
- 19. August: Doudou N’Diaye Rose, senegalesischer Perkussionist (85)
- 20. August: Iván Köves, ungarischer Fotograf, Autor, Musiker, Kunstwissenschaftler und Dozent (89)
- 21. August: Abdelhaï Bennani, französischer Jazzmusiker (65)
- 21. August: Daniel Rabinovich, argentinisch-spanischer Schauspieler, Humorist und Musiker (71)
- 22. August: Mariem Hassan, saharauische Sängerin (≈57)
- 22. August: Steve Lane, britischer Jazzmusiker und Musikproduzent (93)
- 22. August: Nikolaus Lehnhoff, deutscher Opernregisseur (76)
- 23. August: Gottfried Engels, deutscher Musikproduzent und -labelgründer (66)
- 23. August: Varduhi Khachatryan, armenische Sängerin (88)
- 23. August: Yosi Piamenta, israelischer Gitarrist (64)
- 24. August: Johan Renvall, schwedisch-US-amerikanischer Balletttänzer (55)
- 26. August: Ángel Álvarez Caballero, spanischer Journalist, Schriftsteller, Musikwissenschaftler und -kritiker (≈86)
- 27. August: Boris Aranđelović, jugoslawischer Musiker (66)
- 27. August: Krunoslav Cigoj, jugoslawischer Opernsänger (66)
- 27. August: George Cleve, US-amerikanischer Dirigent (79)

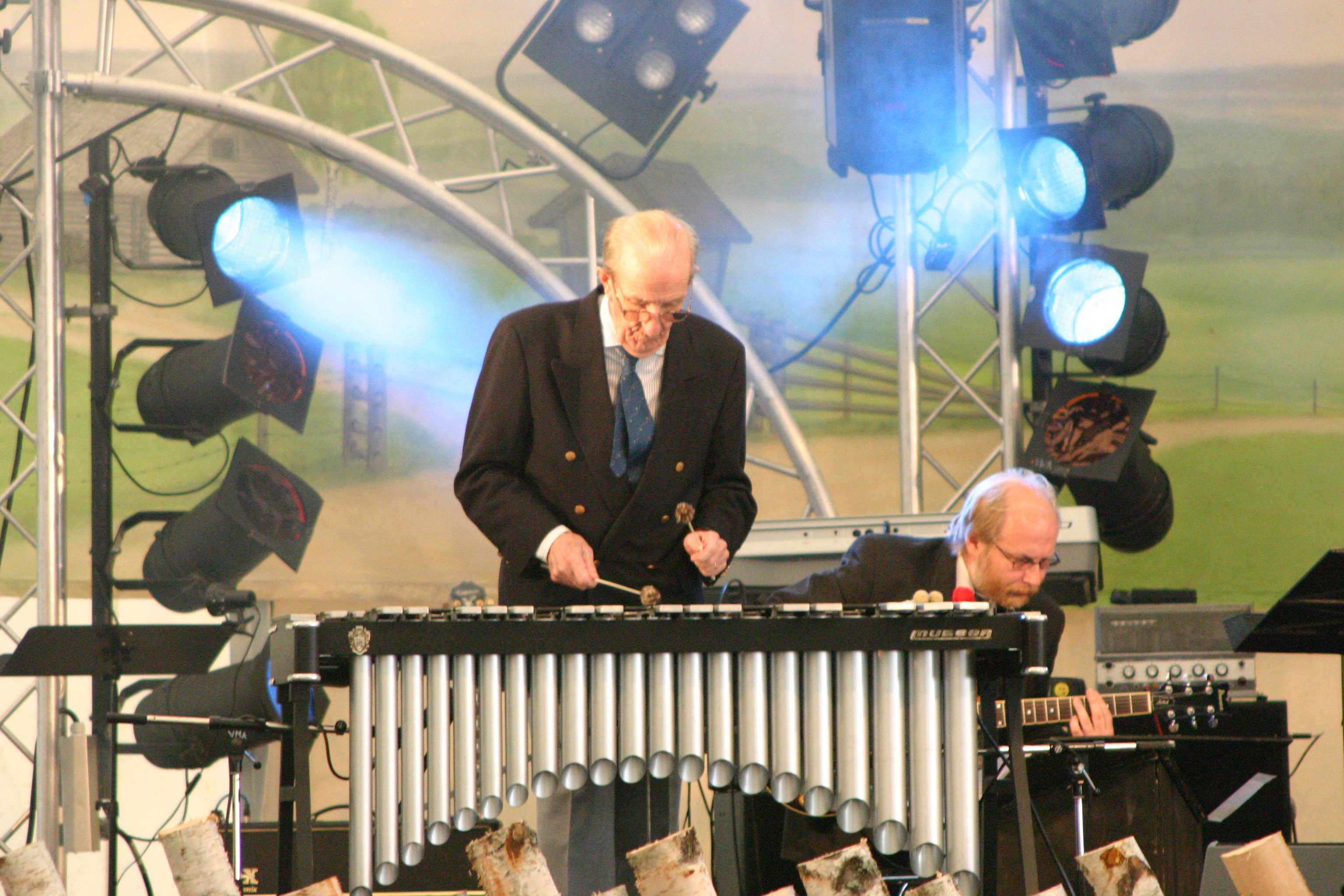
Erik Lindström; † 27. August

- 27. August: Erik Lindström, finnischer Musiker, Bandleader und Komponist (93)
- 28. August: George Bouchard, US-amerikanischer Jazzmusiker und Hochschullehrer (71)
- 28. August: Hérold Christophe, haitianischer Sänger (50)
- 28. August: Kyle Jean-Baptiste, US-amerikanischer Musicaldarsteller (21)
- 28. August: Steve Pouchie, US-amerikanischer Jazz-Vibraphonist (55)
- 29. August: Bob Allen, US-amerikanischer Jazzpianist (75)

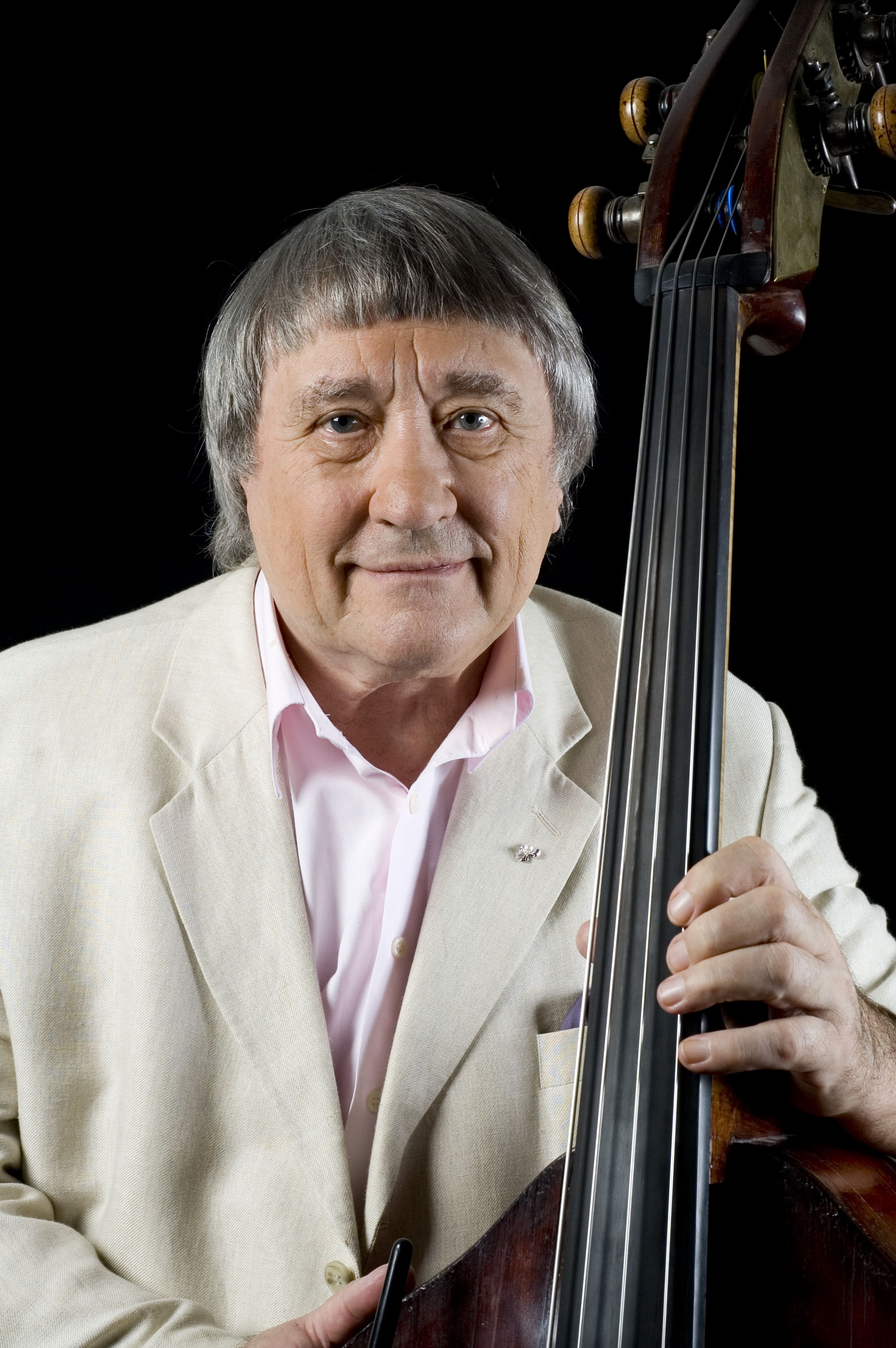
Friedrich Witt; † 29. August

- 29. August: Friedrich Witt, deutscher Kontrabassist (85)
- 30. August: Joy Beverley, britische Sängerin (91)
- 30. August: Blondell Cummings, US-amerikanische Tänzerin und Choreografin (70)
- 30. August: Hugo Rasmussen, dänischer Jazzbassist (74)
- 30. August: Natalia Strelchenko, russisch-norwegische Pianistin (38)
- 31. August: Sergej Dubrovin, sowjetisch-serbischer Opernsänger (73)
- 31. August: Bruce Lawrence, US-amerikanischer Kontrabassist (88)
- 31. August: Cipe Lincovsky, argentinische Schauspielerin und Sängerin (85)
- 31. August: Franz X. A. Zipperer, deutscher Musikjournalist und Fotograf (63)

### September
- 01. September: Craig Allen, US-amerikanischer Bluesmusiker (60)
- 01. September: Klaus Lorenzen, deutscher Musikproduzent (76)
- 03. September: Don Griffin, US-amerikanischer Gitarrist (60)
- 03. September: Rudolf Jaggi, Schweizer Komponist (74)
- 04. September: Jean Darling, US-amerikanische Schauspielerin und Sängerin (93)
- 04. September: Gerhard Eder, österreichischer Kulturmanager (64)
- 04. September: Rico Rodriguez, jamaikanischer Posaunist und Bandleader (80)
- 04. September: Hal Willis, kanadischer Country-Sänger (82)
- 05. September: Colin Faver, britischer DJ (63)
- 05. September: Dennis Greene, US-amerikanischer Sänger (66)

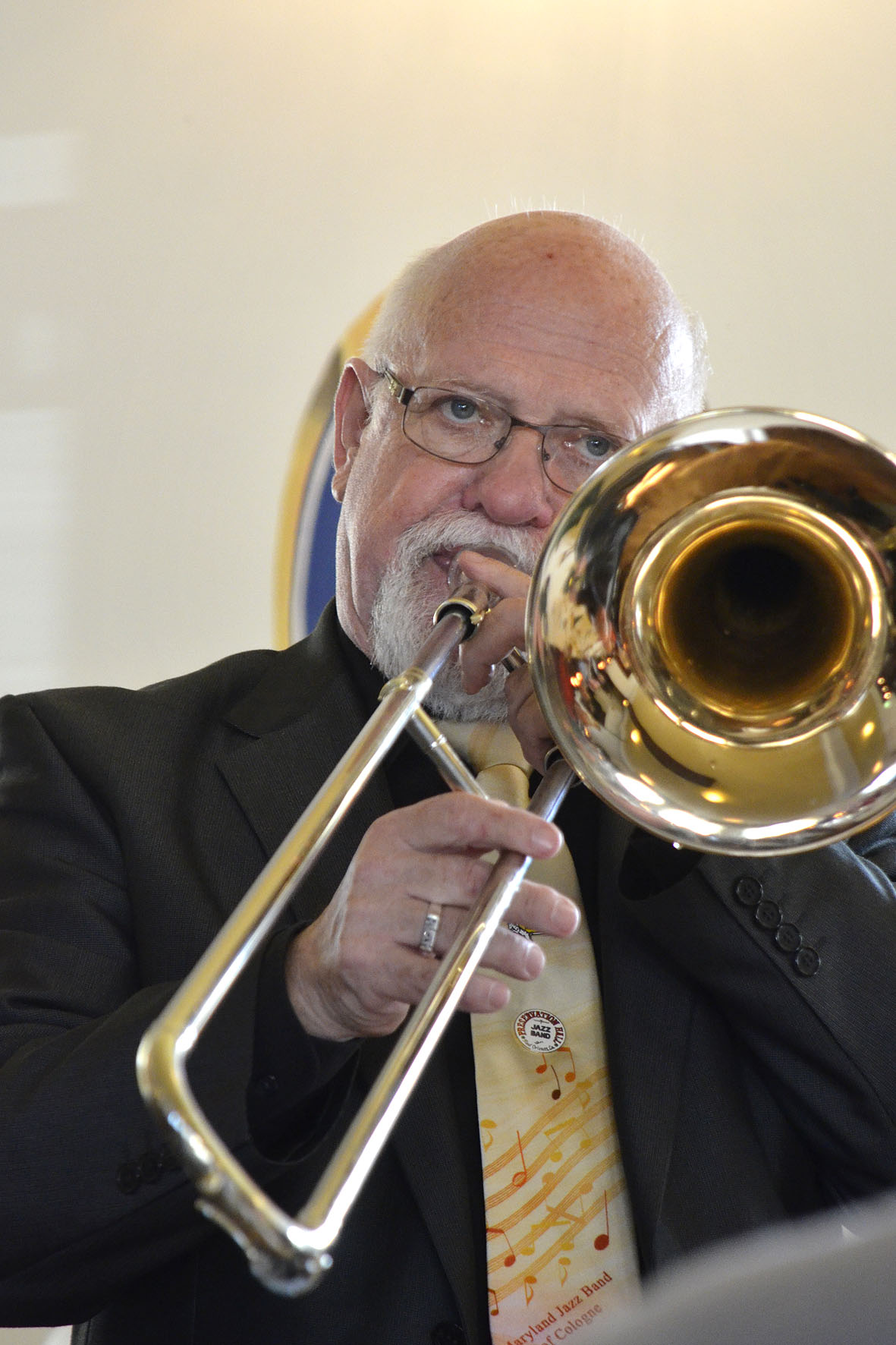
Gerhard „Doggy“ Hund; † 5. September

- 05. September: Gerhard Hund, deutscher Jazz-Posaunist (72)
- 05. September: Jaques Israelievitch, französischer Geiger (67)
- 05. September: Aadesh Shrivastava, indischer Komponist und Sänger (49)
- 07. September: Cornelius H. Edskes, niederländischer Organist und Orgelsachverständiger (90)
- 07. September: Rafael Nadal, spanischer Musiker und Dirigent (86)
- 07. September: Dex Osama, US-amerikanischer Rapper (26)
- 07. September: Guillermo Rubalcaba, kubanischer Pianist (88)
- 08. September: Teri Harangozó, ungarische Sängerin (72)
- 08. September: Smokey Wilson, US-amerikanischer Bluesgitarrist (* 1936)
- 09. September: Kool DJ AJ, US-amerikanischer DJ (??)
- 09. September: Karl Johannes Schindler, deutscher Komponist und Musikproduzent (65)

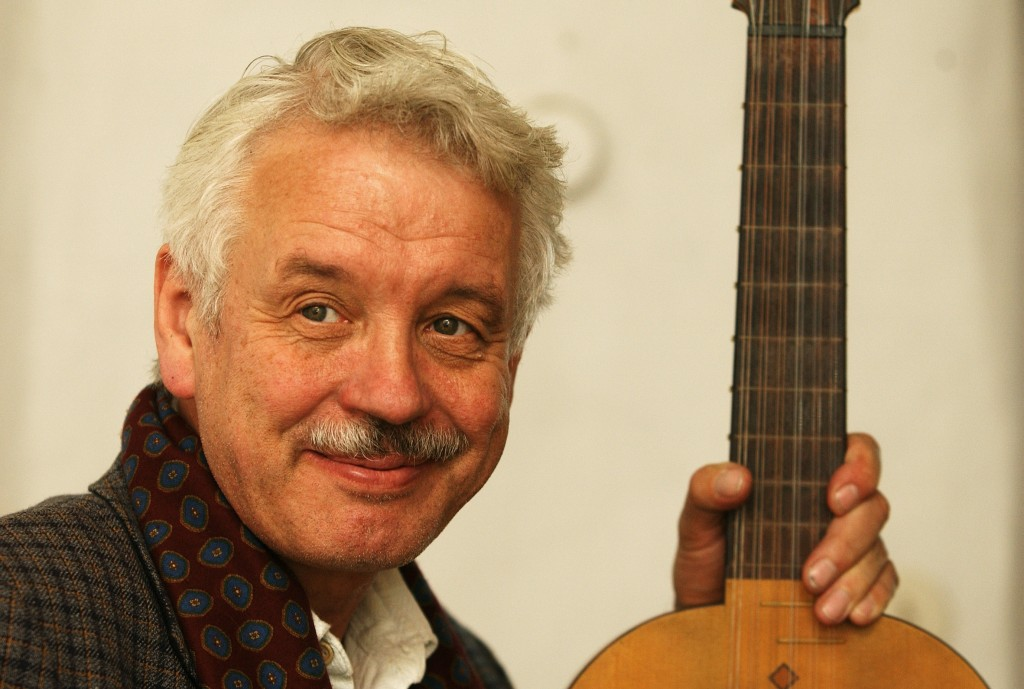
Christof Stählin; † 9. September

- 09. September: Christof Stählin, deutscher Liedermacher und Schriftsteller (73)
- 10. September: Gert Wilden, deutscher Komponist und Arrangeur (98)
- 12. September: Bryn Merrick, britischer Bassist (56)
- 13. September: Ernie Felice, US-amerikanischer Jazz-Akkordeonist (93)
- 13. September: Gary Richrath, US-amerikanischer Gitarrist und Songwriter (65)
- 13. September: Kalamandalam Satyabhama, indische Tänzerin, Tanzlehrerin und Choreografin (77)

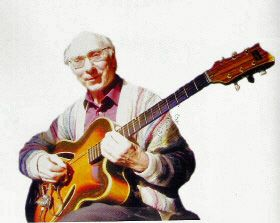
Thomas Buhe; † 14. September

- 14. September: Thomas Buhé, deutscher Musiker (94)
- 14. September: Martin Kearns, britischer Schlagzeuger (38)
- 15. September: Daniel Levins, US-amerikanischer Balletttänzer (62)

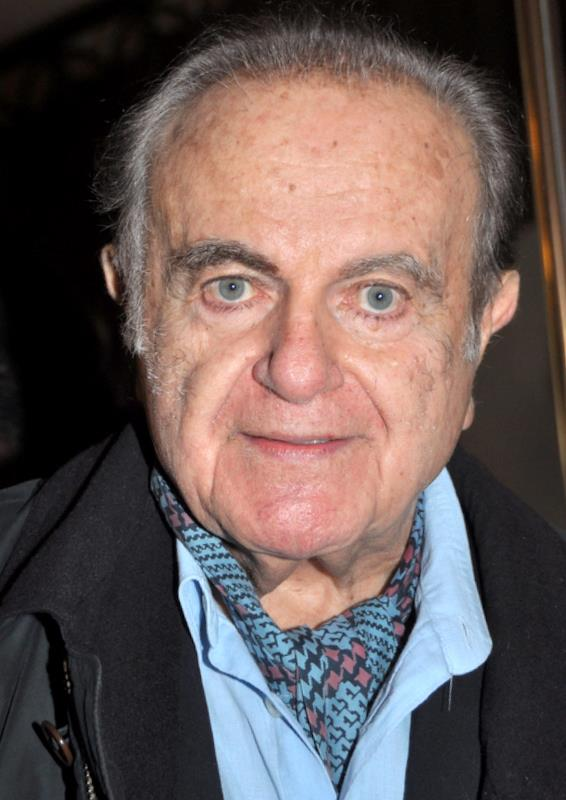
Guy Béart; † 16. September

- 16. September: Guy Béart, französischer Sänger und Komponist (85)
- 16. September: Peggy Jones, US-amerikanische R&B-Musikerin (75)
- 17. September: David Willcocks, britischer Chorleiter (95)
- 19. September: Joseph Niles, barbadischer Sänger (75)
- 20. September: Philip Barker, britischer Psychiater, Autor und Musikproduzent (85)
- 20. September: Olev Sau, estnischer Komponist (86)
- 20. September: Włodzimierz Szymański, polnischer Musiker und Komponist (≈79)
- 20. September: Radhika Thilak, indische Playbacksängerin (45)
- 21. September: Ben Cauley, US-amerikanischer Trompeter (67)
- 21. September: Victor Démé, burkinischer Musiker (≈53)
- 21. September: Franz Surges, deutscher Komponist und Kirchenmusiker (56)
- 21. September: Ray Warleigh, australischer Jazzmusiker (76)
- 22. September: Jamie „Brooklyn“ Prefontaine, kanadischer Hip-Hop-Musiker (30)
- 23. September: Dieter Wiesmann, Schweizer Liedermacher (76)
- 23. September: Kārlis Zariņš, sowjetischer bzw. lettischer Opernsänger (85)
- 25. September: Christopher Jackson, kanadischer Organist und Chorleiter (67)
- 26. September: Walter Kamper, österreichischer Pianist und Hochschullehrer (83)
- 26. September: Manuel Oltra, spanischer Komponist (93)
- 27. September: Wilton Felder, US-amerikanischer Jazzmusiker (75)
- 27. September: Denise Lor, US-amerikanische Sängerin und Schauspielerin (86)
- 27. September: Leo Rath, österreichischer Sänger und DJ (71)
- 28. September: Michael Burgess, kanadischer Schauspieler und Sänger (70)
- 28. September: Alexander Faris, irischer Komponist (94)
- 28. September: Frankie Ford, US-amerikanischer R&B-Musiker (76)
- 28. September: Arnim Juhre, deutscher Schriftsteller und Liedtexter (89)
- 29. September: Mohamed Bouchnak, marokkanischer Musiker (50)
- 29. September: Phil Woods, US-amerikanischer Jazz-Saxophonist (83)
- 30. September: Simon Cowe, britischer Musiker (67)

### Oktober
- 01. Oktober: Dieter Kober, deutsch-amerikanischer Dirigent, Musikdirektor und Musikpädagoge (95)
- 01. Oktober: Mary McGowan, britische Sängerin (85)
- 01. Oktober: Usnija Redžepova, mazedonische Sängerin (69)
- 01. Oktober: Norbert Vollath, deutscher Jazzsaxophonist und Klangkünstler (59)
- 01. Oktober: Antton Zubikarai, spanischer Journalist und Musikkritiker (70)
- 02. Oktober: Willie Akins, US-amerikanischer Jazz-Saxophonist (76)

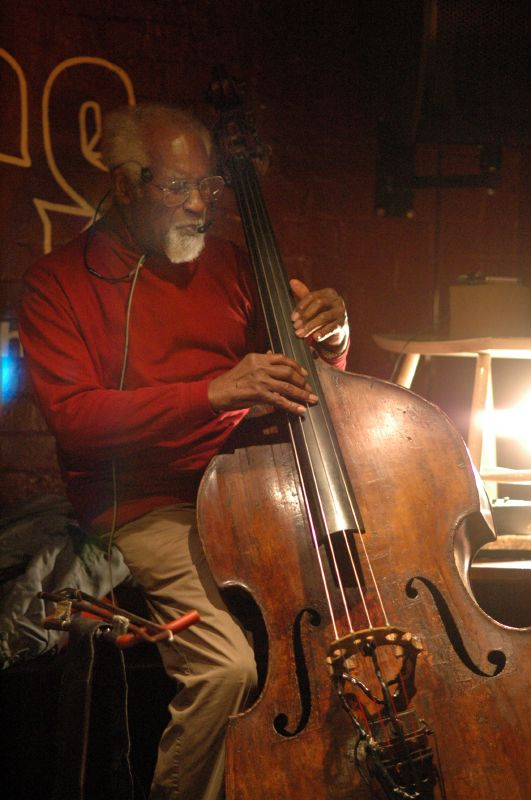
Coleridge Goode; † 2. Oktober

- 02. Oktober: Coleridge Goode, britischer Jazzbassist (100)
- 02. Oktober: Milt Kleeb, US-amerikanischer Jazzmusiker, Arrangeur und Komponist (96)
- 02. Oktober: Willie Akins, US-amerikanischer Jazzsaxophonist (76)
- 03. Oktober: Dave Pike, US-amerikanischer Vibraphonist (77)

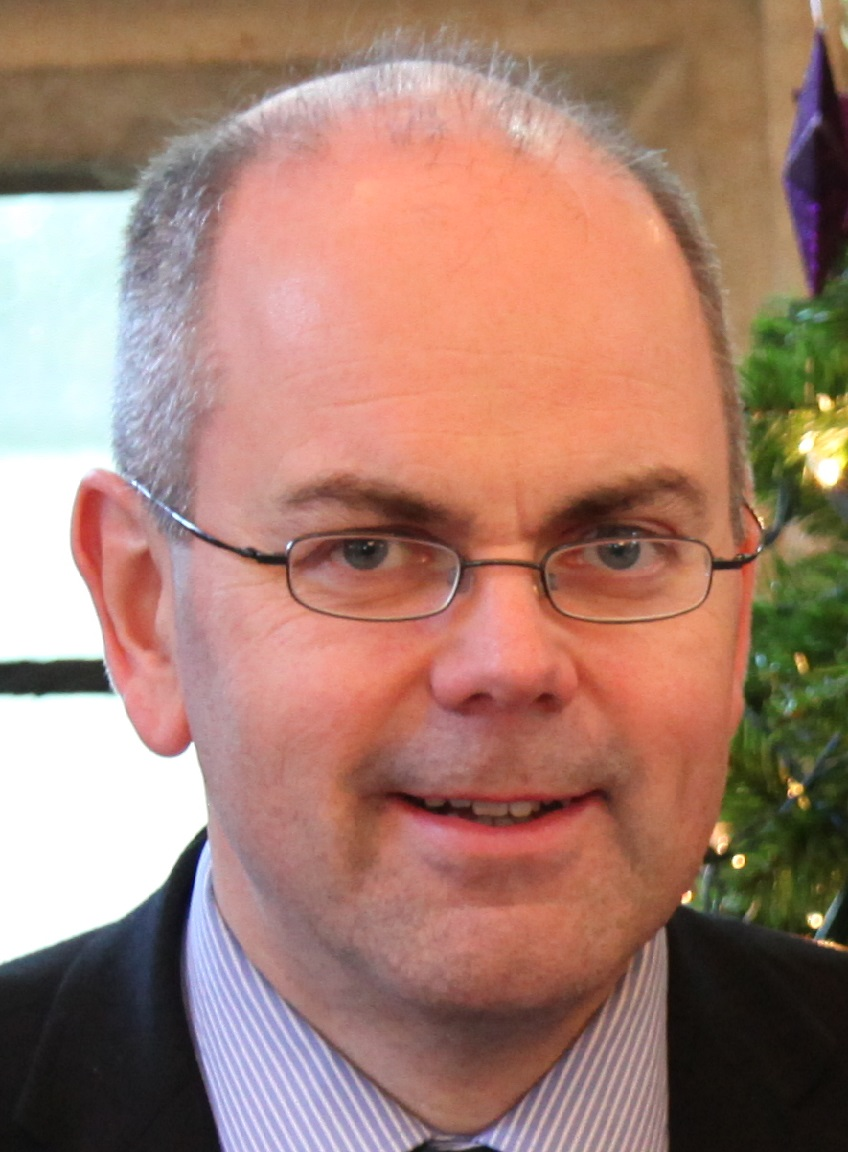
Christopher Tambling; † 3. Oktober

- 03. Oktober: Christopher Tambling, britischer Komponist, Organist und Chorleiter (51)
- 03. Oktober: Franciszek Walicki, polnischer Komponist und Musikjournalist (94)
- 04. Oktober: Günter Eilemann, deutscher Musiker und Sänger (92)
- 05. Oktober: Erla Stefánsdóttir, isländische Klavierlehrerin, Autorin, Elfenspezialistin und Medium (79)
- 06. Oktober: Smokey Johnson, US-amerikanischer Schlagzeuger (78)
- 06. Oktober: Romel Joseph, haitianischer Geiger (56)
- 06. Oktober: Stasys Povilaitis, litauischer Schlagersänger (69)
- 06. Oktober: Billy Joe Royal, US-amerikanischer Countrysänger (73)
- 06. Oktober: Gottfried Tollmann, deutscher Musiker und Kunsthändler (64)
- 06. Oktober: Joe Torregano, US-amerikanischer Jazz-Klarinettist (63)
- 07. Oktober: Pushpa Bhuyan, indische Tänzerin (78)
- 07. Oktober: Loli Flores, spanische Flamenco-Tänzerin (≈65)
- 07. Oktober: Jim „Sadist“ Konya, US-amerikanischer Schlagzeuger (44)
- 07. Oktober: Gail Zappa, US-amerikanische Unternehmerin und Ehefrau von Frank Zappa (70)
- 08. Oktober: Jim Diamond, britischer Sänger und Songschreiber (64)
- 08. Oktober: James Cruickshank, australischer Musiker (53)
- 08. Oktober: Elizabeth Ramsey, philippinische Komikerin, Schauspielerin und Sängerin (83)
- 09. Oktober: Sonya Cohen Cramer, US-amerikanische Sängerin und Grafikdesignerin (50)
- 09. Oktober: Ravindra Jain, indischer Filmkomponist und Liedtexter (71)
- 09. Oktober: Koopsta Knicca, US-amerikanischer Rapper (40)
- 09. Oktober: N. Ramani, indischer Flötist (80)
- 09. Oktober: Larry Rosen, US-amerikanischer Medienunternehmer und Musikproduzent (75)
- 10. Oktober: Saša Britvić, kroatischer Dirigent (50)
- 10. Oktober: Steve Mackay, US-amerikanischer Saxophonist (66)

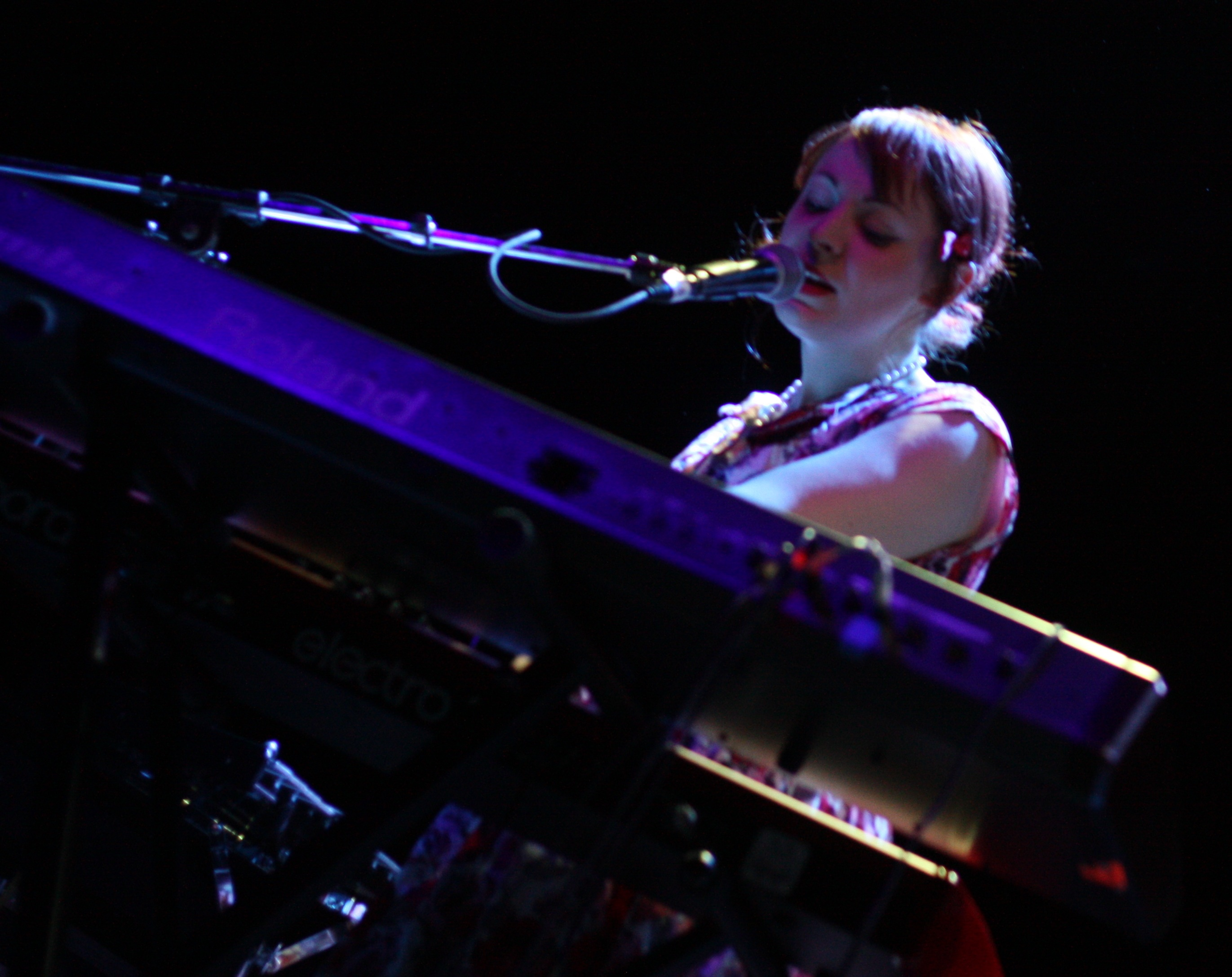
Carey Lander; † 11. Oktober

- 11. Oktober: Carey Lander, britische Musikerin und Sängerin (33)
- 12. Oktober: Armin Kircher, österreichischer Kirchenmusiker und Komponist (48)
- 13. Oktober: Hans Alwin Beeck, deutscher Komponist und Musikpädagoge (≈86)
- 13. Oktober: Joe Buschmann, deutscher Jazzmusiker und Gastronom (90)
- 13. Oktober: Duncan Druce, britischer Komponist, Geiger und Musikwissenschaftler (76)
- 14. Oktober: Luís Carlos Miele, brasilianischer Musikproduzent, Autor und Regisseur (77)
- 15. Oktober: Joe Saraceno, US-amerikanischer Musikproduzent (78)
- 16. Oktober: John Jennings, US-amerikanischer Gitarrist und Musikproduzent (61)
- 16. Oktober: Carlos Leppe, chilenischer Sänger und Performancekünstler (63)
- 17. Oktober: Uwe Karsten Groß, deutscher Kirchenmusiker (85)
- 18. Oktober: Frank Watkins, US-amerikanischer Heavy-Metal-Musiker (47)
- 19. Oktober: Eberhard Möller, deutscher Musikwissenschaftler und Hochschullehrer (79)
- 20. Oktober: Don Rendell, britischer Jazzmusiker und Arrangeur (89)
- 20. Oktober: K. S. L. Swamy, indischer Filmregisseur und Sänger (77)
- 20. Oktober: Cory Wells, US-amerikanischer Sänger (73)
- 22. Oktober: Gloria Van Aerssen, spanische Sängerin (83)
- 22. Oktober: Joe Moss, britischer Musikmanager (72)
- 22. Oktober: Mark Murphy, US-amerikanischer Jazzsänger (83)
- 23. Oktober: Leon Bibb, US-amerikanischer Folk-Sänger und Filmschauspieler (93)
- 23. Oktober: John Coppola, US-amerikanischer Jazztrompeter (86)

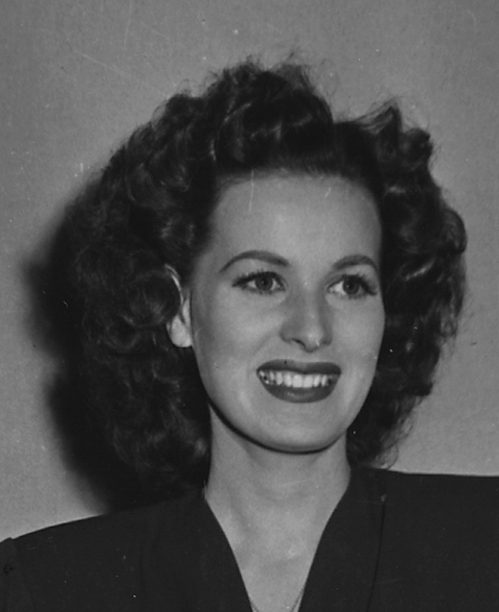
Maureen O’Hara; † 24. Oktober

- 24. Oktober: Maureen O’Hara, irisch-US-amerikanische Schauspielerin und Sängerin (95)
- 24. Oktober: Nat Peck, US-amerikanischer Jazzposaunist (90)
- 25. Oktober: Havana Carbo, kubanisch-amerikanische Sängerin, Pianistin und Komponistin (80)
- 25. Oktober: Lee Shaw, US-amerikanische Jazzpianistin (89)
- 26. Oktober: Hubert Dopf, österreichischer Jesuit und Musikwissenschaftler (94)
- 26. Oktober: Wolfram Jacobi, deutscher Dirigent und Komponist (87)
- 26. Oktober: David Rodriguez, US-amerikanischer Singer-Songwriter und Schauspieler (63)
- 26. Oktober: Sam Sarpong, britisch-US-amerikanischer Schauspieler, Model und Musiker (40)
- 26. Oktober: Sya Styles, französischer DJ und Musikproduzent (37)
- 27. Oktober: Herbie Goins, US-amerikanischer Soul- und Bluessänger (76)
- 28. Oktober: Diane Charlemagne, britische Dance-Sängerin (51)
- 28. Oktober: Peter Herrmann, deutscher Komponist (73)
- 28. Oktober: Karl Kaufhold, deutscher Komponist, Dirigent und Organist (93)
- 31. Oktober: Michael Leonard, US-amerikanischer Komponist und Arrangeur (84)
- 31. Oktober: Stanley Swann, US-amerikanischer Jazzschlagzeuger (59)
- 00. Oktober: Ray Appleton, US-amerikanischer Jazzschlagzeuger und Perkussionist (74)

### November

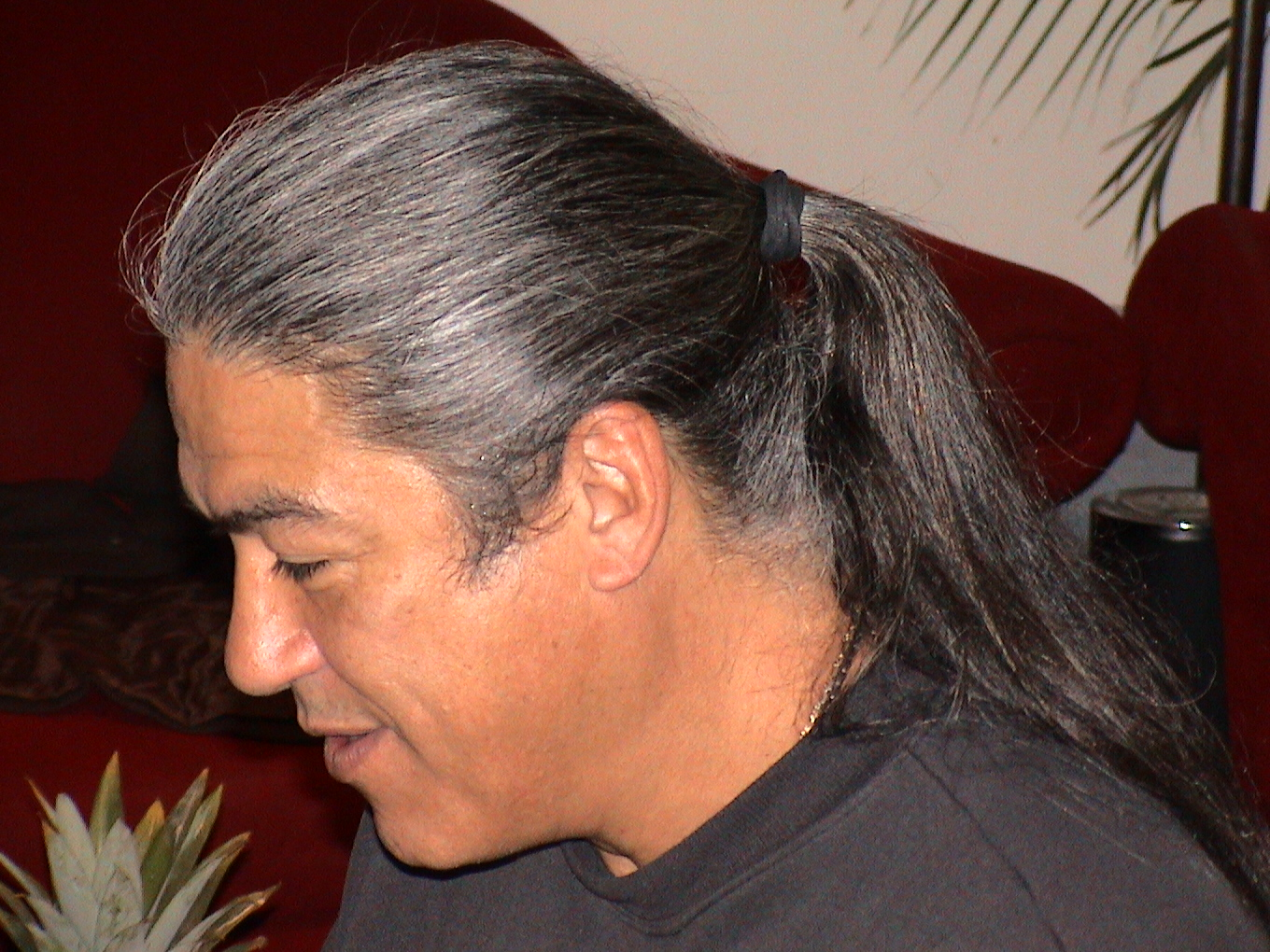
Raul Rekow; † 1. November

- 01. November: Raul Rekow, US-amerikanischer Rockmusiker (61)
- 02. November: Gene Norman, US-amerikanischer Konzertagent, Produzent und Impresario (93)
- 02. November: Tommy Overstreet, US-amerikanischer Country-Sänger und Songwriter (78)
- 03. November: Jean-Bernard Eisinger, französischer Jazzpianist und Komponist (77)
- 03. November: Lothar Meid, deutscher Bassist, Musikproduzent und Filmkomponist (73)

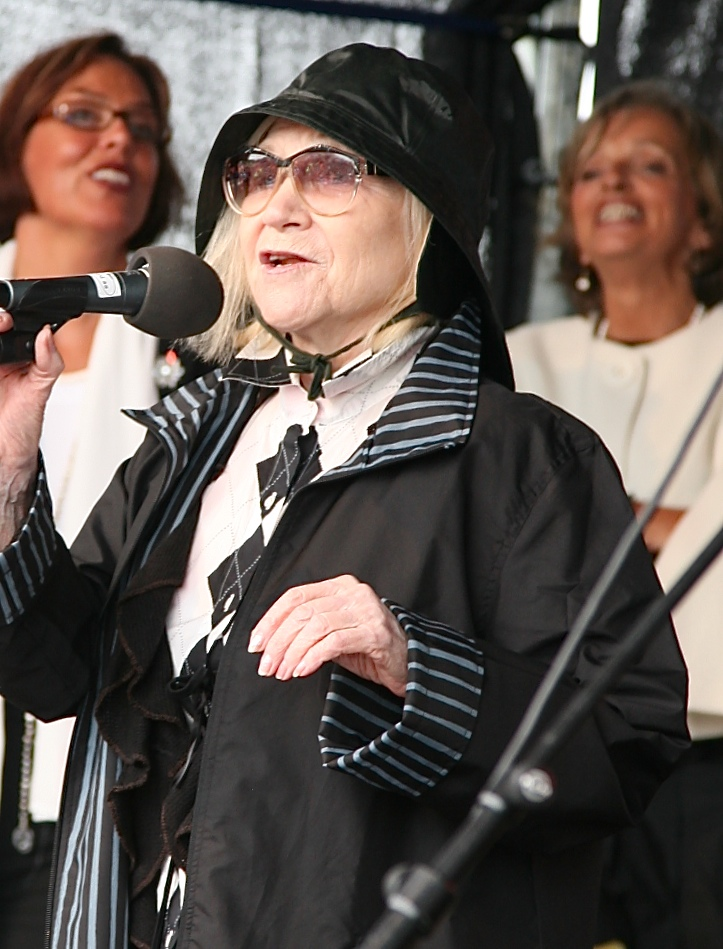
Nora Brockstedt; † 5. November

- 05. November: Nora Brockstedt, norwegische Sängerin (92)
- 05. November: Guido Masanetz, deutscher Komponist (101)
- 06. November: Ferrusquilla, mexikanischer Sänger und Schauspieler (96)
- 06. November: Fons Kontz, luxemburgischer Sänger, Schauspieler, Regisseur und Autor (71)
- 08. November: Andrei Eschpai, russischer Komponist (90)

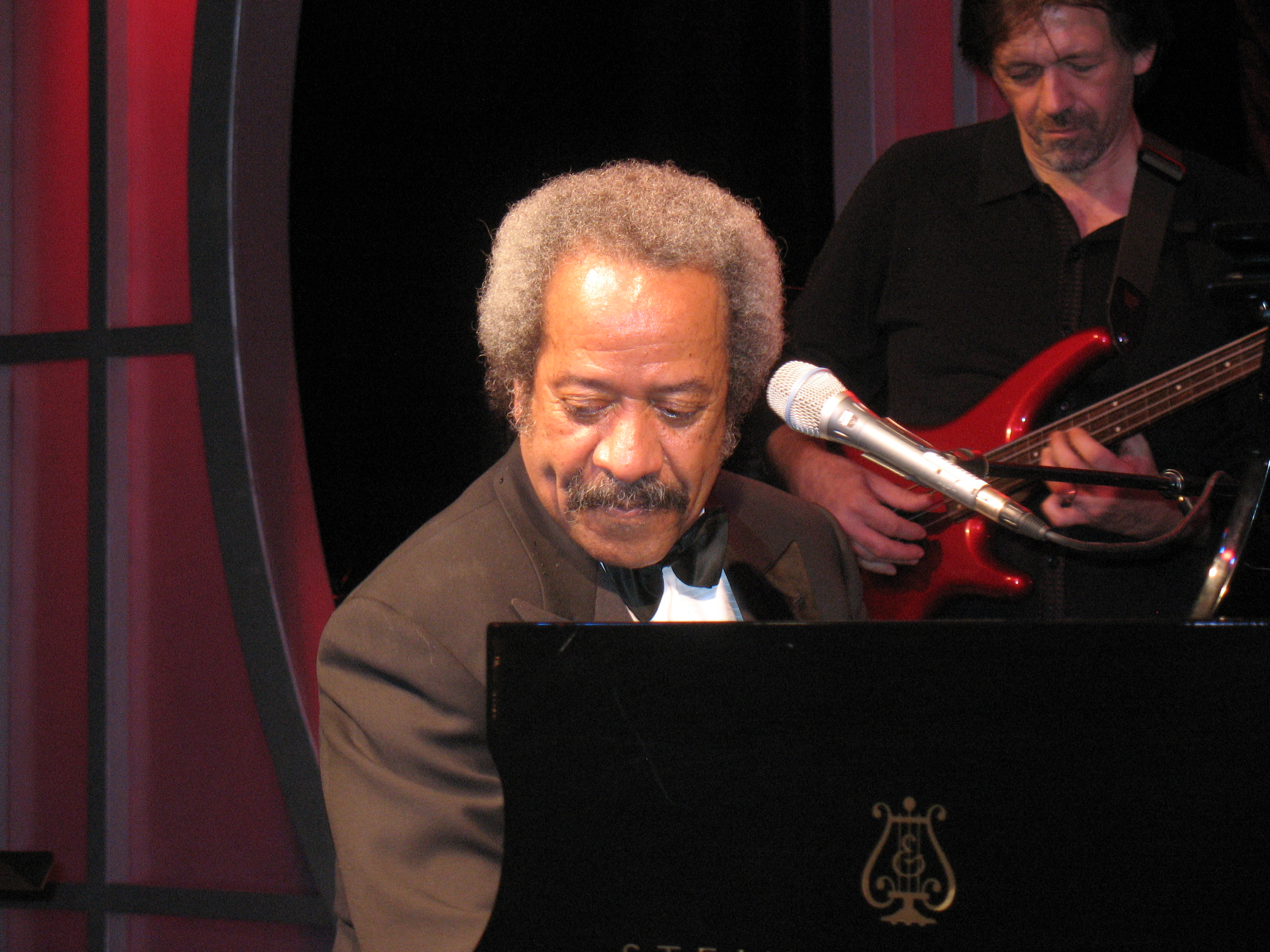
Allen Toussaint; † 9. November

- 09. November: Allen Toussaint, US-amerikanischer Musiker (77)
- 09. November: Andy White, britischer Schlagzeuger (85)
- 10. November: Robert Craft, US-amerikanischer Dirigent (92)
- 10. November: George Froscher, deutscher Schauspieler, Tänzer, Theaterregisseur und -leiter (88)
- 11. November: Lu Spinelli, brasilianische Tänzerin und Choreografin (64)

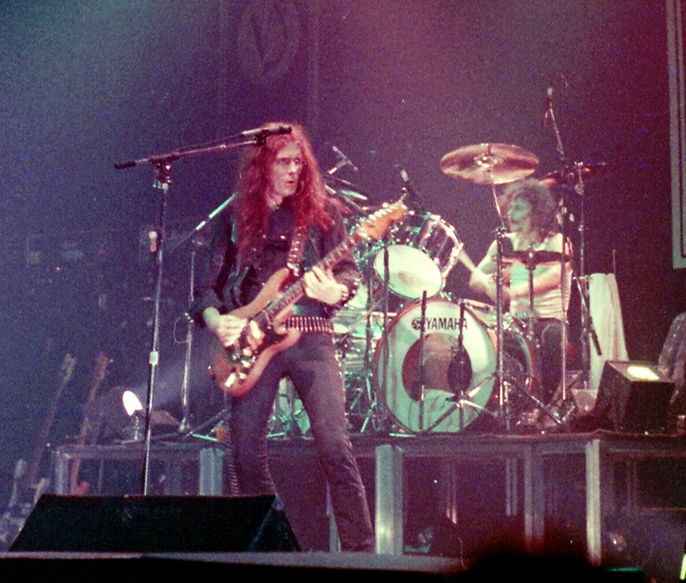
Phil Taylor (rechts), 11. November

- 11. November: Phil Taylor, britischer Schlagzeuger (61)
- 12. November: Sorin David, rumänischer Balletttänzer (61)
- 13. November: Carsten Heusmann, deutscher Musiker, Komponist und Musikproduzent (46)
- 15. November: Pierre Béluse, kanadischer Perkussionist und Musikpädagoge (80)
- 15. November: Jörg Ebner, deutscher Radiomoderator (73)
- 15. November: Annelise Pflugbeil, deutsche Kirchenmusikerin (97)
- 15. November: P. F. Sloan, US-amerikanischer Songwriter (70)
- 16. November: Richard Cowan, US-amerikanischer Opernsänger und Festivaldirektor (57)
- 16. November: Jerzy Katlewicz, polnischer Dirigent (88)
- 16. November: Przemysław Maciołek, polnischer Gitarrist (49)
- 17. November: Al Aarons, US-amerikanischer Jazzmusiker (83)
- 17. November: Luiz de Carvalho, brasilianischer Gospelsänger (90)
- 17. November: Rahim Moeini Kermanshahi, iranischer Poet und Liedtexter (89)
- 17. November: Ruth Kestner-Boche, deutsche Geigerin (99)
- 17. November: Pithukuli Murugadas, indischer Sänger (95)
- 17. November: David VanLanding, US-amerikanischer Rocksänger (51)
- 18. November: Daniel Ferro, US-amerikanischer Opernsänger und Musikpädagoge (94)
- 18. November: Judith Hendricks, US-amerikanische Jazzsängerin (78)
- 18. November: Mack McCormick, US-amerikanischer Musikforscher (85)
- 19. November: Armand, niederländischer Protestsänger (69)
- 19. November: Ron Hynes, kanadischer Folksänger (64)
- 19. November: John Theunissen, niederländischer Gitarrist (66)
- 20. November: Madhav Chari, indischer Jazzmusiker (48)
- 20. November: Nguyen Thien Dao, zeitgenössischer französischer Komponist vietnamesischer Herkunft (75)
- 20. November: Jan Monrad, dänischer Komiker, Sänger und Entertainer (64)
- 21. November: Jacques van Oortmerssen, niederländischer Pianist, Organist, Dirigent und Komponist (65)
- 22. November: Arthur Brooks, US-amerikanischer Sänger und Songwriter (82)
- 22. November: Joseph Silverstein, US-amerikanischer Violinist und Dirigent (83)
- 22. November: André Waignein, belgischer Komponist und Dirigent (73)
- 23. November: Jouni Kaipainen, finnischer Komponist (58)
- 23. November: Beatriz Lockhart, uruguayische Komponistin und Pianistin (71)
- 23. November: Max Lütolf, Schweizer Musikwissenschaftler (80)
- 23. November: Sepp Maciuszczyk, deutscher Musiker (52)
- 23. November: Cynthia Robinson, US-amerikanische Trompeterin und Sängerin (69)
- 23. November: Bengt-Arne Wallin, schwedischer Jazzmusiker (89)
- 25. November: Svein Christiansen, norwegischer Jazzmusiker (Schlagzeug) (74)
- 25. November: María del Carmen Gloria Contreras Roeniger, mexikanische Tänzerin und Choreografin (81)
- 25. November: Jean Corti, italienischer Musiker (86)
- 25. November: Johanna Jacob, deutsche Sängerin und Entertainerin (76)
- 25. November: Claus Ocker, deutscher Sänger und Hochschullehrer (91)
- 25. November: Marc Thomas, französischer Jazzmusiker (55)
- 27. November: Ernst Brandner, deutscher Komponist (94)
- 28. November: Yoka Berretty, niederländische Schauspielerin und Sängerin (87)
- 28. November: Erich Hallhuber senior, deutscher Schauspieler und Sänger (86)
- 29. November: Wayne Bickerton, britischer Sänger, Songwriter und Plattenproduzent (74)
- 29. November: Joachim Carlos Martini, deutscher Musikforscher und Dirigent (84)
- 29. November: Buddy Moreno, US-amerikanischer Sänger und Gitarrist (103)
- 30. November: Ilse Hass, deutsche Schlagersängerin (92)
- 30. November: Franz Krautwurst, deutscher Musikwissenschaftler und Hochschullehrer (92)

### Dezember
- 01. Dezember: Jesús Arias, spanischer Musiker und Journalist (52)
- 01. Dezember: Leonardo Franco, uruguayischer Musiker, Gitarrist und Komponist (73)
- 01. Dezember: Sabri Khan, indischer Musiker (88)
- 02. Dezember: Jean Batigne, französischer Schlagwerker und Komponist (82)
- 02. Dezember: John Eaton, US-amerikanischer Komponist und Pianist (80)
- 02. Dezember: Matthias Horndasch, deutscher Komponist und Autor (54)
- 03. Dezember: Gladstone Anderson, jamaikanischer Sänger und Pianist (81)

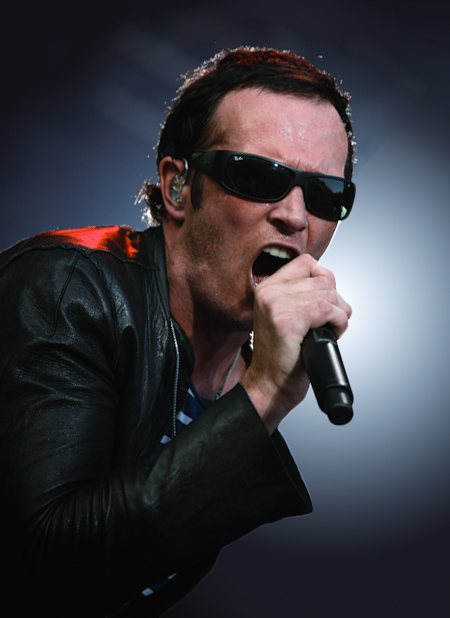
Scott Weiland; † 3. Dezember

- 03. Dezember: Scott Weiland, US-amerikanischer Sänger und Musiker (48)
- 04. Dezember: Edwin Gordon, US-amerikanischer Musikpädagoge und -psychologe (88)
- 04. Dezember: Rodney Milnes, britischer Musikwissenschaftler und -kritiker (79)
- 04. Dezember: Gertruda Trojanowa, sowjetische bzw. russische Sängerin und Gesangslehrerin (89)
- 04. Dezember: Armin Ude, deutscher Opernsänger und Hochschullehrer (82)
- 05. Dezember: John Garner, US-amerikanischer Sänger und Schlagzeuger (63)
- 06. Dezember: Franzl Lang, deutscher Volksmusiker und Schauspieler (84)
- 07. Dezember: Heinz Fricke, deutscher Dirigent (88)
- 07. Dezember: Don Pfrimmer, US-amerikanischer Songwriter (78)
- 07. Dezember: Jon Symon, britischer Rockmusiker, Komponist und Musikproduzent (74)
- 07. Dezember: Gerd Witte, deutscher Musiker und Hochschullehrer (88)
- 08. Dezember: Mattiwilda Dobbs, US-amerikanische Opernsängerin (90)
- 08. Dezember: Bonnie Lou, US-amerikanische Sängerin (91)
- 08. Dezember: Gary Marker, US-amerikanischer Bassist und Tontechniker (72)

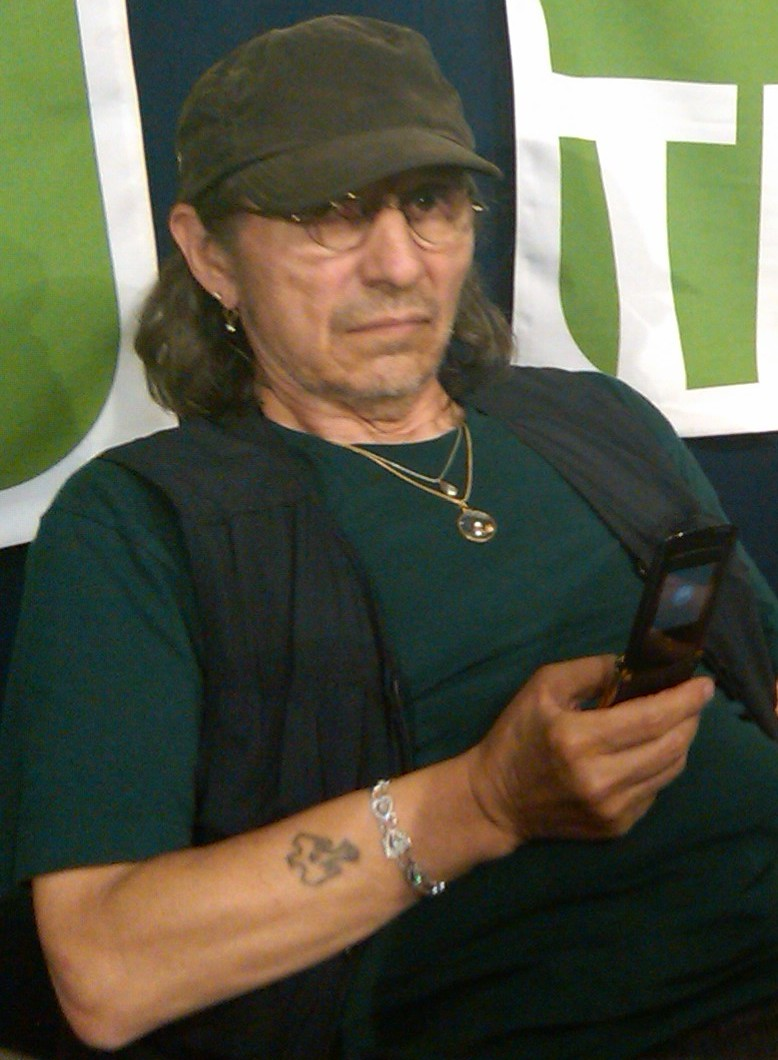
John Trudell; † 8. Dezember

- 08. Dezember: John Trudell, US-amerikanischer Bürgerrechtler, Musiker und Schauspieler (69)
- 09. Dezember: Rusty Jones, US-amerikanischer Jazz-Schlagzeuger (73)
- 09. Dezember: Sepp Mitterbauer, österreichischer Trompeter und Pianist (69)
- 09. Dezember: Alberto Podestá, argentinischer Tangosänger und -komponist (91)
- 10. Dezember: Rainer Bloß, deutscher Musiker (≈69)
- 11. Dezember: Harro Eisele, deutscher Fernsehredakteur (68)
- 11. Dezember: Wolfgang Stockmeier, deutscher Komponist (83)
- 13. Dezember: Luigi Creatore, US-amerikanischer Songwriter und Musikproduzent (93)
- 14. Dezember: Luke Haas, luxemburgischer Rockmusiker und Comiczeichner (66)
- 14. Dezember: Azər Rzayev, sowjetischer bzw. aserbaidschanischer Komponist und Hochschullehrer (85)
- 15. Dezember: Sándor Benkó, ungarischer Jazzmusiker (75)
- 15. Dezember: Stella Doufexis, deutsche Opernsängerin (47)
- 16. Dezember: Noboru Ando, japanischer Schauspieler, Sänger, Romancier und Yakuza (89)
- 16. Dezember: Tony Bazley, US-amerikanischer Jazz-Schlagzeuger (81)
- 16. Dezember: Snuff Garrett, US-amerikanischer Musikproduzent und Discjockey (77)
- 16. Dezember: Aafje Heynis, niederländische Altistin (91)
- 16. Dezember: René Saorgin, französischer Organist (87)
- 18. Dezember: Sieghard Brandenburg, deutscher Musikwissenschaftler (77)
- 18. Dezember: Luc Brewaeys, belgischer Komponist, Dirigent und Pianist (56)
- 18. Dezember: Simona Weiss, slowenische Volkssängerin (52)
- 19. Dezember: Peter Broggs, jamaikanischer Musiker (61)

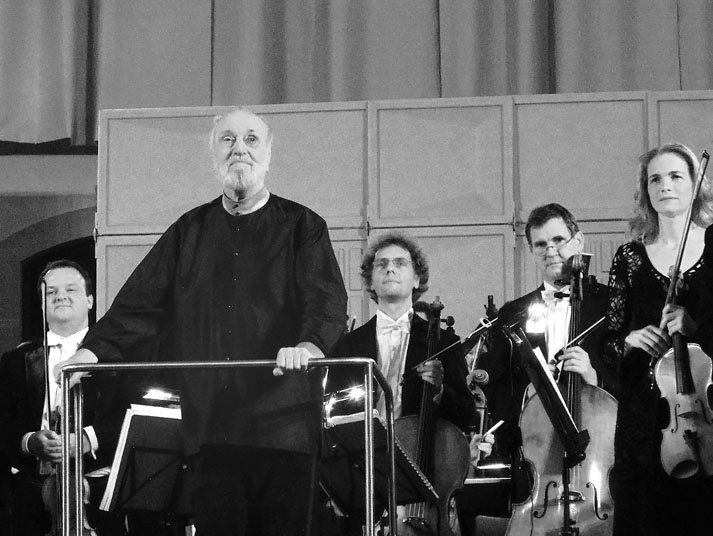
Kurt Masur; † 19. Dezember

- 19. Dezember: Kurt Masur, deutscher Dirigent (88)
- 19. Dezember: Brian Odgers, britischer Fusionmusiker (72)
- 19. Dezember: Carlos Païta, argentinischer Dirigent (83)
- 19. Dezember: Selma Reis, brasilianische Schauspielerin und Sängerin (55)
- 19. Dezember: Daniel Smith, US-amerikanischer Fagottist (77)

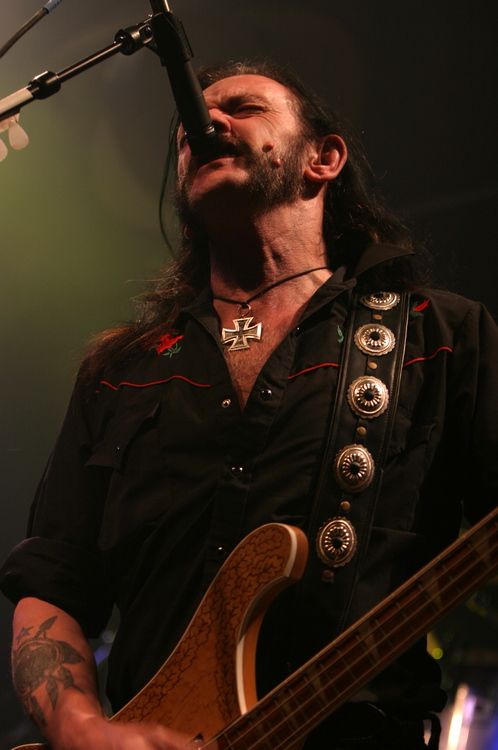
Lemmy Kilmister; † 28. Dezember

- 20. Dezember: Nell Reymond, französische Theater-, Kino- und Fernseh-Schauspielerin und Sängerin (75)
- 22. Dezember: Bob Shaw, US-amerikanischer Jazzgitarrist (77)
- 23. Dezember: Sam Dockery, US-amerikanischer Jazz-Pianist (86)
- 24. Dezember: William Guest, US-amerikanischer Soulsänger (74)
- 24. Dezember: Scharofiddin Saifiddinow, sowjetischer bzw. tadschikischer Komponist (86)

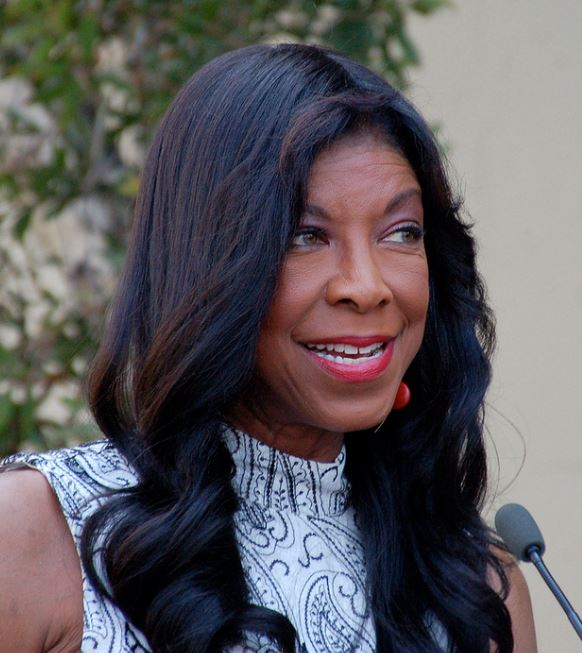
Natalie Cole; † 31. Dezember

- 25. Dezember: Manuel Agujetas, spanischer Flamencosänger (76)
- 25. Dezember: Ove Johansson, schwedischer Jazz- und Fusionmusiker (79)
- 25. Dezember: Roland Schneider, deutscher Jazzmusiker (78)
- 26. Dezember: Heinz Lanzke, deutscher Musikwissenschaftler und Bibliothekar (82)
- 27. Dezember: Ekkehard Kreft, deutscher Musikpädagoge, Musikwissenschaftler und Hochschullehrer (76)
- 27. Dezember: Craig Strickland, US-amerikanischer Countrysänger (29)
- 27. Dezember: Stevie Wright, australischer Musiker (68)
- 28. Dezember: John Bradbury, britischer Schlagzeuger (62)
- 28. Dezember: Joe Houston, US-amerikanischer R&B-Musiker (89)
- 28. Dezember: Guru Josh, britischer DJ (51)
- 28. Dezember: Lemmy Kilmister, britischer Rockmusiker (70)
- 30. Dezember: Jean Deroc, Schweizer Choreograph (90)
- 30. Dezember: Zjef Vanuytsel, belgischer Sänger, Gitarrist und Architekt (70)
- 31. Dezember: Natalie Cole, US-amerikanische Sängerin und Schauspielerin (65)
- 31. Dezember: Dal Richards, kanadischer Jazzmusiker (97)

### Genaues Todesdatum unbekannt
- 4. oder 5. Juli: Friedemann Weigle, deutscher Bratschist (53)
- Ende Juli: Toyo Tanaka, japanischer Musiker, Schauspieler, Opernregisseur und Festivalleiter (56)
- Robert DeGaetano, US-amerikanischer Pianist und Komponist (≈69)
- Olga Erdeli, sowjetische Harfenistin (≈88)
- Rutger Gunnarsson, schwedischer Musiker (Bassist), Arrangeur und Musikproduzent (≈69)
- Johnny Kemp, bahamaischer Sänger (≈55)
- Tommi Kuri, finnischer Bassist (≈40)
- Daron Norwood, US-amerikanischer Country-Sänger (≈49)
- Mats Olausson, schwedischer Keyboarder (≈54)
- Mickie Roquemore, US-amerikanischer Keyboarder (≈58)
- Jack Six, US-amerikanischer Jazzbassist (≈84)